# 2022年3月上海市2019冠状病毒病聚集性疫情应对经过
2022年3月上海市2019冠状病毒病聚集性疫情应对经过，旨在介绍2022年3月上海市2019冠状病毒病聚集性疫情的应对经过和相关措施。

## 检测與封控安排
为应对疫情，上海当局采取了大规模的核酸檢測和封控措施。居民被要求进行高频率的核酸检测和抗原检测。除各类检测之外，居民还被要求呆在家中，不能出家门到楼道、地下车库、露天区域等小区户外空间活动。

## 方舱医院
3月22日，上海官方在其微信公众号中确认已对闵行、嘉定两区的闵行体育馆和嘉定體育館进行改建，作为集中收治轻症患者的隔离场所。

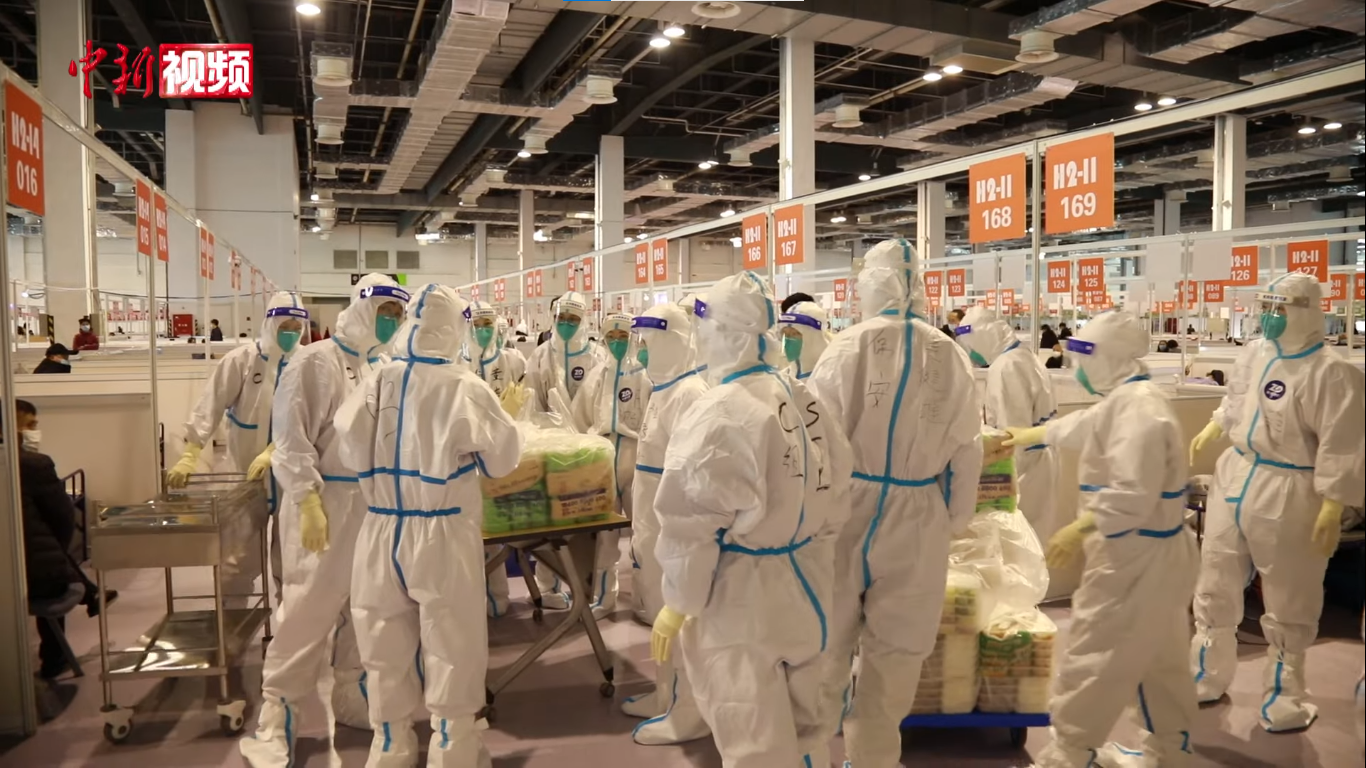
本轮疫情期间，上海世博展览馆成為临时集中隔离收治点

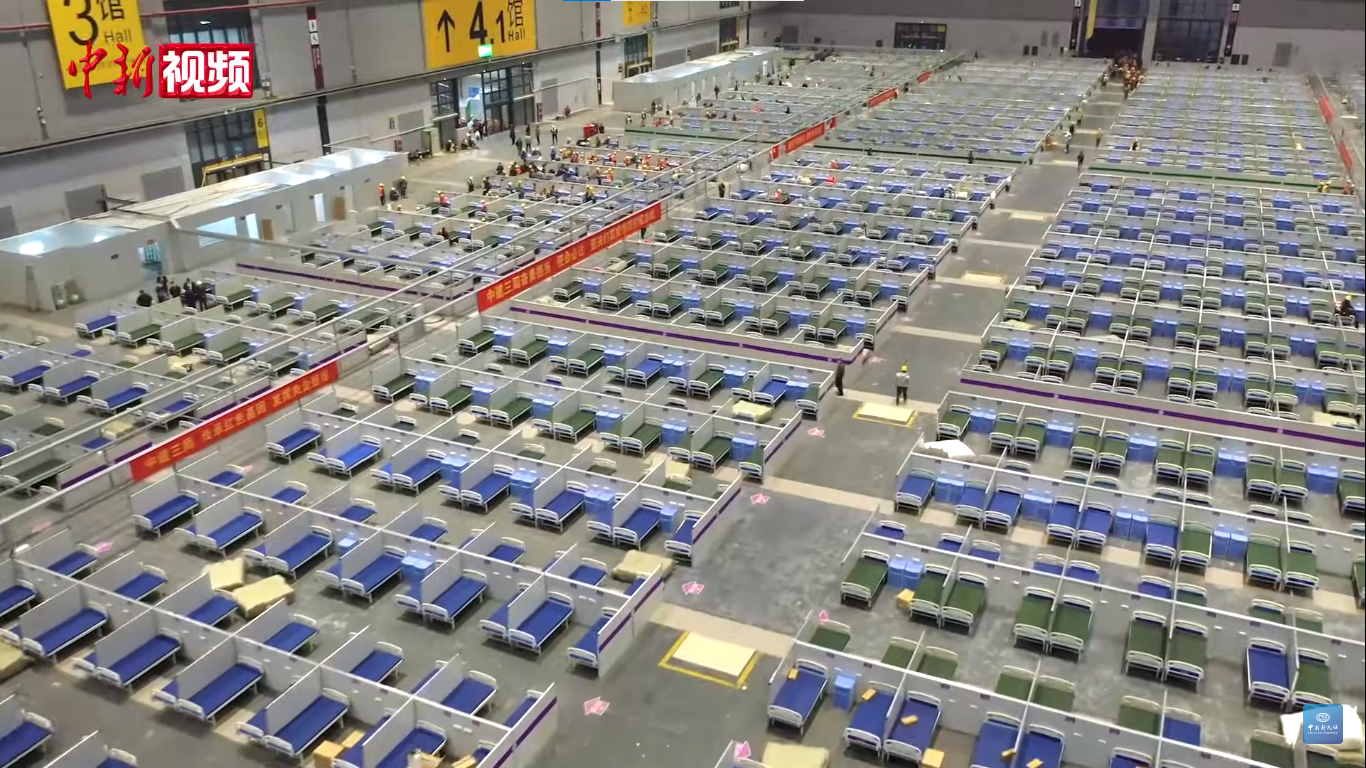
国家会展中心在疫情期间作为方舱医院使用

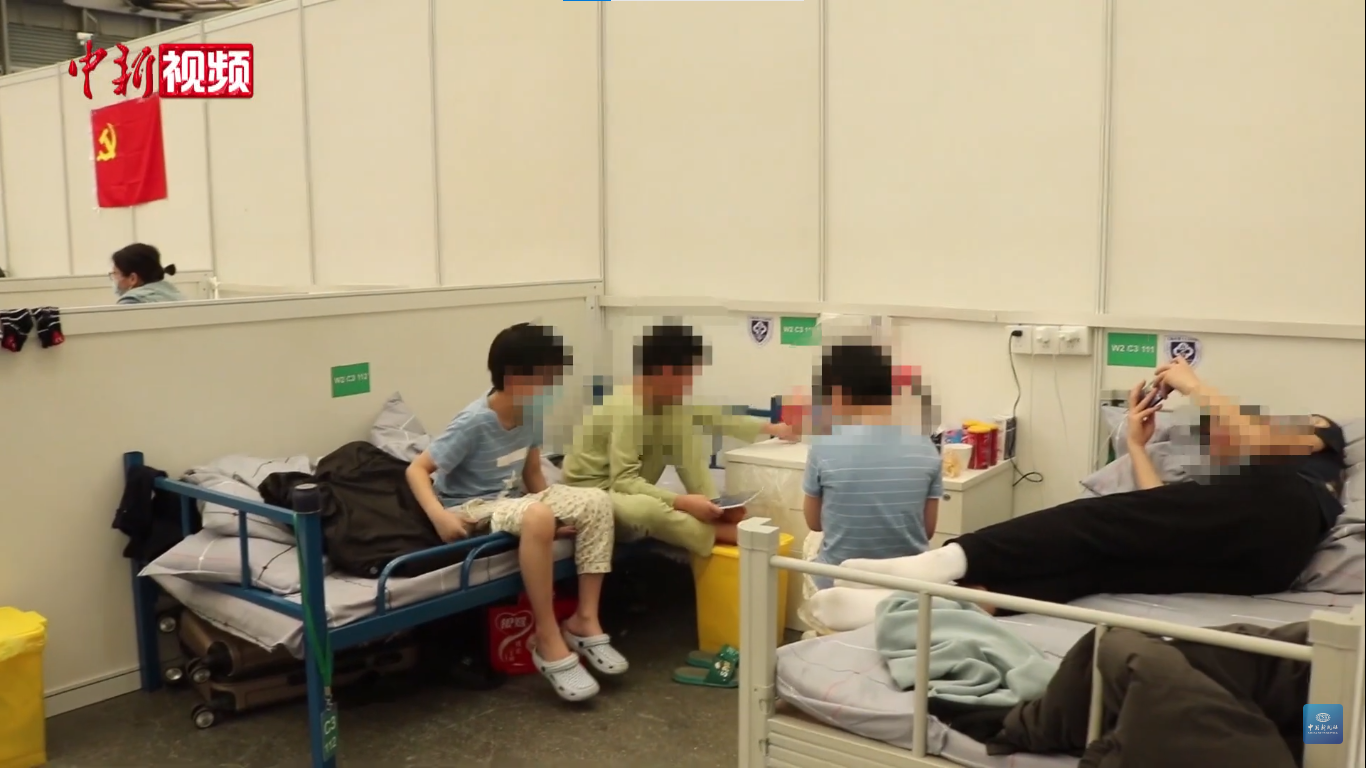
上海新国际博览中心开设的“亲子方舱”，专门收治核酸阳性儿童及其家庭成员

3月24日，嘉定嘉荷新苑人才公寓开舱，是上海首个投入使用非医疗机构改建的市级方舱医院，三栋23层楼高的公寓里，共设床位1900张，由203名瑞金医院多学科的医护、工勤和管理人员进行管理。4月30日，正式关舱，是第一个关舱的市级方舱医院，共运行38天，总计收治3182人，主要收治本轮疫情中的新冠肺炎无症状感染者和轻症患者，其中，年龄最小的37天 ，年龄最大的83岁。3月24日启用至4月30日关舱上海环境固处公司向嘉荷新苑累计派出了65个车次，收运处置涉疫垃圾80余吨。
3月26日，上海世博展览馆成為临时集中隔离收治点，当日首批患者入住，世博展览馆分为三个馆，计划床位6000张，其中H2约2500张床位，26日已全部收满。H1馆27日下午16点开始收入患者能够收纳约3000人，最后一个H4场馆将在29日开启预计可收治1400到1500名患者。来自上海交大医学院附属仁济医院、市第一人民医院、第九人民医院、同济大学附属同济医院、上海交大医学院附属上海儿童医学中心5家三甲医院的910名医疗队员集结于此提供医疗保障。主要收治轻症及无症状新冠肺炎患者。4月3日上午9点半，9名来自上海奉贤区的新冠肺炎患者核酸转阴后，作为首批出院患者离开世博展览馆方舱医院。截至当日（3月26日），瑞金医院嘉定院区、华山医院宝山院区、周浦医院、长兴人民医院、闵行体育馆（後來改為定點醫院）、嘉定体育馆、嘉定嘉荷新苑人才公寓等7个场所完成改建，用于无症状感染者和轻型病例的集中隔离。3月29日，上海新国际博览中心被改造為临时集中隔离收治点，设计床位超过15000张，由6000人两班倒从3月25日开始建设，3月31日晚收治了第一批病人，共1000余人。4月5日W区域五个场馆6600张床位，全部通过验收，于4月4日晚8点开始收治新冠病毒感染者，约4000名患者陆续抵达。其中核酸阳性儿童及其家庭成员，将被收治在专门开辟的W2区，由第十人民医院和儿童医学中心联合保障。这也是上海首次开设“亲子方舱”（截至4月5日上午8时，该病区已收治患儿家庭共计177人，其中患儿89人）。至此，该方舱医院已经全部投入使用。4月6日9点，经过连续9小时的彻夜奋战，上海新国际博览中心方舱医院8500平米办公区建设顺利完成，并正式交付（由E1馆搭设湖北、江西、天津援沪医疗队进驻新国际博览中心方舱医院的办公区域）。4月10日上午，上海新国际博览中心首批患者出院（4月10日N1-N5舱共计出院700余名患者）。截至4月10日上午8点，已收治14042人，实际开放14000余张床位。4月12日上午，“亲子舱”第一批18名患儿带着“勇士通关证书”是浦东新区“车队”接走的，当天从“亲子舱”出院的有39名患儿以及他们的家长，据上海儿童医学中心医疗队医学专家组组长殷勇介绍，亲子方舱主要收治无症状或轻症儿童。对于仍然有一点症状的孩子，医院放也发放了相应的治疗药物，确保孩子回家也有药可治。临港方舱医院、国家会展中心和上海世博会博物馆（原世博城市足跡館）、西岸艺术中心也在建設中。国家会展中心（“四叶草”）项目于4月4日开工，2.5万余名建设者24小时轮班作业，于4月11日晚全面完成项目竣工验收，共提供床位50646个，启用面积42万平方米，安装集装箱2716个（可容纳后勤保障人员5000余人），总计设计了14个舱，每个舱的床位在3500张左右，8个展馆（四片叶子）被委派给了4家承建方，场馆分未污染区，限制区和安全区，每个小隔间提供2张1.2米的床，两床中间间隔1.2米配有2个床头柜和2个插线板，设置特殊人群区域、家庭亲子区域（附高低床）、男女区域，周边设有医护用房，包括护士站、库房、抢救室、治疗室、处置室、污洗室、污物暂存室，容纳医患总人数5.4万余人，馆内还配有wi-fi（上海联通，上海移动，上海电信分场馆提供），台盆（附有24小时热水小厨宝）、独立移动厕所（1:20的比例）和独立淋浴间。4月9日晨实现首批3、4号馆竣工交付6748个床位，4月9日中午12点20分，迎来首批患者，4月10日5、6号馆也交付并接收患者。4月10日晚，方舱医院项目B区2号馆迎来交付。4月14日，方舱3号馆迎来首批322位患者出院，这批市民在方舱的时间不长，5天左右就达到了出院标准。同日已收治了4万多名患者，舱内有国家医疗队五千多人，加上公安、消防、志愿者等等各类工作人员共计两万多人方舱内总人数也达到七万余人，目前有2台移动CT，已投入使用。上海临港方舱医院于4月5日夜间23点左右正式开舱，设计容纳13608张隔离床位（由江苏、浙江的援沪医疗队与复旦大学附属华山医院医疗队联合进驻工作），当晚23时50分第一批12名患者入仓，截至4月6日23时，已经收治感染者超过3200人。4月5日浦东高桥港方舱医院投入使用，用地面积14万平方米，总建筑面积为10万平方米由上海市政总院3月22日10时启用时40小时勘察设计。公惠医院同樣也改建为新冠定点医院。截至4月9日，上海已建成方舱医院100多个，床位数超过16万，后续将根据疫情形势，进一步做好定点医院和方舱医院的资源储备。4月11日，位于上海黄浦滨江的一幢江景写字楼成为黄浦区开平路方舱医院，这是此轮上海防疫中首次将写字楼改造为方舱医院。4月13日，经过两天半的施工，由上海张江（集团）公司承建的张江科学会堂改建方舱医院工程即将进入收尾阶段。张江科学会堂原计划今年5月正式启用，接到有关通知后，600多名工人采取24小时连续施工的作业方式，将科学会堂改造成为一个可提供1080余个床位的方舱医院。4月13日上海遭遇8级大风加暴雨，南汇方舱的隔离板房发生严重漏雨现象 ，多间房间不仅漏水，大雨还把房顶给弄塌了，最终导致房子停水停电。晚些时候，工作人将房间漏雨的住户转移到干的房间。承诺第二天统一维修处理。另據紐約時報表示，有些隔离设施由于床位不足，被隔離者被迫睡在地上。
4月6日，上海市疫情防控工作指挥部地区组获悉，根据国务院联防联控机制统一部署，江苏、浙江紧急为上海抗击疫情期间相关隔离人员提供6万间隔离房，江苏、浙江各3万间。江苏已筹措并提供1.6万间，分别位于无锡市2000间、扬州市3300间、常州市2200间、苏州市980间、镇江市960间、泰州市1000间、盐城市2300间、南京市3200间；浙江已筹措并提供2.1万间，分别位于杭州市5200间、宁波市6200间、台州市2000间、绍兴市3000间、金华市3000间、湖州市2000间。剩余房源将于近日筹措完成。第一批隔离人员已于4月4日转运入住。截至4月7日12时，浙江省已接收12111名上海密接、次密接重点人员。根据安排浙江省将承接3万名上海密接、次密接重点人员的转运隔离工作。江苏省方面，截至4月7日18时，已累计接收上海重点人员来苏隔离4733人，隔离人员从4月16日起陆续解除集中隔离医学观察。截至4月19日18时，已有6243人解除隔离。
當局原本想將位於浦東新區張江高科技園區的張江納仕國際社區強制徵用為陽性患者隔離區域，並要求原住戶撤離。有居民不滿，並與警方發生衝突，警察暴力逮捕居民，也有居民向警方下跪磕頭哀求。4月14日上海张江集团发布情况说明，张江纳仕人才公寓是张江集团投资建设的国有产权租赁住宅，于2021年8月开始运营。疫情以来，政府有关部门已启用未入驻的5幢楼，用作核酸、抗原检测异常人员隔离用房。4月12日，接政府有关部门通知，通知需要搬迁的39户租户，为应对疫情防控需要，继续征用9幢楼，作为集中管控隔离用房，协商合同变更，并给予租赁变更补偿。4月15日，该集团发布声明，表示4月14日下午“组织开展隔离围网施工时，部分租户在施工现场阻挠，有关部门进行了现场处置，现事态已平息。”
4月16日，上海當局承認存在轉運患者不及時、候車時間長、入住方艙醫院慢、出院流程不暢通等問題，承諾會加快建方艙醫院。當天晚上，由於上海市浦东新区北蔡镇联勤村村宅内确诊病例有所增加，村民分批次乘坐公交车转移至隔离酒店，作为密接人员进行14天集中隔离。有关部门对村宅开展环境消杀。4月24日起，联勤村村民陆续从隔离点回家。
4月19日，临港二号集中救治场所（方舱医院）交付。另外上海已将部分方舱医院床位升级为定点医院床位。
4月25日，上海市杨浦区副区长祁克萍表示，当前疫情防控的一个重要环节是核酸检测点常态化。4月26日，上海市卫健委公布第一批534个常态化核酸采样点。奉賢區推出了“满天星”核酸采样点。另外從5月1日到6月30日，上海市民進行核酸检测時不用付費。
4月30日，上海首个市级方舱医院关舱。

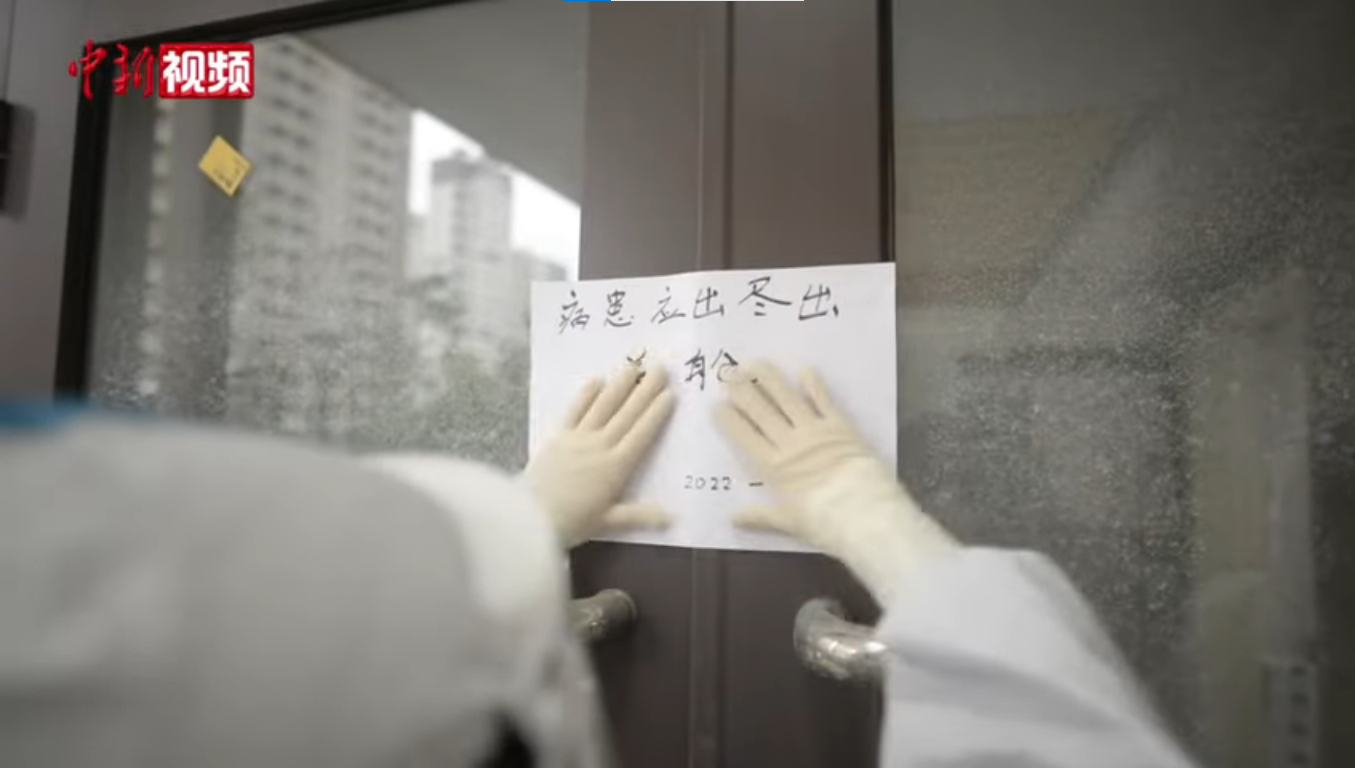
4月30日，上海首个市级方舱医院嘉荷新苑方舱医院正式关舱

5月1日起，上海的公立医疗机构核酸单样本检测价格下调至25元。
5月2日起，白猫方舱转型成为集中隔离点。5月4日，由海南省医疗队4月18日接管的安亭飞众方舱医院关舱。
5月5日，长宁区首个由学校改建的方舱休舱。
5月8日，上海市黄浦区老西门街道江阴街设立全市首个动物方舱医院。方舱有两间，大间可容纳40只狗小间可容纳10只猫。三三宠爱宠物爱心志愿者协会和芭芭拉宠物医院为协作单位，目前只能接受老西门街道辖区的转运居民的宠物。工作人员一天两次喂食喂水，每天定时用紫外线进行环境消毒。除此之外，方舱门口搭建了一个帐篷，会有动物志愿者24小时进行值守，并查看宠物们的身体情况。
5月10日，临港二号方舱、龙耀路方舱休舱。5月11日，长兴岛方舱医院休舱。
5月13日，天华路方舱医院休舱。5月14日，位于上海市嘉定区的华亭方舱医院休舱。截至當天上海市级方舱已有一半休舱，学校改造方舱逾95%不再使用。
5月16日，山东省援沪医疗队整建制接管的上海市徐汇区石龙路、漕宝路两家区级方舱医院正式休舱。山东省援沪医疗队整建制接管的徐汇区三家方舱医院全部休舱。5月17日下午，黄浦区开平路方舱医院關閉。5月20日，奉贤青村零号基地方舱關閉。5月21日，临港方舱医院休舱。
5月24日，赵丹丹表示，出院、出舱人员居家健康监测后3个月内，不纳入社区筛查。居家健康监测6天内无需进行核酸和抗原检测，第7天开展1次核酸检测，由属地安排专车将其转至公立医疗机构检测，或由医务人员上门采样送公立医疗机构检测；居家健康监测期间，随申码赋“黄码”。5月28日，赵丹丹表示，出院、出舱人员的电子版《解除隔离医学证明》，现在可以在“随申办”移动端搜索“解除隔离医学证明”申领查看。出院、出舱人员在居家健康监测后3个月内，如无发热等不适症状，可凭纸质版或电子版《解除医学隔离证明》，代替原有核酸码，自行前往常态化核酸检测点进行单人单管检测。
5月25日，寶山區最大的方艙醫院泾灿路方舱医院關舱。浦東新區上海世博展覽館方艙醫院也休舱。
5月28日，位於吴淞口国际邮轮港的宝山第一家启用、最后一家休舱的区级方舱医院休艙。5月31日，上海最大的方舱医院国家会展中心3号馆关舱。
6月6日，上海瑞金医院肿瘤质子中心結束新冠肺炎定点救治医院的临时任务，並且恢復原本的醫院功能。
6月14日，赵丹丹表示，新国际博览中心方舱医院将6月15日关闭，至此市级方舱医院除花博会复兴馆外，将全部实现休舱或闭舱。下一阶段，花博会复兴馆方舱医院将继续保持常态化运行，部分休舱的方舱医院将作为后备市级方舱医院，其余正在进行基础设施维护和修缮。赵丹丹表示，本轮疫情发生后，上海共设置了11家市级定点医院和34家区级定点医院。目前大部分市、区定点医院已清空在院收治的感染者，在完成环境消杀和医务人员隔离医学观察后，将尽快恢复日常医疗服务，现在还有部分市、区两级定点医院还在运行中。同时也会保留市公卫中心等3家市级医院作为定点医院继续收治新冠患者。。7月1日，國展中心方艙醫院全部拆除。

## 诊疗與外地支援

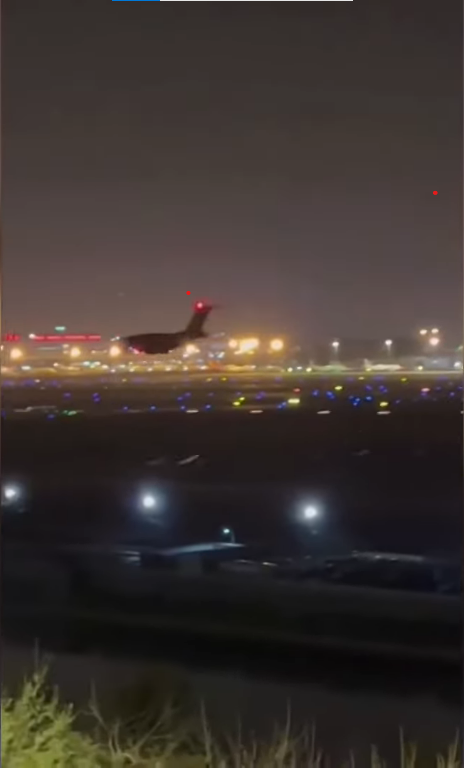
4月3日，有市民拍到多架运-20深夜抵达虹桥机场支援上海市做好疫情防控工作

确诊患者将被闭环转运至上海市公共卫生临床中心及各区新冠肺炎定点医院进行隔离治疗或隔离医学观察。2022年3月15日，国卫办下发《关于印发新型冠状病毒肺炎诊疗方案（试行第九版）的通知》，方案对《新型冠状病毒肺炎诊疗方案（试行第八版 修订版）》进行了修订，对于轻型病例可实行集中隔离管理，隔离场所不限于医疗机构，如病情加重，将转至定点医院治疗。3月22日，上海官方在新闻发布会上表示已启动应急预案，启用后备医疗机构，扩增集中隔离收治床位。截至4月3日，上海已陆续启用后备定点医院，改建一批方舱医院，现有定点医院、后备定点医院、方舱医院10余家。国家已组派医疗队援助上海，其他省市的医疗队主要入驻方舱医院开展收治工作。首批江苏、浙江、安徽的医疗队员已经先期抵沪开展工作。4月3日，来自江苏、浙江、安徽、山东、江西、天津、海南、湖北等省市医务人员组成医疗队，带着大批医用物资陆续抵达上海协助抗疫。陕西省西安市已于3月14日集结2支医疗队赴沪增援。北京援沪医疗队则在3月29日出发，同日安徽也有7支专业核酸检测队伍携4座核酸检测方舱实验室及5台核酸移动检测车到达上海。中国人民解放军抽组卫勤力量2000余人，支援上海市做好疫情防控工作，来自陆军、海军、联勤保障部队所属7个医疗单位，抵达后将迅速开展医疗救治、核酸检测等工作。4月7日，多架次运-20大型运输机降落在上海虹桥机场，支援上海疫情防控工作。截至4月4日，中国大陆15个省份已经派出医务人员3.8万多人支援上海（包括江苏14000余人、天津1512人、浙江7261人、湖北1200余人、湖南104人、山东1100余人、安徽1030人、河南1511人、江西1000余人、海南908人、广东300人、陕西180人），另外还调集了核酸检测力量238万管来支援上海，其中包括108万管来自8个省份，130万管来自上海周边4个省份。其中，9个省份派出1.1万多名医务人员，承担方舱医院医疗队的任务，4个省份派出超过2.32万名医务人员，承担核酸采样任务。另外从12个省份派出了实验室核酸检测队伍，有将近4000人，人员规模匹敌当年武汉。4月7日下午，由1730名医护人员组成的福建援沪医疗队，从福州、厦门两地出发飞赴上海支援抗疫（主要由呼吸科、感染性疾病科、医院感染管理科、重症医学科和精神卫生心理治疗等一线医务人员组成）。截至4月12日，国家卫生健康委已从全国16个省份调派医务人员4万余名和每日238万管核酸检测的能力支援上海。截至4月5日，上海新建投用一批方舱医院、床位总数约4.77万张，还有3万张床位即将投入使用。与此同时，各区也选取符合防疫条件的宾馆酒店、体育场馆、会展中心、培训中心等场所，建立临时中转隔离管理点62处，边筛查、边转运，全力提高转运效率。
新版诊疗方案将輝瑞研发的利托那韦片作为抗病毒药物纳入临床治疗。中国大陆首批2万盒进口药物于3月17日于上海海关入境，3月20日上海采购的1000盒送抵上海公卫中心投入救治。
3月26日，上海中医药大学附属曙光医院联合上海市新冠肺炎中医药救治专家组发布《上海市新型冠状病毒感染中医药诊疗专家共识（2022春季版）》，指出上海近阶段疾病属于湿毒疫范畴，以解热毒、化湿毒、祛瘀毒为治疗核心，以减少病情加重，加速病毒清除为治疗目标。
4月1日，上海集中隔离点医疗救治组组长、瑞金医院副院长陈尔真表示，假如上海无症状感染者数量较多的话，有条件的可以居家隔离。一位上海75岁退休医生徐惠梁发出一封实名公开信，也呼籲當局讓有条件的新冠阳性患者签署承诺书后申请居家隔离。
4月2日，上海市民与疾控中心的一段录音开始在网络上传播，录音中疾控中心工作人员承认上海当前医疗资源处于枯竭状态，各机构之间协调混乱，已经无力救治各类疾病。方艙醫院条件很差，不利于病人康复，建议患者把2019冠状病毒病“当成普通流感就好”。
4月初，据财新网和部分境外媒体报道，上海东海老年护理医院发生大规模感染，医护和护工被转移隔离，正常照护秩序正遭受冲击，院内老人情况恶劣。目前财新网的报导已被删。。
4月3日，上海首个收治轻症患者和无症状感染者的世博展览中心方舱医院首批出院者出院，将被各区接回属地，严格做好健康管理。
4月5日，针对阳性感染者，中药使用率稳定保持在98%以上，已累计向各街镇配送超过2100万人份中药预防方药。
4月8日上午，一支35人的退役军人抗疫医疗志愿队，将分头奔赴杨浦区的方舱医院、社区核酸采样现场和养老机构，这批退役军人抗疫医疗志愿队来自各区有医护工作经验的退役军人，自7日上海市退役军人志愿服务总队发布志愿者招募令后半天内陆续响应组成。截至4月11日，已有近万名退役军人加入到抗疫医疗志愿工作中。4月12日上海市退役军人线上抗疫医疗咨询志愿服务正式上线。
4月8日，江苏省首个服务上海的方舱医院在苏州市正式启用，可容纳800张床位。無錫的首座方舱医院也建设完成。
4月12日，国家卫生健康委新闻发言人米锋在国务院联防联控机制新闻发布会上表示，国家卫生健康委已从全国16个省份调派4万余名医务人员支援上海。
4月13日中午，国资委组织第一批医疗队将到达上海开展工作。国资委已组织中核集团、通用技术集团、国药集团、航天科技集团、航空工业集团、中国建筑集团、华润集团、中国电建、中国化学工程、中国诚通10家中央企业的医疗队伍支援上海。
本轮疫情期间，曾经支援2020年武汉抗疫工作的“重症八仙”中，有三位专家奔赴上海进行支援，分别是中山大学附属第一医院重症医学科主任管向东、四川大学华西医院重症医学科教授、华西天府医院院长康焰和东南大学副校长、中大医院重症医学科主任医师邱海波。
截至4月26日，中國已有17个省市和部队系统的2.5万名医护人员支援上海。
5月5日，上海市卫生健康委副主任赵丹丹表示已建立了500多人的综合救治专家组救治重症、危重症病例。
5月7日上午，首批3月31日来沪江苏、安徽援沪核酸采样队完成了阶段使命，即将离沪返程休整。上海市委常委、常务副市长吴清在锦北楼欢送仪式现场致辞。江苏常州市医疗队以5个区以及4家市级医院医护人员组成总人数达到了405人，入驻嘉定酒店的人员在156人。整个常州市援护医疗队共完成了400多万管的核酸采样工作。安徽省援沪采样队有1030名医务工作者，足迹遍布静安、杨浦、嘉定、黄浦等多个区。经过特殊批准今天医疗队队员到上海外滩参观。下午经G2高速离沪返回。同日，3532名江苏省援沪医疗队队员（主要来自南京、常州、苏州、连云港、淮安、盐城、扬州、泰州等8个市和省属省管医院）队核酸采样队返程，3月27日援沪以来，队员们分别住在上海市、苏州市和南通市，共执行任务33次，累计采样3488.95万人次。另外江苏、浙江当日往返的援沪核酸采样队仍将继续坚守，继续参加上海核酸筛查。还有江苏2055位方舱队（有1135人分成4支队伍到4家定点医院。方舱队的其余医务人员，继续管理临港方舱的2000张床位。）、重症队、检测队继续留守上海奋战。截至目前，江苏、安徽、浙江三省累计支援采样人员29.6万人次，支援队人员数量单日最高达到2.2万人。
5月13日，四川援上海核酸检测队返回四川。5月14日，湖北省援沪核酸检测队207人離開上海。5月14日，首批178名支援上海医疗队队员返回陝西。5月15日，浙江援沪核酸采样队离沪返程休整。
截至5月16日，中國各省区市和解放军共派出22支医疗队、3.7万多人支援上海。
5月21日起，中央企业以及遼寧援沪医疗队陆续离沪。5月22日，陝西省援滬醫療隊離開上海。5月23日，海南援沪医疗队返回海南。30-31日，天津援沪医疗队離開上海。
5月31日中午，湖北首批4月3日援沪医疗队作为最后一批离开的援沪医疗队，在新锦江大酒店前道别，包括1091名医疗队队员登上大巴前往虹桥火车站乘专列离沪返汉。此前，中医团队、核酸检测团队276人已圆满完成任务先期返鄂。4月3日，湖北省卫健委根据国务院联防联控机制医疗救治组，先后派出5批，共计1501人的湖北省援上海医疗队，其中医生308人、护士926人、医技人员204人、院感30人、管理21人、120急救12人。在沪期间，1501名湖北医护队员全链条参与方舱守护、亚定点医院及定点医院ICU救治、急救转运、核酸采集、检测等战疫工作。湖北省医疗队在沪工作期间共收治患者13571人，用休息时间，先后3次参加上海市核酸采样工作，共计完成48.1万居民的核酸采样工作。120急救组负责核酸标本和物资转运、医疗队员保障等工作，累计行驶里程35695公里。此外，湖北省医疗队还有134人的重症团队将继续留沪参与重症患者救治，预计6月10日返回，也将是最后离开上海的重症医疗队，重症团队累计气管插管45例次，开展ECMO操作3例，开展CRRT操作例23次。同日，解放军卫勤力量支援上海市疫情防控完成任务，陆续离开上海市完成回撤。
6月10日，赵丹丹表示，今天为浙江省重症医疗队和江苏省重症医疗队送行。至此，所有援沪医疗队员已全部离沪。

## 日常生活

### 医疗服务
疫情发生后，上海多家医院暂停医疗服务，有关筛查工作结束后，相关医院的医疗服务也得以恢复。3月8日召开的新闻发布会上，上海市卫生健康委主任邬惊雷表示将保障封控管控区群众就医服务，加强医疗服务分级管理。3月26日，上海市卫健委要求对医疗机构和医务人员采取科学、规范、合理的防控措施，不能因疫情处置对医疗机构一关了之、一封了之、一停了之。要根据综合研判医疗机构的疫情风险，科学精准地提出疫情封控建议，精准划定封控范围，按规范开展环境消杀后立即开诊，对急诊、发热门诊、透析室、手术室、重症监护室、孕妇分娩室等“非必要不封控”，建立健全备用区域应急预案，设立缓冲病房和缓冲区域。同时加强对封控区居民的医疗保障，医疗机构要做好与地区对接，提供绿色通道，严格落实首诊负责制和急危重症患者抢救制度。三级综合医院、儿童专科医院的急诊、发热门诊等不得随意停诊。
3月29日，上海當局決定对抗疫、疫情防控一线人员、社区工作者、社区志愿者發放临时补助补贴，对医务人员、社区工作人员、公安干警、物资保障和生产一线职工等开展慰问，並且支持新冠病毒疫苗和治疗药物进口。
4月初，有多个报道指出，上海医疗资源处于枯竭状态，许多正常的医疗活动都极度受限。还有消息指出，由于各种封控措施的影响，尽管上海卫健委在公开的文件中明确提出“医务人员、防疫人员等，凭工作证或单位证明或核发的通行证可正常出行。”，但实际上医生很难正常从个人住所前往医院参与医疗工作。
4月10日，供应全上海90%以上家用氧气瓶的上海申威医用气体公司因员工阳性导致公司全面停产，暂停浦西地区氧气配送。4月11日上午，上海娄氧气体罐装有限公司总经理表示，4月11日凌晨已将消杀后的1300瓶10升装家用氧气瓶库存全部发出，今日将通过申威公司配送给相关需求市民。而上海家用10升氧气瓶需求在每天1500瓶至2000瓶左右，医院及医疗机构40升医用氧约800瓶、160升医用液氧约60瓶、医用液氧（槽罐车）约15吨。此外医用氧气公司还有库存，可以解决供给今早求助的9家医院。公司首批确诊的3名员工在4月6号，后续有11名员工确诊，不具备复工条件。4月11日，通过申威公司配送热线了解到，浦东地区的氧气瓶可以正常供应。浦东地区的家用氧气瓶由申威公司的合作方申南特种气体公司（以下简称申南公司）充装，日订单量为200-250瓶。申南公司家用氧气瓶每日的出货量在300-400瓶，除去浦东用户订购的数量，有100多瓶的余量作为日常储备。在气瓶充足的情况下，申南公司每天可以追加400多瓶的生产量。4月13日上午，娄氧公司已恢复正常生产，截至4月15日，上海家用氧日供货量恢复到正常情况下的1600瓶。
4月15日上午，上海市卫生健康委一级巡视员吴乾渝表示，为了确保广大患者在疫情期间的就医安全，防止交叉感染，尽可能减少对医院运行的影响，医疗机构会要求就诊患者提供核酸检测报告，对没有核酸报告或核酸检测报告超过有效时间的，医疗机构会尽快开展核酸检测，同时进行相关的医疗处置。急诊患者需要立即进行紧急处置的，医疗机构应启动应急预案，将患者转移至专门的隔离缓冲区域，对急危重症患者救治的同时展开核酸或抗原检测。区域内配备有抢救治疗的设备设施药品，需要急诊手术的就在专用手术室立即开展手术救治。医疗机构不得以等待核酸检测结果为由推诿拒绝、延误治疗。
4月17日，《我打了上海15家医院的急诊电话，发现死亡背后重要原因》作者于当天下午2点半，依次拨打了上海15家知名三甲医院，询问急诊开诊情况，耗时1个半小时。有11家三甲医院，急诊全部无法接通，有些甚至连总机都无法打通。多家医院均表示：当前医院急诊大多处于超负荷状态。
4月19日，上海市新型冠状病毒肺炎疫情防控工作领导小组办公室印发《关于疫情防控期间上海市民就医流程的通知》，要求全市各街镇、居村、各级医疗机构、急救中心等单位均不得以查验核酸阴性证明作为进出小区就医、转送病人和接诊的限制，全市二级以上综合医院、儿童医院急诊、发热门诊原则上不停诊（新冠肺炎定点医院除外）。
4月21日，上海市卫生健康委一级巡视员吴乾渝在上海市新冠肺炎疫情防控新闻发布会上表示，因为疫情原因，孕妇受到的医疗服务质量受限，已為阳性感染者孕产妇安排“1+3”定点收治机构。

4月24日，申康医院发展中心主任王兴鹏表示，4月下旬上海市级医院的门急诊业务量相比4月初，36家市级医院的门诊量增长了103%，急诊量增长了65%。
5月1日，上海市衛健委主任鄔驚雷表示上海全市医疗机构门诊、急诊应开尽开，不能以任何借口推诿、拒收患者。
“五一”期间，上海申康医院发展中心将组织市级医院开展互联网医院义诊活动，为疫情期间市民看病就医提供服务。5月1日至5日，34家市级医院开展“云端义诊、守沪健康”互联网医院义诊活动，包括7位院士在内的3308位专家为广大患者提供了疾病问诊、健康咨询、复诊配药等服务，服务患者超过3.3万人次，累计开具线上处方近万张。
5月2日，上海市卫健委副主任赵丹丹介绍，本轮疫情以来，上海市院前急救面临诸多困难，市民日常急救业务、阳性感染者转运、方舱医院和定点医院急救保障等急救服务需求叠加，120单日电话呼入量是2021年同期的12倍，不少市民反映呼叫困难、等待时间延长。赵丹丹表示，上海将想方设法努力解决广大市民的急救需求，通过紧急招募志愿者等形式，大幅增加受理调度和一线当班车辆。4月26日，来自天津、河南两省的国家紧急救援队100辆急救车、298名队员支援上海的急救工作。
截至5月8日，上海已有超过2600家药品零售门店恢复经营。截至5月9日，近七成社区卫生服务中心已实现每周5天开诊服务。
截至5月11日，上海的限期、择期手术量恢复到當年3月初水平的近两成。上海中医药大学附属岳阳中西医结合医院开设了新冠康复门诊，为核酸结果转阴出院、出舱的民众提供中医药康复诊疗服务。
截至5月12日，上海11个区已恢复开放139家接种门诊，为老年人提供整疫苗预约接种服务。截至6月16日，全市60岁及以上老年人新冠疫苗累计接种约1011万剂，覆盖约392万人，覆盖率67.42%；全程接种约367万人，接种率63.16%。 
5月17日，上海市已有89家公立互联网医院已经完成系统改造，提供跨院复诊和配药服务，要求全市公立互联网医院可跨院调阅患者6个月内电子健康档案的基础上，支持全市互联网医院实现跨院复诊和配药服务，也就是说，只要患者6个月内在本市公立医院有过线下就诊记录，就可以在全市公立互联网医院复诊和配药。從3月1日至5月17日，上海互联网医院开展互联网诊疗约116万人次。
5月16日，上海當局表示，上海全市医疗机构周一至周六期间延长门诊时间並且5月22日至6月底互联网医院开放周日义诊。
5月19日调查显示，医院首认核酸检测报告，如果没有符合要求的核酸检测报告，支持就诊者及陪护者进行现场抗原测试。现场抗原测试允许就诊者或陪护者使用自己携带的全新的试剂盒；如果没有携带，部分医院提供现场检测服务，收费各不相同（抗原检测有上海市肺科医院不收费，复旦大学附属华山医院收费14元，同济大学附属同济医院不收费，上海市第十人民医院不收费，上海交通大学医学院附属瑞金医院不收费，复旦大学附属中山医院不收费）。
5月21日，上海當局表示上海二三级医疗机构均已开放门急诊服务。同日，全市单日手术已近1900台，高难度四级手术已逐步恢复开展。
6月20日-21日，上海十院，曙光医院，华山医院，华东医院，新华医院，眼耳鼻喉科医院，口腔医院，上海市皮肤病医院等医院，门诊核酸阴性证明，时效放宽到72小时。新华医院，已开放高级专家夜门诊，开诊时间为17:00-20:00。上海儿童医学中心也恢复了“夜间延时门诊”，门诊时间为17:00-20:00。

### 文旅活动

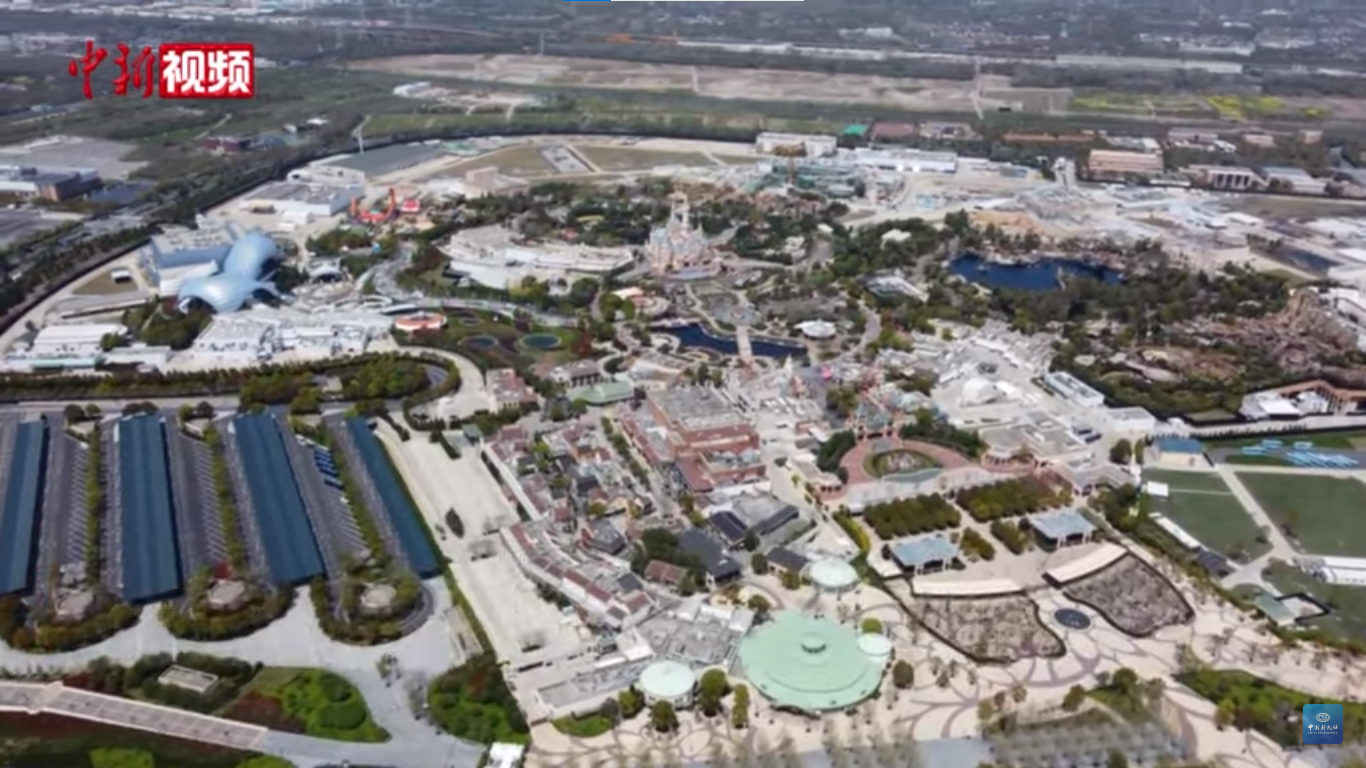
上海迪士尼度假区受疫情封控影响关闭

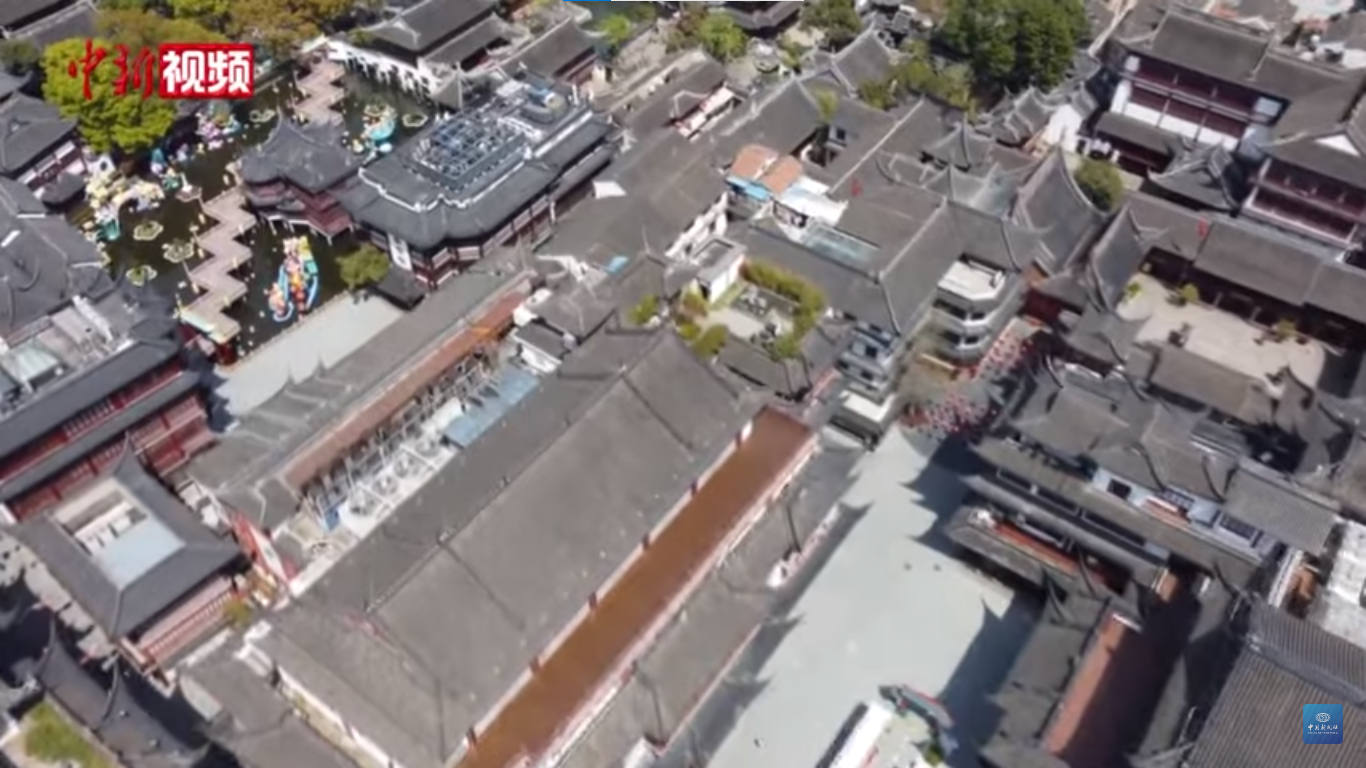
封控期间的豫园景区，航拍可见内部已无游客

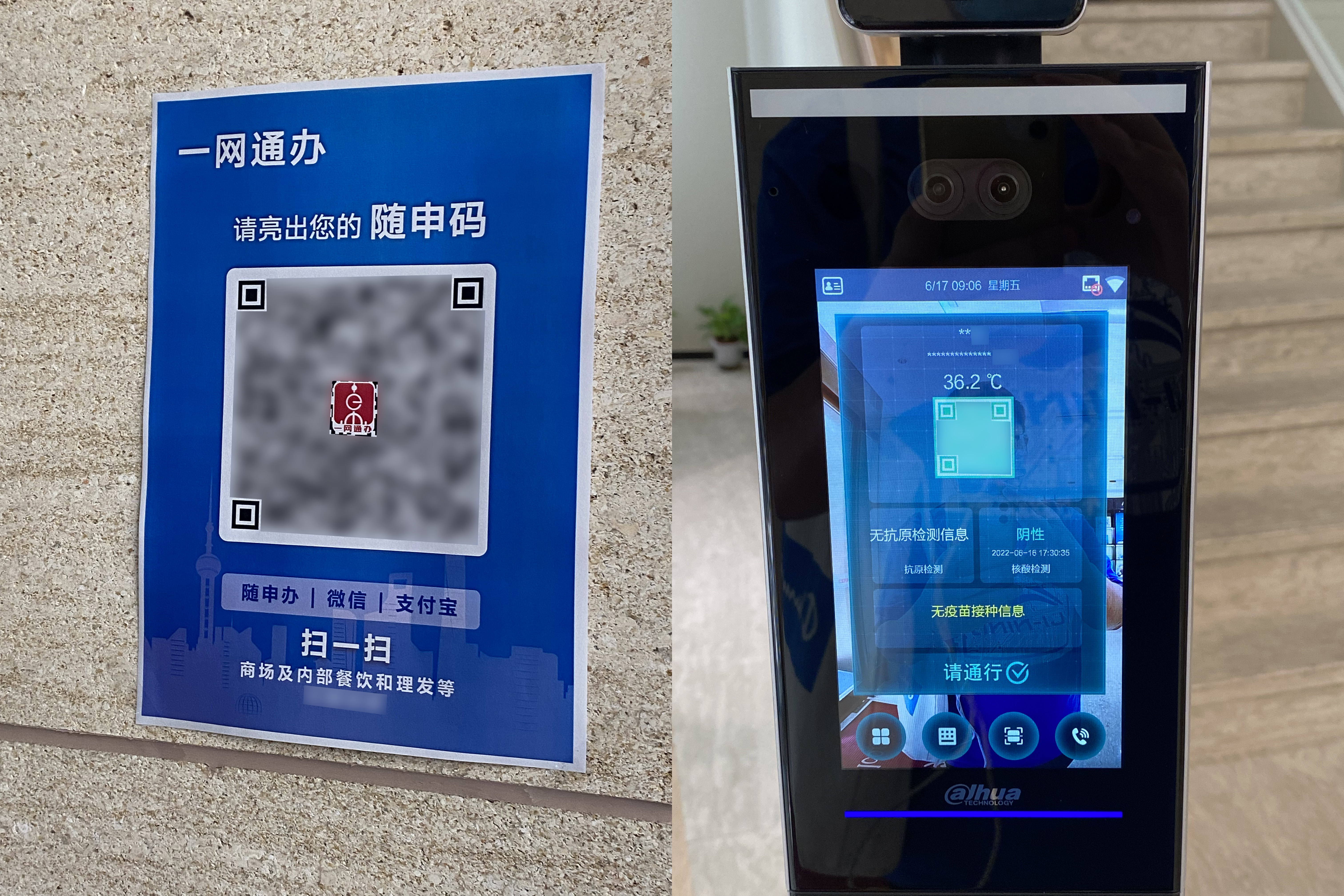
此次疫情之后，上海各公共场所部署场所码（左）与数字哨兵（右），其中数字哨兵可显示健康码状况、个人信息、核酸检测结果与时效等

因上海市新增中风险地区，3月1日，上海市文化和旅游局发布通知，暂停跨省团队旅游及“机票+酒店”业务，待上海市全部为低风险地区后方可恢复。而随着疫情的不断发展，上海大部分公园临时闭园，包括浦江郊野公园、豫园和海湾国家森林公园，其他正常开放公园室内场馆也已暂停开放。截至3月19日12时，上海市有249座公园采取临时闭园措施。宝山区所有公园内的茶室、餐馆等密闭场所采取暂时停业措施；禁止团队跳舞等聚集性活动；禁止在园内聚集打牌；杨浦区的杨浦公园、延春公园、松鹤公园、平凉公园、内江公园茶室暂停开放。3月28日起，上海全市所有公园采取临时闭园措施。此外市内多家图书馆、博物馆、徐汇区和静安区所有文旅公共服务场馆全部暂停开放。对于正常开放的旅游景区如上海植物园、上海动物园（截至4月16日，上海动物园中的5000多只动物和300多个人生活正常）、上海迪士尼乐园、东方明珠广播电视塔、上海海昌海洋公园、上海欢乐谷则要求游客出示24小时内核酸检测阴性报告。截至3月13日，上海全市的电影院均已暂停营业。3月15日，上海疫情防控新闻发布会上通报，上海市阶段性暂停大型展会、文艺演出等聚集性活动。3月21日起，上海迪士尼度假区包括上海迪士尼乐园、迪士尼小镇和星愿公园暂时关闭；东方明珠广播电视塔也暂停对外营业。
为了让更多市民居家抗疫，上海市网信办、上海市网络文化协会党委指导上海市主要从事互联网文化活动的企业免费向上海地区用户赠送免费会员卡，包括哔哩哔哩、百视TV、喜马拉雅、蜻蜓FM、咪咕视频、PP视频等。
3月28日至4月5日，为配合开展新一轮切块式、网格化核酸筛查工作，上海各公墓暂停接待市民现场祭扫，继续提供网络祭扫、代客祭扫、集体祭扫服务。对于非封控管理区的公墓将按照正常业务流程与客户商定后，继续提供预约落葬服务，入园市民除出示健康码、行程码外，还需提供48小时内核酸检测阴性证明。在此期间，上海市委宣传部组织各单位推出348项线上文化活动，包括228项“云演艺”、77项“云展播”、22项“云展览”、21项“云讲座”。
东方卫视原计划于4月13日晚20:30播出抗疫特别节目，但該抗疫節目播出消息披露後招致諸多批評，有人表示「老百姓飯都吃不上了，居然還搞晚會」。另外音樂人王海濤表示東方衛視曾聯繫他表示希望節目能免費使用他作詞的歌曲《這世界那麼多人》，王表示無論免費或付費，自己都不願意授權歌曲被節目使用。而節目一度打算強行使用歌曲。后東方衛視決定暂缓播出抗疫節目。
五一假期期间，上海外滩对援沪医疗队开放，不少援沪医疗队医护人员在结束核酸采样工作后纷纷来到外滩合影。
5月16日，位于奉贤的上海之鱼、古华公园恢复开放（室内场馆、游乐设施除外），成为上海首批恢复开放的公园。游客入园需提供48小时核酸阴性证明，测温，并扫描场所码或者数字哨兵。
5月24日，金山城市沙滩、廊下郊野公园、花开海上生态园等金山区部分室外景区有限度地先行试点开放。各景区仅开放室外游览区域，室内场所暂不开放。接待游客量应不超过景区最大承载量和瞬时流量的30%。景区入园实施实名制在线预约制度。
截至5月26日，上海恢复开放的城市公园已有31座，主要分布在奉贤和金山；5月27日，闵行区将有41座城市公园开放；5月31日前，上海全市的城市公园开放数量将达到101座。中心城区的城市公园，根据全市和各区的疫情防控情况和要求，6月1日起在确保疫情防控要求的基础上陆续恢复开放。全市399座城市公园已完成“场所码”或“数字哨兵”的部署。
5月31日，据上海动物园公众号消息，上海动物园定于6月2日12:00起恢复开园。开放时间为9：00-16：00，入园须提供72小时内核酸检测阴性证明，园内餐厅、游乐设施、游览车、两爬馆和科教馆等室内场馆暂不开放，小卖部部分开放。每日接待游客按照不超过50%最大承载量的标准进行管理。每日总入园游客量不超过50000人次，瞬时游客量不超过22500人次。同日上海市文旅局发布《上海市文旅场所严而有序恢复开放工作指引》（试行），以及《上海市A级旅游景区新冠肺炎疫情防控工作指南（2022年第一版）》。在5月31日之前开展先行先试，在奉贤、金山、崇明三个区先行先试恢复开放8家室外类型的A级旅游景区。6月1日开始在全市范围内开放室外景区，全市共有A级室外景区89家。6月中下旬之后力争全面恢复。上海还同步推出文旅13个行业疫情防控指南，文旅场所严格落实“预约、错峰、限流”管理，实行实名制购票预约，引导分时段，做好客流的实时监测预警和现场分流疏导，率先恢复开放的A级旅游景区游客接待量不超过最大承载量的75%。实行场所码、随申码、行程卡、核酸检测信息（“四码”）必检管理，入园游客须规范佩戴口罩，自觉接受体温检测，提供72小时内核酸检测阴性证明，主动扫描“场所码”进行安全核验。6月1日起东方明珠、世纪公园、辰山植物园等32家公园景点率先开门迎客。同日晚，根据文化和旅游部办公厅印发的《关于加强疫情防控科学精准实施跨省旅游“熔断”机制的通知》，上海调整跨省旅游“熔断”机制。根据新规，上海市各区如出现中高风险地区的，应立即暂停旅行社及在线旅游企业经营进出该区的跨省团队旅游及“机票+酒店”业务，待辖区内全域为低风险地区后方可恢复。當天《关于促进上海旅游行业恢复和高质量发展的若干措施》發佈。
6月6日，上海国际电影节组委会发布公告，宣布原定于2022年6月举办的第25届上海国际电影节顺延至2023年举办。
6月9日，长兴岛郊野公园恢复开园。6月10日起，星愿公园、迪士尼世界商店及蓝天大道恢复运营。同日晚，上海电视节组委会发布公告，宣布第28届上海电视节顺延至2023年举办。
6月12日，海昌海洋公园恢复营业。
6月14日晚，上海迪士尼度假区宣布，6月16日起，迪士尼小镇及上海迪士尼乐园酒店恢复运营，迪士尼小镇停车场将同步恢复运营。同时，上海迪士尼乐园及玩具总动员酒店继续保持暂时关闭，重新开放日期待定。
6月17日，中国上海国际童书展组委会发布公告称，原定于7月22日至24日在上海世博展览馆举办的第九届中国上海国际童书展(CCBF)将延期至2022年11月18日至20日举办，举办地点不变。
6月22日，原定于2022年6月29日至7月2日第18届中国国际动漫游戏博览会（CCG EXPO 2022）将延期举办，暂定于2022年10月2日至10月4日在上海展览中心举行CCG EXPO 2022（特别版）。
6月底，春秋集团宣布，将于7月1日发起“兰州往返6日游”首发旅行团，途经甘加秘境、拉卜楞寺、桑科草原、郭莽湿地、郎木寺、扎尕那、官鹅沟、鹅漫沟等景点，人均价格为3890元，往返航班为春秋航空承运。上海低风险区居民，且健康码、行程码为绿色、48小时核酸“阴性”的市民均可报名参加。
6月28日，上海迪士尼乐园宣布，将于6月30日恢复运营，须持有绿色“随申码”以及72小时内（从采样时间起算）核酸检测阴性证明进入上海迪士尼度假区，周边民宿的平均间夜价为1391元。
7月1日起，上海逐步开放博物馆和美术馆以及室内外所有A级旅游景区；上海跨省团队游恢复；7月8日起，逐步开放电影院和演出场所。公共图书馆、文化馆（社区文化活动中心）、旅游咨询服务中心視情況逐步开放。
7月2日，上海玛雅海滩水公园开放。都市观光巴士恢復運營。
7月5日，在申城剧场演出暂停100余天后，第十三届上海夏季音乐节(MISA)，开幕从7月20日到7月30日共计11天，这也是今年的上海在疫情后恢复的首个大型文化活动，7月6日起陆续开票。
7月6日上午，金雷表示，KTV场所暂缓开放，7月8日起，上海影院、演出场所将逐步开放。其他场所根据各区疫情防控形势，视情严而有序逐步开放。不过仍有部分影院暂缓了原定7月8日的恢复营业计划，普陀区、杨浦区、静安区等多区的部分影院也接到了暂缓开业的通知。同日，虹口区体育场馆因疫情防控暂停开放。7月6日和7月7日上海玛雅海滩水公园将暂时关闭。
7月8日19时，上海大剧院历经线下停演三个多月、28台90场演出取消或延期后，在限流50%的基础上恢复开放恢复线下演出。
7月9日，上海市文旅局表示，全市各区KTV等娱乐场所、网吧、棋牌室、密室逃脱剧本杀等文化场所暂未列入开放范围，并呼吁市民发现违规开放情况可拨打相关电话举报。

### 物资供应
自疫情发生以来，上海市经信委推进做好防疫应急物资保障工作。截至3月11日，上海市防疫应急物资生产量较为平稳。为应对疫情，各大零售平台已提前做好民生商品保供应的准备，强化多项员工保障措施，对于封控区域电商平台也加大送货上门力度。雖然如此，一些管理混亂的情況也有出現。浦東北蔡地區被封控的居民反應菜價貴或買不到菜，並且整天就是在搶菜和做核酸。
3月11日起，闵行区暂停各公共餐饮服务单位堂食及包房服务，仅保留打包和外卖服务，进店外卖从业人员须查验48小时内核酸阴性证明。3月12日，澎湃新闻表示上海粮油储备充足，市民不用囤積物資。
3月25日，上海市市场监管局表示，為查处哄抬价格违法行为，決定頒布关于疫情防控期间认定哄抬价格违法行为的指导意见。经营者有哄抬物价的行为，依据《价格违法行为行政处罚规定》第六条，由市场监管部门责令改正，没收违法所得，并处违法所得5倍以下的罚款；没有违法所得的，处5万元以上50万元以下的罚款，情节较重的处50万元以上300万元以下的罚款；情节严重的，责令停业整顿，或者由市场监管部门吊销营业执照。违法行为轻微并及时改正，没有造成危害后果的，不予行政处罚。

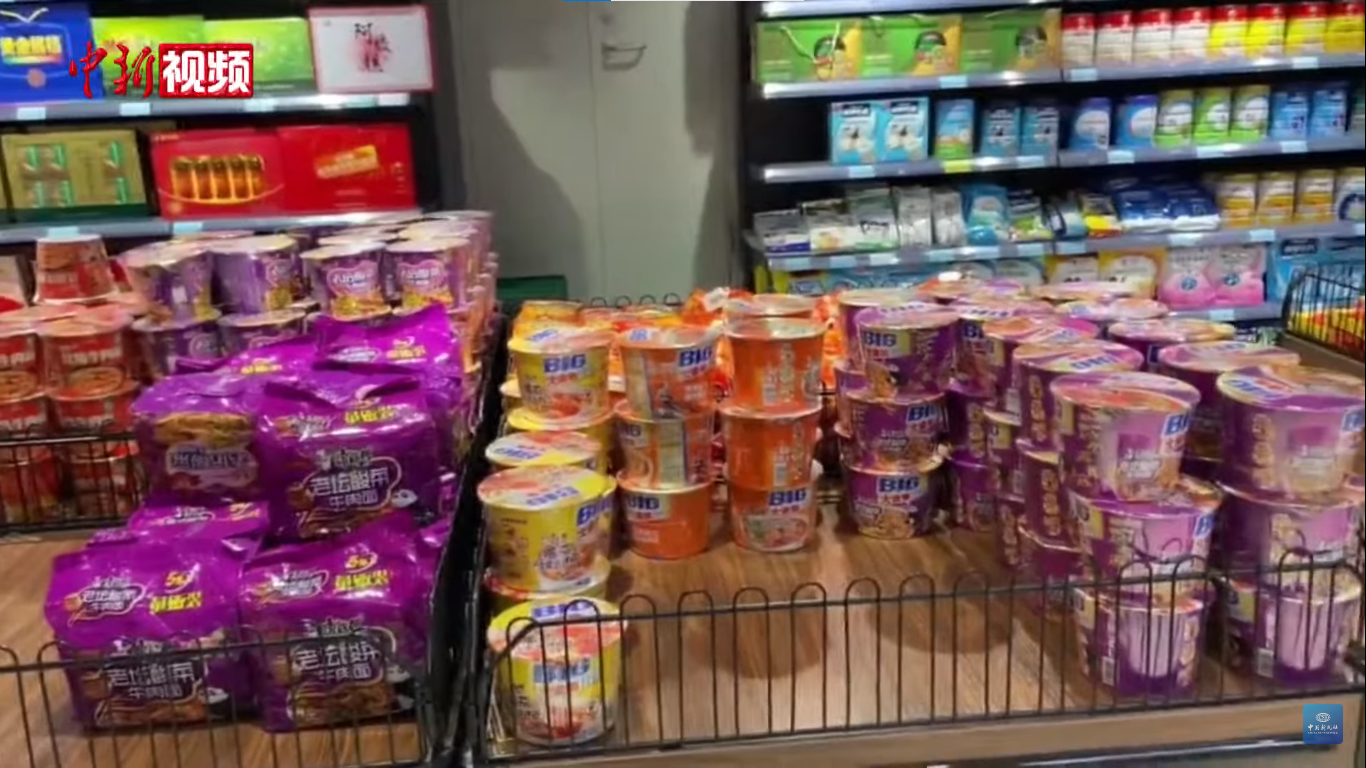
3月27日，中国新闻社记者在分区封控前走访浦东区域内超市，了解商品供应情况。

3月27日晚，在上海宣布以黄浦江为界分区分批实施核酸筛查后，第一批实施封控的浦东地区超市、卖场、农贸市场营业至凌晨12点，也出现了居民排队抢购的场景，售卖方便面等干粮的货架上几乎全空，居民购买的货品数量也明显多于日常。更有人因搶購蔬菜、水果而大打出手。新浪微博上，「浦東超市」登上熱搜榜第一。同日晚货架上早已搬空了，但泡面货架唯独剩下了老坛酸菜面没人要，4月13日，康师傅老坛酸菜面重返超市货架，康师傅业务员说，上海重新上架而且卖光了。

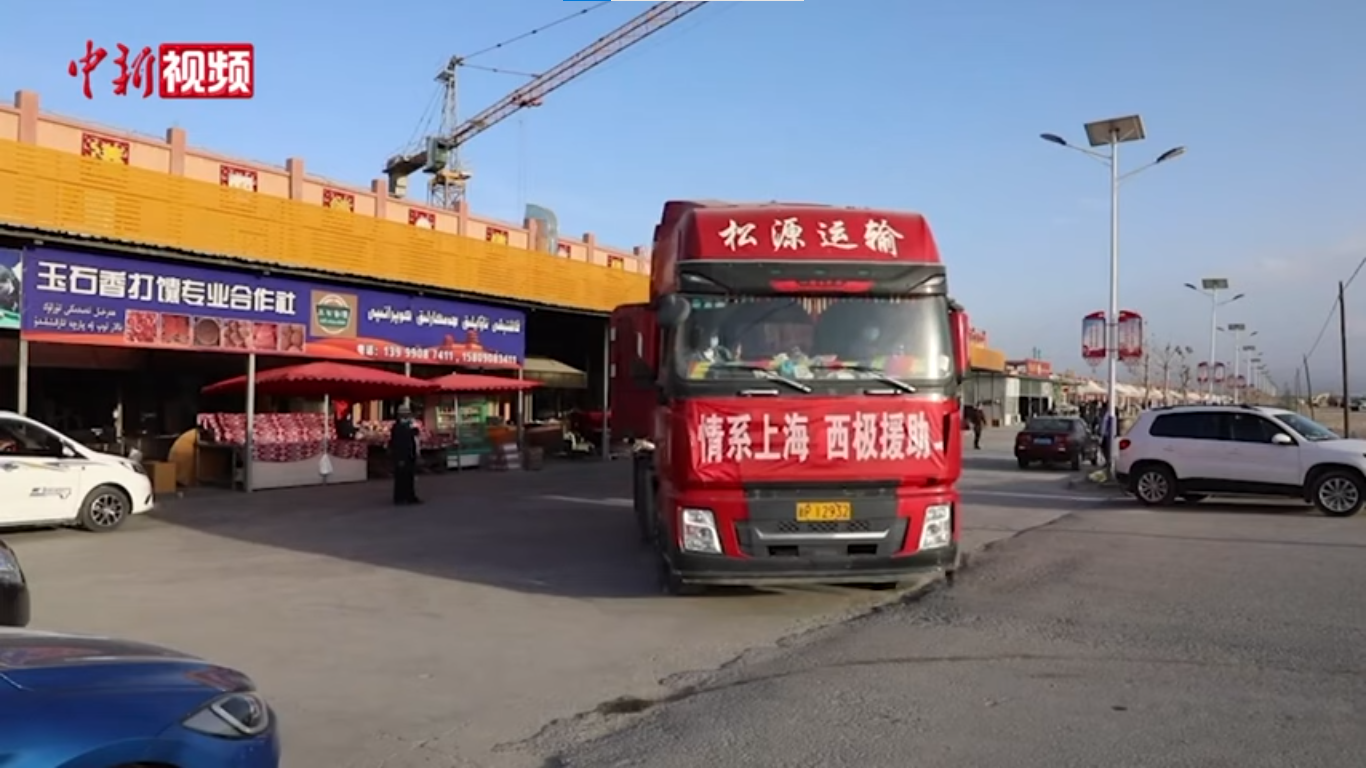
新疆乌恰县连夜赶制10万个驼奶馕装车送往上海

3月28日，上海市商务委主任顾军表示，上海在超市卖场、农贸市场、电商平台、团餐配送、零售药店、城市物流配送等行业中组织了一批生活物资保供企业，开具“保供企业证明”，确保正常运营；为保供企业出具“车辆通行证”，保供车辆凭通行证既可以在浦西，也可以在浦东、浦南等封控区域正常通行；保供人员凭“保供企业证明”“工作证或单位证明”以及“48小时内核酸阴性报告”和“健康码绿码”出入核酸筛查封控小区和集中居住的酒店，凭“保供企业证明”“工作证或单位证明”优先进行核酸检测。他还表示，上海市主副食品货源充足、供货渠道畅通，相关部门做了充分准备，采取了多项保供稳价措施，各区将组织力量把必要的生活物资配送到小区。同時安徽、浙江、山东、河南、云南、四川等地的物资捐赠车辆開始運抵上海（包括都江堰127吨蔬菜，云南33吨蔬菜、8吨生活物资、2600斤沃柑、20万只口罩，江苏太仓第一批15吨的新鲜蔬菜，安徽六安蔬菜类生活必需品160余吨，价值100余万元（价格随市场波动），山东首批10万斤蔬菜，杭州每天10万斤早笋驰援上海持续10天以上）。當天早上，中國新聞週刊记者以上海市闵行区某小区为收货地址嘗試購買物資，但各平台均因“已约满”而无法下单。另據《中國商界雜誌》報道，有多位在上海居住的居民反映在生鲜APP上很難買到菜。
3月底，多个报道指出，随着上海封控区域的不断扩大，食物（尤其是新鲜蔬菜）的供应逐渐成为问题，导致了商品抢购和涨价潮。与此同时，上海各大商家和企业也在微博等渠道发布社区团购信息，社区志愿者可以根据企业发布信息在社区内部发起团购。但由于运力紧张和管制要求，商家一般会规定团购份数，并配送至小区指定点位，和志愿者对接。官方也会汇总企业发布的团购信息供居民参考。然而一些居民表示通过社区团购群团购成功的几率较低，有团购负责人因被检测为阳性或被隔离，所在群组也随之解散。
4月2日，上海市场监管通报某超市哄抬白菜价，沪青平公路某超市被检查。经查，当事人现场所销售大白菜为19.98元/公斤，但通过查询销售记录，其3月29日销售大白菜价格为33.8元/公斤，进销差价率远高于2022年3月19日（含当日）前7天内在该交易场所成交的同一产品的最高进销差价率。当事人的行为违反《中华人民共和国价格法》第十四条第一款第（三）项以及《关于疫情防控期间认定哄抬价格违法行为的指导意见》第三条第一款第（一）项的规定，构成哄抬价格的违法行为。
4月2日起，上海市奉贤区陆续开设了400余家抗疫期间的特别的供應物資的便民超市“满天星”。
寶山區顧村鎮等地有居民抗議缺乏物資。4月4日，据上海宝山区介绍，3月31日，宝山区已启动“爱心大礼包”发放工作，目前，宝山区庙行镇、宝工园大礼包已基本配送到位，杨行镇、高境镇、友谊路街道、吴淞街道、月浦镇已经发放部分，大场镇、顾村镇、淞南镇、罗店镇、罗泾镇、张庙街道尚未发放。请未收到大礼包的市民，耐心等待 。4月8日，宝山区抗疫物资“爱心大礼包”作为商品流入销售市场被外区买到，随后供货公司中连商（深圳）企业发展有限公司表示系失误所致。
4月5日，上海疫情防控新闻发布会上通报，上海专门成立了生活物资保障专班，迅速启动蔬菜应急保供机制，加强市外货源对接，实施蔬菜直供、直配，建立了10个应急保供大仓，与50家外延蔬菜生产基地、77个主供应基地和蔬菜主产区做好产销对接。全市生活物资供应总体充足。翌日，上海市商务委副主任表示，强调快递、外卖要停的消息是不实的，平台骑手是全市生活物资保供的重要力量。上海市商务委指导督促外卖等电商平台落实企业主体责任，做好各项疫情防控工作，加强对骑手的规范管理，并于当日起对外卖骑手等一线工作人员每天开展一次核酸检测和一次抗原检测，结果阴性才能上岗。上海主要电商平台允许非涉疫原因被封控在小区的配送人员等保供人员走出封控区，回到保供岗位，同时从外地调集工作人员支援上海保供工作。4月8日，保供队伍中新增上岗人数1096人，市外调配进沪2000人，恢复营业的电商前置仓9个，超市卖场17个。
4月6日，上海市商务委副主任刘敏讲话承认“生活物资保供确实面临着一些困难，比如跨省物流受到疫情影响不够通畅，终端运力不足导致配送不及时。我们正在各方的支持下，努力打通堵点。”
4月7日，上海市副市長、市疫情防控領導小組生活物資保障專班負責人陳通在會上強調“要全力以赴做好全市2500萬人民生活物資供應工作”，并提出4點推進保障工作的辦法，包含解決採配效率不高的問題、解決生活物資供應節點網點缺乏的問題、解決保供人力運力不足的問題、全力打擊價格違法行為。此番言论令諸多上海民眾不滿。9日召开的新闻发布会上通报，针对市民“抢菜难、送不到”的问题，上海市在五方面做好生活物资保障工作。
4月8日，網上流傳影片指松江區九亭鎮有小區居民集體高喊「發物資」。4月9日，九亭鎮疫情防控工作領導小組辦公室發布致九亭市民慰問信，表示會陸續發布大米、蔬菜包等物資。當天多家电商前置仓、超市卖场恢复营业。
截至4月9日，已经被“封城”多日的上海仍在传出令人不安的信息，社交网络不断传出市民呼救的信号，上海仍在面临严重的断粮危机，甚至富裕階層也不例外。网上有人怒吼“快被逼死了”；有人为了在不同的网购平台每天补货，设置了多个闹钟；不少鄰里間以物換物；有的小孩断了尿布；连有“女巴菲特”称号的徐新都上网求援需要面包、牛奶；还有饿了4天的人干脆打到派出所问，“如果冲出小区被抓起来，是不是就有饭吃。”；居住在上海的台灣藝人黃國倫也透露「一天一餐」，人瘦了13公斤，以至於國台辦發言人馬曉光在例行記者會上特地回應此事；其他疾病患者的藥品也存在斷供風險。此外，经常嘲讽西方的复旦大学教授沈逸也在朋友圈转发文章《是的，我快断粮了》，不過他之后澄清“我家没断粮，谢谢关心”。据称，上海的食品储备，包括大米和面粉都很充足，但严格的疫情封控策略严重影响了物资的配送能力。目前，整个2600万人口的大上海市只配备了1.1万名外卖配送人员。网上电商部门也是日夜兼程工作，已到不堪负重的地步。4月16日，刘敏表示，目前外卖骑手在岗人数1.8万多人，每天的配送单量180万单左右。
4月10日，上海市市场监管局发布提示函，规范疫情防控期间“社区团购”价格行为。同日，上海市市场监管局公布新一批价格违法典型案例4例（严某利用社区团购哄抬价格案，某合作社未按规定的内容和方式明码标价案，某商铺未明码标价案，某个体便利店未明码标价案）。
4月11日，中华人民共和国商务部消费促进司副司长李党会在国务院联防联控发布会上表示，截至4月11日，内蒙古、浙江、福建、江西、山东、河南、湖北、四川、广西、云南、宁夏等省区已累计向上海供应蔬菜1.8万吨，米面850吨，肉蛋500吨，另外还无偿支援了蔬菜、水果、牛奶、面包、罐头等食品5400多吨。商务部指导推动上海市商有关部门建设生活物资运输中转站，便利供沪物资零接触配送转运。目前已经建成江苏昆山、浙江平湖、上海西郊国际三个物资运输零接触中转站，嘉善也在建设中。累计完成物资零接触转运2599吨。同时，上海市商务委也会同铁路部门开通了公铁联运，货物直达上海的北郊站或杨浦站。
4月13日，上海市市场监管局副局长彭文皓表示，截至4月11日，全市共出动价格执法人员累计30419人次，向各市场主体发放提醒告诫函38903份，对检查中发现经营者明码标价不规范等问题督促整改，对销售蔬菜哄抬价格、价格欺诈、低标高结等价格违法行为已查处192件（哄抬价格案14件、价格欺诈案7件、价外加价案9件、未明码标价等案件162件），先后公布了6批次30余件各类价格违法行为典型案件。同时当局对快递费和跑腿费价格明显上涨的问题进一步依法规范。
4月14日，崇明区新闻办微信号“上海崇明”发布消息称，崇明区市场监管局执法人员在日常巡查中发现，有商家通过某视频平台以280元每份的价格销售蔬菜套餐，当日区市场监管局对其涉嫌哄抬价格的行为立案调查。
4月15日，上海市市场监管局公布一批价格违法典型案例（某开展社区团购的餐饮店价格欺诈案、某水果店销售社区团购套餐价格欺诈案、某食品店不明码标价案、某公司不明码标价案）。
4月15日，京东在上海完成配送的订单数量较上一日提升67%，已达到疫情前日均量的43%，而一周前仅有疫情前日均量的20%。预计17日将恢复到疫情前的60%，下周订单履约率将总体达到80%左右。从4月9日至16日，京东已累计为上海市超140万家庭提供近4000吨米面粮油、牛奶、猪牛羊肉等民生物资支持。
4月16日，央视新闻联播中关于“上海坚持动态清零，做好生活物资供应”报道中的超市画面被网友质疑是“群演”“摆拍”。4月17日，上海辟谣平台表示该超市画面由金山区融媒体中心提供，反映的是4月15日金山区超市的真实情况。另外看看新聞在拍攝金山防范区人民限时限流购物時也被質疑邀請群演出鏡拍攝，後來看看新聞發文否認。當天一网民发布一则短视频，称 “辽宁捐赠上海的物资被扔进垃圾桶”。上海市奉贤区南桥镇人民政府官方微博於4月18日回应是发现遼寧運來的部分蔬菜已腐烂，便将发芽的土豆、挤碎的番茄、腐烂的黄瓜和包菜等蔬菜丟棄。
4月17日，上海市市场监管局介绍，3月14日至当日，全市向各市场主体发放提醒告诫函41214份，累计查办案件224件，并公布新一批价格违法典型案例（锦小文餐饮店哄抬价格案、本利丰超市哄抬价格案、上海星杨贸易有限公司制造局路分公司不明码标价案、宋加银食品经营部不明码标价案、上海捌陆捌贸易有限公司不明码标价案）。
4月17日上午，上海市农业农村委副主任陆峥嵘表示，近一个月来，上海全市已经抢种蔬菜面积8万多亩，其中绿叶菜面积5.8万亩。截至目前，全市在田蔬菜量达到26.4万亩，其中绿叶菜在田面积量已达15万亩，这个量基本与往年持平。4月15日以来，上海地产绿叶菜的日均上市量已恢复到2000吨以上，比较稳定。目前上海已在全市发放了2900多张蔬菜保供通行证。
4月18日，长三角重要物资应急保供中转站（浙江—上海）投运。首批中转站共6个，上海、浙江、江苏各2个。。中转站由上海市经信委牵头，上海市发改委等多个委办局与属地政府协同对接，上汽集团安吉物流有限公司承担建设与运营，中转站的面积平均在5000平方米左右，管理人员和现场操作人员在30人左右，全部为安吉自有人员，每天能够保障30台20吨以上车辆的中转需求。4月25日已建成4个，其中上海2个，分别位于嘉定区（宝安公路5188号，4月18日完成首辆货运车）、闵行区（滑翔路2239号华漕场地，至今已经封闭运行1个多月，场内员工吃住均在站内），目前，中转站每天运输的车辆在5-10车不等，每车约100立方。；浙江2个，分别位于杭州市、宁波市；江苏2个在建中。
4月19日下午，国家邮政局市场监管司副司长边作栋介绍，针对部分地区在最后一公里和最后一百米的配送问题，截止到4月18日，上海市邮政快递企业日均参与保供的车辆已经有1200余辆，参与人员约有3000余人，累计运送的生活物资已经达到6000多吨。在上海，现在京东、邮政、顺丰、圆通等企业助力城市资源的保供工作，上海累计超过4000名快递小哥投身社区志愿服务。经统计，目前上海中通有保供、寄递等一线在岗人员1000余人。另外，自疫情发生以来，累计有1700多名因小区封控等原因还未返岗的中通快递小哥。截至5月1日，上海中通全网约50%左右的保供网点已具备发件、派件资格，1000余名快递小哥奔赴在一线。
4月20日，上海市市场监管局二级巡视员陶爱莲表示，发现有部分免费发放的保供物资，主要是生鲜食品存在质量问题。对于疫情防控期间这类违法行为，市场监管部门始终坚持“从严从快”的原则，发现一起、查处一起。同时，为了防范类似事件发生，上海市市场监管局对生鲜食品的采购、贮运、分发等环节可能存在的问题和漏洞进行了分析。上海市市场监管局会同上海市防控办制定印发了《关于加强采购分发生鲜食品大礼包的食品安全管理指导意见》，意见要求落实生鲜食品大礼包的发放组织者、食品生产经营者、捐助者的食品安全管理责任，要求发放组织者加强与食品安全监管部门对接，对食品采购过程、贮运和分发过程提出了相关管理要求。
4月21日，上海市相关负责人表示在做好疫情防控的前提下，推动邮政快递行业有序恢复运营，鼓励符合条件的邮递员和快递员走出小区优先保障和满足防疫物资、人民群众生活必需品以及人民群众急需药品的配送工作。翌日，上海官方公布，在上海依法注册登记的电商平台、超市卖场、餐饮企业、邮政快递公司等具有配送、寄递业务的企业，可以按照业务类型向市、区行业主管部门申报“企业白名单”。纳入“白名单”的企业可以报送“人员白名单”，其中邮政快递公司向邮政管理部门报送，电商平台、超市卖场、餐饮企业等向商务部门报送；纳入“白名单”的人员可以从事配送寄递业务，“白名单”实行动态调整，每名配送寄递人员仅能归属一个经营主体，相关企业应加强管理并及时调整人员信息。“白名单”人员核酸采样时采用动态“随申码”作为身份验证及核酸检测登记凭证，相关企业应加强人员核酸检测的统一组织、集中管理。相关企业应将“电子通行证”作为员工上岗的必要条件，督促配送寄递人员在开展工作时主动展示“电子通行证”，并督促配送寄递人员积极配合相关部门查验。
4月24日，上海市邮政管理局为申通快递颁出了本市第一张《重点物资运输车辆通行证》，承运上海市至湖南省的快递保障物资。根据国务院相关要求，全国启动统一式样、全国互认的《重点物资运输车辆通行证》。该通行证为跨省份进出涉疫地区的重点物资运输车辆使用，实行一车一证一路线，前期已制发通行证的省份要与全国统一式样《通行证》的过渡转换。首趟车已于4月26日凌晨从上海发出，历时14小时当天下午到达天津，目前申通快递浦东转运中心正常运营，一线员工239名，驾驶员62名。4月27日邮政管理局表示，目前上海的邮政快递还是以点对点保障重点物资为主，主要承担政府转运的生活必需品，非个人物资。截至4月28日，全国已有 24 个省市陆续启用了《重点物资运输车辆通行证》，不少地区可在线办理。
截至4月24日，天猫超市供应链的郑洋说，菜鸟为上海保供累计配送和调拨物资已达1.5万吨，在上海的物资储备超过7000吨。全市2/3的菜鸟配送站点已经照常送货，服务范围超过上海一半以上的街道。“助老专车”和“助老专仓”为14个区的153家养老院配送了物资，覆盖了2万多名老人的生活所需。。菜鸟在上海最大的数智化电商仓库——嘉定物流园每日发货量都保持高位，是目前上海天猫超市保供物资的主要发货地，自上海疫情以来该物流园一直保持正常运转。菜鸟还将现有海运和空运运力资源优先分配给上海商家，并整合了华东等地区去往上海港的近3600多条拖车线路助商家货物正常出港。目前菜鸟紧急开通了“南京—上海”“杭州—上海”“嘉兴—上海”3条应急线路，确保干线运输畅通。菜鸟在位于普陀区和宝山区的交接地带的桃浦配送站的站长张道嘉说，他所在的站点从4月11日开始复工，十天时间，站点已积压了近4000件包裹，从他1个人到现在增加到了11人，桃浦站日均配送1500单左右的存量包裹，一周配送量超过1.5万个包裹。
4月25日，上海市市场监管局通报，根据群众投诉举报和社交平台主动巡查，查获多起价格违法行为，并通报典型案例（上海酥荟妃餐饮管理有限公司利用社区团购销售面点价格欺诈案、孟某利用社区团购销售水果价格欺诈案、上海益丰大药房连锁有限公司江湾店哄抬价格案）。截至當天，上海已有约700家便利店恢复营业。
4月26日，浦东新区农业部门的消息，今年浦东8424西瓜今天起上市，较去年提前5天左右。疫情期间，浦东8424西瓜将主要通过团购送货到市民家中，零售每斤7至8元，与去年持平。要求团购送货 ，30箱起送，每箱加运费10元左右，但达到一定订购数量后，他们会免收运费。今年浦东8424西瓜种植面积近万亩，与去年持平，预计亩产4000多斤，总产量近4.5万斤，略高于去年。今年浦东8424西瓜产量估计占全市8424西瓜总产量三分之二。
4月27日，多家总部位于上海的快递物流公司，被纳入上海青浦区第二批复工复产的“白名单”，包括申通快递有限公司、上海顺丰快运有限公司、德邦物流股份有限公司、极兔速递有限公司、圆通速递有限公司、中通快递股份有限公司、上海韵达货运有限公司、上海安能聚创供应链管理有限公司等。上述被纳入白名单的快递物流企业，总部都在上海青浦区，他们最大的分拨中心也基本都在青浦。平时上海日均配送超千万件的快递包裹，七成以上都是由“三通一达”这几家民营快递公司负责，他们也是天猫淘宝订单的主要派送方。圆通速递表示，目前公司大概有十分之一的网点已获批复工。一家住上海普陀区的陈先生的发现4月29日晚上，自己4月27日在淘宝上下的单，开始发货了，承运的快递公司是圆通速递。4月底，圆通总部推出两项政策一是向上海200多家网点总共发放1000余万元兜底工资补贴，用于快递员、驾驶员、操作员、客服人员等网点一线人员生活保障；二是将向上海地区的网点提供20万元至50万元不等的授信额度，并于5月8日起逐步放款。4月30日宝山区的陶女士收到一条短信，显示她4月中旬在“只二”电商平台购买的商品更新了发货状态，显示“顺丰已揽收”。多位快递行业人士表示，整个快递链条要动起来，需要人、车、分拨中心各个环节的畅通，也只有这几个环节都动起来，快递行业才能实现真正意义上的复工。
4月27日，大众交通表示，自4月1日至今的20多天中，大众出租虹桥高铁保障车队每车日均服务11小时，共计服务4000多差次，运送乘客超过5500人，在浦东、徐汇、虹口承担的送医保障任务，送医车队每车日均服务3.5差次，共计完成5000多差次。大众租赁和交通大众共投入超过100辆大中型客车，承接方舱循环班车、密接人员隔离转运、防疫工作人员和志愿者接送等保障任务。
4月28日，上海市市场监管局通报新一批价格违法典型案例，包括杨某某在标价之外加价出售猪肉制品案、刘某哄抬大米价格案、徐某采取短斤缺两手段价格欺诈案、唐某收取停车费不明码标价案、郡悦超市销售蔬菜水果套餐不按规定的内容和方式明码标价案。
截至4月29日，上海主要保供电商平台大仓已恢复运营56个，开仓率80%；电商平台前置仓已恢复营业862个，开仓率73.3%。全市超市卖场营业门店总数1164家，营业门店比率72.4%。各主要业态保供人员在岗61402人。主要电商平台日单量达到341.3万单，达到正常水平的54.1%；12个重点连锁超市卖场保供套餐日均订单超过66万份；40家重点团餐企业日均配送75万份盒饭。针对市民用餐需求，上海定点保供的商家以“社区团餐”方式，加大运力投入，目前该服务已经覆盖2100多个小区。各种中小餐饮品牌，诸如大富贵、巴比馒头、吉祥馄饨、肯德基、老盛昌、华莱士等外卖业务也在陆续恢复，老盛昌汤包胶州路店店长，表示，上线饿了么5分钟，100个订单，需要用1个多小时处理，不得不暂时关闭外卖接单系统，他的门店一天大约能完成700多个外卖订单；而在此轮疫情发生前，小店全天的外卖订单也不过100单左右。外卖员到大富贵酒楼政本路店，等餐的时候，数了一下，1分钟有46单，他统计，之后几天的接单量也是平日里的两倍多。
截至4月30日晚，在便利店业态方面，上海已有512家全家、261家罗森、11家逸刻、6家BK24、54家良友、62家好德、16家可的、23家联华快客、29家便利蜂、16家7-11复工复市。品牌餐饮网点方面，已有39家肯德基、48家麦当劳、5家汉堡王、8家Tim Hortons、7家大富贵、9家蔡先生、41家老盛昌、22家老盛兴、20家笼百味、17家永和大王、20家小杨生煎、20家德克士、66家吉祥馄饨、1家杜阿姨、1家藏日复工复市。商超方面，联华共有840家门店（联华超市、华联超市、世纪联华、吉买盛）复工复市。截至5月1日，联华股份旗下的世纪联华、华联吉买盛复市率已达100%，联华超市直营门店复市率76.6%。家乐福方面宣布，5月1日前，家乐福上海所有门店将恢复线上营业。麦德龙上海8家商场均已恢复线上营业。
5月1日，上海市商务委副主任刘敏介绍，上海推进防范区内超市卖场、便利店、生鲜蔬果、餐饮、日用商品、药店等满足市民基本生活的必备业态“应开尽开”，持续推动药品零售保供网点“应开尽开”，严格落实疫情防控措施。
截至5月2日，上海共立案查处价格违法案件443件，移送公安部门3件。查办的443件案件中，哄抬价格类行为占比15.7%。其中一些经营者进销差价率超过100%，最高甚至达486.8%。当日也公布了新一批价格违法案例。
5月6日，上海市场监管局发布消息，奉贤区市场监管局接到群众举报，上海品兴农家乐专业合作社在从事社区团购农产品销售活动的过程中，存在擅自加价、缺斤短两等情况，涉嫌违反《中华人民共和国价格法》第十三条、第十四条第四项的规定，构成价外加价、价格欺诈的违法行为。案件正在办理中。同時奉贤开放首批线下超市。
5月7日，上海市邮政管理局网站发布《关于上海市邮政快递业第一批复工复产“白名单”企业的公告》，共有21家邮政快递企业获准复工复产。
截至5月8日，上海的工作专班共收到各类援助生活物资18915吨。
5月13日，上海市经济信息化委主任吴金城说，光明乳业稳定保持原奶生产和供应，在本市4家工厂全部恢复生产，产能利用率达到70%。
截至5月14日，上海12家重点连锁超市卖场企业中实开门店数已達到1193家。其中线下营业门店总数183家，线上营业门店总数1010家。全市15家重点连锁便利店企业实开门店数2214家，其中线下营业门店总数673家，线上营业门店总数1541家。
5月15日，上海市副市长陈通表示，上海大力推动网点节点应开尽开、保供人员应返尽返，全市运营商业网点从最低谷的不到1400个，增加到10625个，日配送订单达到500万份。 按照“有序放开、有限流动、有效管控、分类管理”原则，严格落实各项疫情防控措施，从5月16日起，分阶段推进复商复市。购物中心、百货商场、超市卖场、便利店、药店等商业网点逐步有序恢复线下营业，并推行“线上订、线下送”和“线下到店消费”服务；农贸市场逐步有序恢复，批发市场开展无接触交易，暂停零售业务，合理控制在场人数和入场采购人数，严格落实来场车辆和司乘人员防疫措施。菜市场开展集中采购，有序恢复线下营业，合理控制开摊率和客流量；餐饮、理发和洗染服务逐步有序恢复。餐饮服务实行线上、线下外卖。理发、洗染服务实行错峰限流。
5月16日，崇明庙镇菜场、新村菜场首批集贸市场实现有限开放。5月18日，金山区首批菜市场恢复营业。
5月18日，浦东新区“城中村”攻坚清零专项工作组负责人吴伟平表示，累计全覆盖发放大礼包100余万人次、发放中药干预方药45.2万人份。发放7.7万个便携式马桶入户。
5月23日，上海市商务委表示，上海将加快推进商贸企业线下复市，并分步限制客流。5月31日之前，客流总量不超过最大承载量的50%；6月1日之后，客流总量不超过最大承载量的75%。同时有序推动餐饮、理发和洗染等生活服务恢复线下营业，其中餐饮服务在5月31日之前，实行线上、线下外卖。理发、洗染服务在5月31日之前，实行线上预约、线下错峰限流等措施，客流总量不超过最大承载量的50%。家政、家电维修服务，5月22日之后逐步恢复经营。
6月1日，因上海进入恢复全市正常生产生活秩序阶段，全面实施疫情防控常态化管理，上海市在浙江省平湖市、江苏省昆山市和市内西郊国际、江桥4个生活物资中转站停止运行。
因上海市多个区將在6月11、12日實施大規模核酸檢測，期間採取短暫封控，官方稱篩檢結束後将恢復正常。但在6月10日，上海各超市仍出現抢购潮。

### 其他
3月10日起，上海所有養老院進行封閉管理。
3月24日，中共上海市委组织部发出致全市共产党员的一封信，号召全市党员主动到对口联系或所在社区参加防疫工作，与基层干部一起排查疫情、小区封控。
3月26日，3月沪牌拍卖结果公布，合计拍卖总数11523辆，参加拍卖人数193184人，比上月减少7595人，中标率6%。最低成交价92700元，平均成交价为92750元。4月23日，4月沪牌拍卖结果出炉，合计拍卖总数10644辆，参加拍卖人数182925人，比上月减少了10259人，中标率5.8%。最低成交价92500元，平均成交价为92573元。5月28日，5月沪牌拍卖结果出炉，合计拍卖总数10504辆，参加拍卖人数170552人，比上月减少12373人，中标率6.2%。最低成交价92400元，平均成交价为92527元。6月25日，6月沪牌拍卖结果出炉，合计拍卖总数15692辆，参加拍卖人数173868人，比上月增加3316人，中标率9%。最低成交价91800元，平均成交价为91926元。
3月28日，20元买3根葱的上海母女回家路上不慎掉落一根葱，而且又被一位阿姨捡走了，上海母女追2公里將其讨回。
3月30日，上海市住房城乡建设管理委副主任金晨表示，即日起，上海将开展为期一个月的重点场所预防性消毒专项行动。4月18日起启动为期半个月的环境消杀突击行动，各区和街镇组建消杀工作队。5月2日起，上海启动环境清洁消杀专项行动，作为社会面清零十大攻坚行动之一。甚至有地方會入戶消殺，這一措施遭到童之偉的批評。
3月30日，任菊萍介绍，上海已建成3座医疗废物集中处置设施，总能力为392吨/天；并在上海公共卫生临床中心配套建设了医疗废物的自行处置设施，能力为12吨/天。另外，以生活垃圾焚烧设施作为医疗废物应急处置的依托，应急处置能力超过1000吨/天。3月29日，全市共处置医疗废物544吨，其中涉疫垃圾占10%，集中隔离点垃圾占48%。
4月1日，受浦西区域封控所限，上海市疫情防控新闻发布会今起改为线上举行。
4月1日，国家医疗保障局办公室，国务院应对新型冠状病毒肺炎疫情联防联控机制医疗救治组发布关于降低新冠病毒核酸检测价格和费用的通知。各省份要将单人单检降至不高于每人份28元；多人混检统一降至每人份不高于8元。实行检测价格和试剂价格分开计价收费的省份，要按照不高于上述水平设置封顶标准。4月13日，上海公立医疗机构开展的核酸单样本检测价格今起由40元下调至28元。4月30日上海市举行第169场上海市新冠肺炎疫情防控新闻发布会。会上表示上海市自2022年5月1日起，将公立医疗机构开展的核酸单样本检测价格由28元下调至25元。5月31日上午，上海市新冠肺炎疫情防控新闻发布会，6月1日起，将公立医疗机构开展的核酸单样本检测价格由25元下调至16元，多样本混合检测价格由每人份5元下调至3.5元，抗原检测价格由15元下调至6元。
4月1日，国药控股表示接到急电，抗疫药品连花清瘟胶囊在上海市场断供。4月2日晚10点国药控股800万盒连花清瘟胶囊，经过20小时千里送抵达上海康宁路的国药物流仓储库区。
4月2日一早，上药控股“连花清瘟”专项工作小组的第一批5000箱连花清瘟运抵上海，并通过上药控股旗下上药物流配送到闵行区各个街镇。随后，其他送往各区卫健委的连花清瘟也陆续抵达。4月4日，在经历了48小时与时间的赛跑后，上药控股共计将36000箱连花清瘟配送到位。
4月3日，石家庄以岭药业股份有限公司常务副总经理张蕴龄说，驰援上海的第二批连花清瘟防疫物资已于4月3日由石家庄货运中心专列发往上海杨浦站，这批物资共14个40英尺集装箱，总价值5000万元。这批物资是公司继3月28日向上海地区捐赠价值1000万元连花清瘟后，再次紧急捐赠的5000万元连花清瘟，用于上海疫情防控支援。
4月4日，中国红十字会再次向上海提供469万余盒连花清瘟胶囊，助力当地新冠肺炎疫情防控工作，该批物资于4月5日从石家庄紧急启运，通过专列发往上海。继4月1日、4月3日紧急组织两批次连花清瘟胶囊支持上海后，中国红十字会已累计支持上海连花清瘟胶囊三批次，共计874万余盒。通过中国红十字会捐赠的有：石家庄以岭药业股份有限公司通过上海市红十字会捐赠一批价值76.96万元的连花清瘟胶囊，定向发放到上海市第一人民医院、上海市第六人民医院和上海交通大学医学院附属仁济医院等，重点支持医院的防疫工作；4月6日，甘肃扶正药业科技股份有限公司向甘肃省红十字会捐赠价值85万元疫情防控药品，定向用于上海市疫情防控工作；4月8日，广药集团宣布，筹集价值500万元的防疫物资通过广东省红十字会驰援上海；4月9日下午，卓尔集团通过湖北省红十字会捐赠首批10货车湖北特色食品，从汉口北出发驰援上海；云汉芯城（上海）互联网科技股份有限公司通过松江区红十字会向松江区捐赠百万余元，用于应急物资采购；上海帝伽医疗科技有限公司通过徐汇区红十字会向徐汇区捐赠一批价值百万余元的动态消杀防护机，用于支援本区隔离酒店的防疫消杀工作。
4月5日起，上海全市推行“场所码”、“健康核验一体机”（“数字哨兵”）扫码通行措施，防范区内率先投入使用。截至5月1日，上海市累计29.43万家单位申请“场所码”46.67万个，布设“数字哨兵”6656台。根据要求，每个重点场所“场所码”“数字哨兵”，两种方式部署一种即可，“场所码”可直接下载打印张贴的二维码，部署成本较低。“数字哨兵”在机器上扫描随申码或者刷身份证，同步完成场所信息登记和体温的测量工作。
4月7日，“我们来帮你·上海抗疫互助”的互帮互助公益平台网站上线，志愿者团队发现在信息搜集上有困难，”老王”和团队萌生了帮他们打造一个信息平台的想法。方便上了年纪的人操作，用老人机登录网站，调试网站的页面比例。上线第二天，平台并发数就已经远超过最初平台设计最大访问并发量为每秒100人的阈值，团队自费升级服务器，保障系统安全、顺畅运营。上线4天，平台已经收到近2000条求助，累计访问量超过了300万人次。
4月8日，多家银行允許上海地区的客戶延期还款。此外，2022年3月至4月期间因感染COVID-19住院治疗或隔离人员、疫情防控需要隔离观察人员、参加疫情防控工作人员和受疫情影响暂时失去收入来源人员不能正常归还住房公积金贷款的，经认定后不作逾期处理，不作为逾期记录报送征信部门。
4月9日，对于个别痊愈的感染者反映，出院或者解除医学隔离观察后被社区拒绝回家，邬惊雷说符合《新型冠状病毒肺炎诊疗方案(试行第九版)》等相关标准，如连续两次新型冠状病毒核酸检测 N 基因和 ORF 基因 Ct 值均大于等于35，或连续两次新型冠状病毒核酸检测阴性，采样时间至少间隔24小时，方可出院或解除医学观察。希望家人和社区不必为此担忧，更不能歧视。4月11日，上海市新冠肺炎医疗救治专家组成员、中山医院感染病科主任胡必杰再次表示核酸复阳者没有传染性。
疫情防控期间有2名流浪人员分别被浦东新区航头镇和杨浦区帮助。
4月10日，上海市高级人民法院發佈了《关于涉新冠肺炎疫情案件法律适用问题的系列问答（2022年版）》。
4月12日，有生产厂家表示，近期冷柜的需求量出现大幅增加，产品的搜索热度已经和天猫“双十一”持平。另有相关数据显示，从3月下旬开始，上海冰柜线下的销售量就持续上涨，4月4日至4月10日，冰柜销售额同比提高113.2%、销量同比上涨153.2%。从搜索指数来看，微信指数显示，“冰柜”、“冷柜”关键词的热度自4月7日以来就呈现大幅上升趋势；“冰箱”关键词更是在4月10日达到近30日的高点。
截至4月13日，上海71.7万名中國共产党员向社区报到，30多万在职党员编入区街镇居村工作队伍。
4月14日，上海封城期间，因严格管制措施导致衍生灾难而死亡，包括因不堪工作压力的逝者名单《上海逝者》被屏蔽，4月15日有网民通过区块链技术将名单上传保存，数小时后，相关网址再次在中国境内遭到屏蔽。
4月15日，上海市民政局局长蒋蕊表示，针对独居老人、家人被隔离收治而暂时处于无人照料的老人，上海掌握实际需求，组织力量进行帮扶。因疫情影响造成基本生活临时出现困难的群众，由户籍所在地的街道乡镇及时核实情况给予临时救助，对影响比较大的、造成重大生活困难的，将采取一事一议的方式加大临时救助的力度。针对近期蔬菜价格上涨的情况，对城乡低保家庭特困人员，支出型贫困家庭的生活救助对象，发放一次性的补助。
“上海发布”4月18日消息，上海高院针对“隔离险”纠纷的三种情形（在保险合同纠纷中，投保人、被保险人以保险公司在疫情防控中作出相关承诺为由，要求保险公司理赔的，应如何处理？，因“隔离险”引发的纠纷，保险人提出被保险人申请理赔的情形不符合约定理赔条件的，应如何处理？，疫情期间，部分保险公司向参与防疫的医护人员、志愿者、小区物业工作人员、居（村）委会工作人员等赠送保险产品，后续发生保险纠纷的，应如何处理？）作出回应。4月13日，监管层提醒，“隔离险”售价一般为几十块钱，在理赔范围内消费者能得到每天约200元补偿，部分“隔离险”的责任免除条款中约定，被保险人虽被集中隔离但未自费支付隔离费用的，保险公司不承担理赔责任。另外，投保前已疑似感染或已收到通知要求隔离的、保险合同生效前被保险人所在地区被列为国家公布的中高风险地区等情况均可能属于责任免除情况，消费者需清楚理解后再投保。
4月19日，上海市商务委副主任周岚表示將給配送寄递人员制发“电子通行证”，用來展示48小时核酸检测阴性证明和“健康码”绿码等信息。快遞員必須於4月23日起持有电子通行证才能上路。另外長寧區表示會設立18个“小哥驿站”供快遞員休息。截至4月30日，上海配送寄递“人员白名单”人数达87000余人。当局也开展全市性的配送寄递人员查验专项行动，对未持有“电子通行证”仍从事配送寄递业务的人员开展专项整治。
4月19日下午，上海市卫健委主任邬惊雷被复旦大学附属中山医院收治入院，被诊断为血管性头痛。现年60岁的邬惊雷目前正在接受治疗。4月20日统计：3月以来，上海市举办了48场新冠肺炎疫情防控工作新闻发布会，邬惊雷出席26场。4月17日后，他没有再出席发布会。
4月22日，宝山区张庙街道回应一街道向居民发马桶，在疫情防控中存在足不出户无法完全落实，面向人员密集度高、存在卫生间共用情况的3号地块1212户居民家庭发放生态马桶，由居民放在家门口，街道统一回收闭环处理。
4月，有上海的殯儀館員工透露，從4月1日起，殯儀館全體員工24小時不回家，每天火化屍體到半夜12點，死者數量是2021年同期的翻倍。
4月，不少外賣員露宿橋下，而飯店拒絕這些人入住。
4月27日，上海市民政局表示各区开通了24小时养老服务热线保障特殊困难群体。
4月28日，上海高院联合上海市人力资源和社会保障局制定《关于处理涉疫情劳动争议纠纷若干问题的解答》。
截至4月30日，上海市配送寄递人员白名单人数达8.7万余人。
4月，嘉定推出「我嘉驿站」，为居无定所、有家难返的出艙人員提供住所。
5月4日，上海团市委副书记邬斌表示上海团市委、上海市青年志愿者协会向志愿者发出了《工作指引》，上海团市委联合市疾控中心编制了《防疫青年志愿者健康防护指南》和《防疫青年志愿者岗位分类及防护要点》，而且又彙編了《社区防疫青年志愿者岗位实务手册》。
截至5月6日，今年上海高校毕业生共22.7万人（较去年增加2万人，增量为5年来最多），毕业去向落实率为36.47%，比2020年同期高了10.03个百分点，但比去年同期降低了6.54个百分点。
5月8日，上海當局表示為全市医务工作者无偿提供专属保险保障，保额超过1500亿元。
3月3日至5月9日12时，“上海志愿者网”新增注册志愿者40.3万人，全市各级志愿服务组织在“上海志愿者网”发布1.3万个“疫情防控”志愿服务项目，招募疫情防控志愿者48.4万人。仅5月8日12时至5月9日12时这24小时，上海各区上岗志愿者总计51万人次。
截至5月10日，各区养老服务热线共接到反映诉求的来电5500余个，其中近5000件经协调努力已得到初步解决，其余还在办理中。老年人反映的问题集中在三个方面：一是要求帮助解决物资缺少的困难，主要诉求包括不会网购大米、蔬菜等生活必需品，难以买到成人尿片、尿垫等护理类产品等；二是请求帮助解决求医问药的不便，反映的焦点是配药时间过长、部分专科类药难配，以及去医院看病难等；三是希望帮助解决日常生活类问题，比如修理物品、联系出租车等等。
截至5月13日，上海已布局各类核酸采样点超过9900个， 超过5700个点位已开放运营。5月15日，上海當局表示已储备了约3.8万人的采样队伍，单日最大检测能力增长到850万管以上。
截至5月15日，上海已有11.8万配送寄递人员纳入“白名单”。
5月16日，上海市副市长宗明表示，上海将通过场所码、数字哨兵、核酸检测、抗原自测、医疗机构症状发现、药店监测等，进一步构建多点触发监测预警机制。出入有明确防疫要求的公共场所、搭乘公共交通工具的人员，须持48小时内核酸检测阴性证明。在社区、园区、商场、超市、学校、交通场站等场所也布局常态化核酸检测采样点，构建15分钟核酸采样服务圈。截至5月16日，中国移动、中国联通和中国电信三大电信运营商上海营业厅已有24家恢复营业，其中移动10家，联通8家，电信6家。
5月20日，上海市绿化市容局总工程师朱心军介绍，本轮疫情以来，上海环卫行业受疫情和封控影响，一线工人到岗率一度不足30%。目前上海环卫行业一线工人到岗率已近50%。全市已开放环卫公厕近850座。
5月23日，上海當局表示，没有部署“场所码”或“数字哨兵”的企业、单位、居民小区等，不得复工复产复市复学、不得创建“无疫小区”。
5月24日，金山区部分景区开始进行试点开放。
5月25日起，恢复个人寄递国内特快专递邮件業務。
5月28日，“上海交通”公众号通知，取消上海考区原计划于2022年6月11日-12日举行的机动车检测维修专业技术人员职业资格考试、6月18日-19日公路水运工程试验检测专业技术人员职业资格考试。
5月29日，上海市政府新闻发言人尹欣通报，自6月1日起，进入有明确防疫要求的公共场所和搭乘公共交通工具的人员，核酸检测阴性证明时效性由48小时延长至72小时。离沪人员仍需提供48小时内核酸检测阴性证明和24小时内抗原检测阴性证明（持有24小时内核酸检测阴性证明的可免除抗原检测证明），来沪返沪人员需提供48小时内核酸检测阴性证明。对于机场港口、医疗机构、集中隔离、冷链物流等需定期核酸筛查的相关行业或岗位的从业人员，以及配送寄递、城市保障等流动人员，按照国家和市相关核酸检测要求执行。同日参会人员佩戴的是医用外科口罩，这是从4月23日起发布会参会人员统一换上n95口罩以后，又一次换回医用外科口罩。6月6日零时起，市疫情防控工作领导小组办公室决定，进入有明确防疫要求的公共场所和搭乘公共交通工具的人员，须持72小时内核酸检测阴性证明或者24小时内核酸采样证明。即使市民采样后，还没有及时获得检测结果的话，只要有24小时内的采过样的证明，也可以进入上述公共场所和搭乘公共交通工具。
截至5月30日，崇明区在全市范围率先恢复十项与生产生活正常秩序有关的活动，包括率先实现党政机关正常上班和政务窗口线下办事、率先实现大型企业复工复产、率先线下开放大型商业综合体、率先开通公共交通线路、率先恢复集贸市场对外营业、率先恢复餐饮店堂食、率先恢复私家车全区通行、率先恢复全域全员新冠疫苗接种、率先启动区外返乡人员接纳工作和率先组织接纳大学生返乡。
5月30日，上海市大数据中心介绍，上海一网通办在2021年下半年推出的离线‘随申码”主要是为了针对60周岁以上市民的一个数字化工具，在没有智能手机的情况下核验其健康码。目前已推出纸质的离线版“随申码”（有效期为180天），老人和未成年人可以申领。目前全市400多万老龄常住人口，已申领且在有效期内的离线“随申码”有44万余张。此次结合疫情防控新形势，可申领离线“随申码”的人群也放宽到未成年人，功能也覆盖了核酸检测信息等。符合条件的市民可凭身份证、“随申码”、亲属“随申码”中的一个，至各区行政服务中心、社区事务受理服务中心，以及部分提供“一网通办”自助服务终端的银行线下网点，在自助终端机自行申领并打印。在部署了“场所码”或“数字哨兵”的公共场所，“数字哨兵”不支持刷离线“随申码”，需随身携带实体身份证+纸质离线“随申码”，刷身份证后，“数字哨兵”设备从后台实时获取健康核验数据，将结果显示在屏幕上，并自动完成信息登记。目前公交地铁暂时不支持离线“随申码”。
5月31日，上海市新冠肺炎疫情防控新闻发布会第201场会上的最后发言人表示，这场发布会也是这轮疫情以来举行第90场新闻发布会，记者朋友们通过线上、线下提出了近450个问题，从明天开始，疫情防控新闻发布会不再固定每天举行。6月2日17时，上海市新冠肺炎疫情防控新闻发布会第202场会上发言人表示，今天起，发布会恢复为线下举行。
6月1日，上海市人力资源和社会保障局发布上海市人力资源和社会保障局关于助力复工复产实施人才特殊支持举措的通知（沪人社力〔2022〕103号），对于毕业于世界排名51-100名院校的，全职来本市工作并缴纳社会保险费满6个月后可申办落户；对于毕业于世界排名前50名院校的，取消社会保险费缴费基数和缴费时间要求，全职来本市工作后即可直接申办落户。
6月1日起，上海市除中高风险地区和封控区、管控区外的所有小区恢复正常出入。同時公立医疗机构开展的核酸单样本检测价格由25元下调至16元，多样本混合检测价格由每人份5元下调至3.5元，抗原检测价格由15元下调至6元。

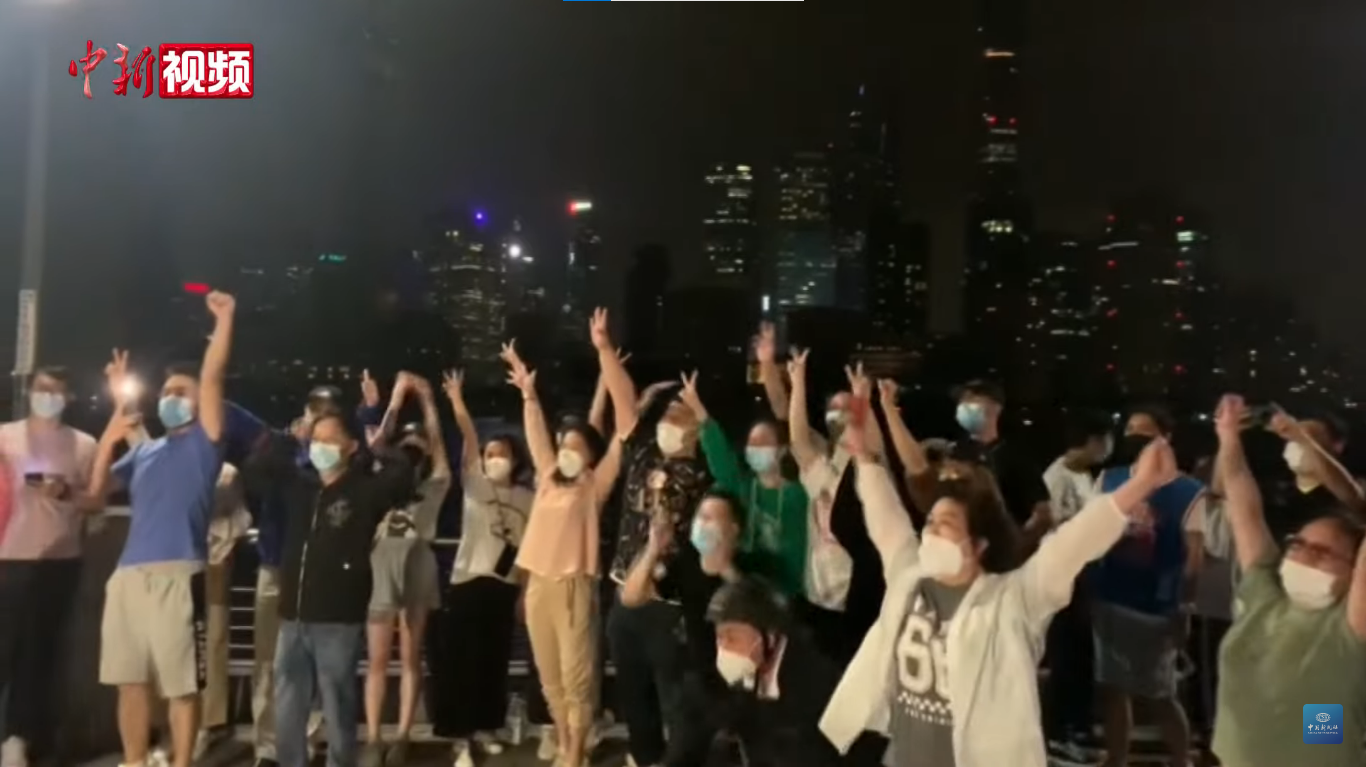
6月1日上海宣布“解封”后，当地居民在外滩观景平台响起欢呼声

随着上海市全面恢复全市正常生产生活秩序，5月31日晚开始，有居民涌上街头，走在仍旧空荡的街头喝啤酒、吃冰激淋以示庆祝。许多人在公寓里欢呼、唱歌，有外环外市民放烟花庆祝。不过仍有许多人有一丝谨慎和焦虑感。一位在上海从事教育的外国人对路透社说，难以相信“解封”正在发生。
6月2日，据大众点评平台数据显示，5月以来上海市民收藏的线下实体商户数稳步增长。6月1日全面复工首日，线下实体门店逐个点亮大众点评上“正在营业”的标志。公园、理发、洗车、美睫、火锅位居上海市民复工首日搜索热力榜前五位，其中，公园、理发的搜索量环比前一日暴涨350%以上，市民的洗车需求非常旺盛，环比上涨274%。而重新开门迎客的恒隆广场、豫园商城等，线上用户访问量均环比上周末上涨3倍左右。前滩太古里也进入大众点评上海实时热搜第二位。
自6月6日零时起，上海市民憑藉24小时内核酸采样证明也能進入公共场所和搭乘公共交通工具。但进入办公楼、医疗机构等特殊场所则有特殊要求，医疗机构核酸证明的要求为48小时内，办公楼等场所不认可24小时内核酸采样证明。
6月10日至7月10日，2022年上海市节能宣传周期间，在市交通委、市节能协会指导下，支付宝围绕宣传周主题，推出“全力以复，绿色出行”公益活动。上海市民可领25元复工出行礼包（内含公交券12元、地铁券5元、打车券6元、单车券2元）。
6月10日，上海市餐饮烹饪行业协会发布《上海市餐饮服务业复商复市疫情防控指引（2022年第二版)》，指引明确上海餐饮业除金山、奉贤、崇明外暂不恢复堂食，仍以线上线下外卖为主。不过据传有部分餐饮机构存在偷偷开放堂食的行为。
6月11日17时，上海市疫情防控工作领导小组办公室印发了《关于对本市未按规定参加核酸检测人员随申码赋黄码等相关事项的通告》（通告有效期至2022年7月31日），全市常态化核酸检测点免费检测服务，延长至2022年7月31日。即日起至2022年7月31日，市民应每周至少进行1次核酸检测。市民如7天内无核酸检测记录，其“随申码”将会被赋黄码；完成核酸采样后，其“随申码”将在24小时内转码。
由於上海多家银行网点出现大量排队，6月17日，上海银保监局发布通知，要求銀行适当延长营业服务时间。
截至6月18日，上海市3-17岁未成年人新冠疫苗累计接种345.66万剂，覆盖180.51万人，覆盖率77.62%；全程接种165.15万人，接种率71.02%。
6月23日零时起，对于有澳门旅居史的来沪返沪人员实行“7天集中隔离观察+7天自我健康管理”，实行6次新冠病毒核酸检测（第1、2、4、7、10、14天），解除集中隔离前双采双检。7月9日起，对于有澳门旅居史的来沪返沪人员实行“7天集中隔离观察+3天居家健康监测”，实行6次新冠病毒核酸检测（第1、2、3、5、7、10天），集中隔离期间赋红码，正常解除隔离后赋绿码。
6月26日，上海市民政局等九部门联合推出《上海市扶持养老机构纾困发展的若干政策措施》。
6月28日，上海市人力资源和社会保障局公告，上海市2022年事业单位公开招聘笔试重启公告，已成功报名考生需在2022年6月29日上午10:00至7月2日下午17:00期间登录报名系统进行笔试确认。笔试时间7月30日（星期六），笔试科目《职业能力倾向测验》和《综合应用能力》。
自6月29日起，上海辖区内无中风险地区且近一周内无社会面疫情的街镇，可以逐步放开餐饮堂食。恢复餐饮堂食的具体区域，由各区政府自行确定。上海市餐饮烹饪行业协会发布第三版餐饮行业复商复市指南中提到鼓励实行餐饮桌长制，就餐时间限制在1.5个小时左右，就餐人员在就餐前后戴好口罩。
7月1日起，上海各辖区内无中风险地区且近一周内无社会面疫情的街镇，可有序开放室内体育场所。在符合疫情防控要求的前提下，上海市户外体育场所有序开放。當天上海市没有中风险地区的养老机构恢復對外開放，不過所有进入养老机构的人员必须持有健康绿码、7日内未途经或在中高风险地区逗留的行程码、24小时内核酸检测阴性证明。
7月2日，上海市住建委制定了《上海市建筑工地疫情防控工作指南》。
7月5日，上海人力资源和社会保障”微信公众号发布《关于本市2022年度社保缴费基数上下限的通告》。考虑到本轮新冠肺炎疫情对经济社会发展的影响，为减轻企业负担，市社保缴费基数的下限按照2020年、2021年全口径城镇单位就业人员平均工资的算术平均值的60%确定，自2022年7月1日起调整为6520元/月。本市2021年度全口径城镇单位就业人员平均工资为11396元/月。按此计算，2022年7月1日起，本市社保缴费基数的上限调整为34188元/月。
7月9日，上海“一网通办”移动客户端“随申办”APP更新，在“核酸查询”页面里，增加了“长三角核酸查询”功能，提供江苏省、浙江省、安徽省14天内的核酸检测数据查询。目前从“国家平台健康码”上，尚且查不到上海的核酸检测结果。一位从事健康码研发的专业人士表示，目前落地到当地基本都是要求使用当地的健康码，从技术上可以实现全国互认，但在放开互认时，还需要考虑到系统容量和技术背后的问题。。

## 经济影响

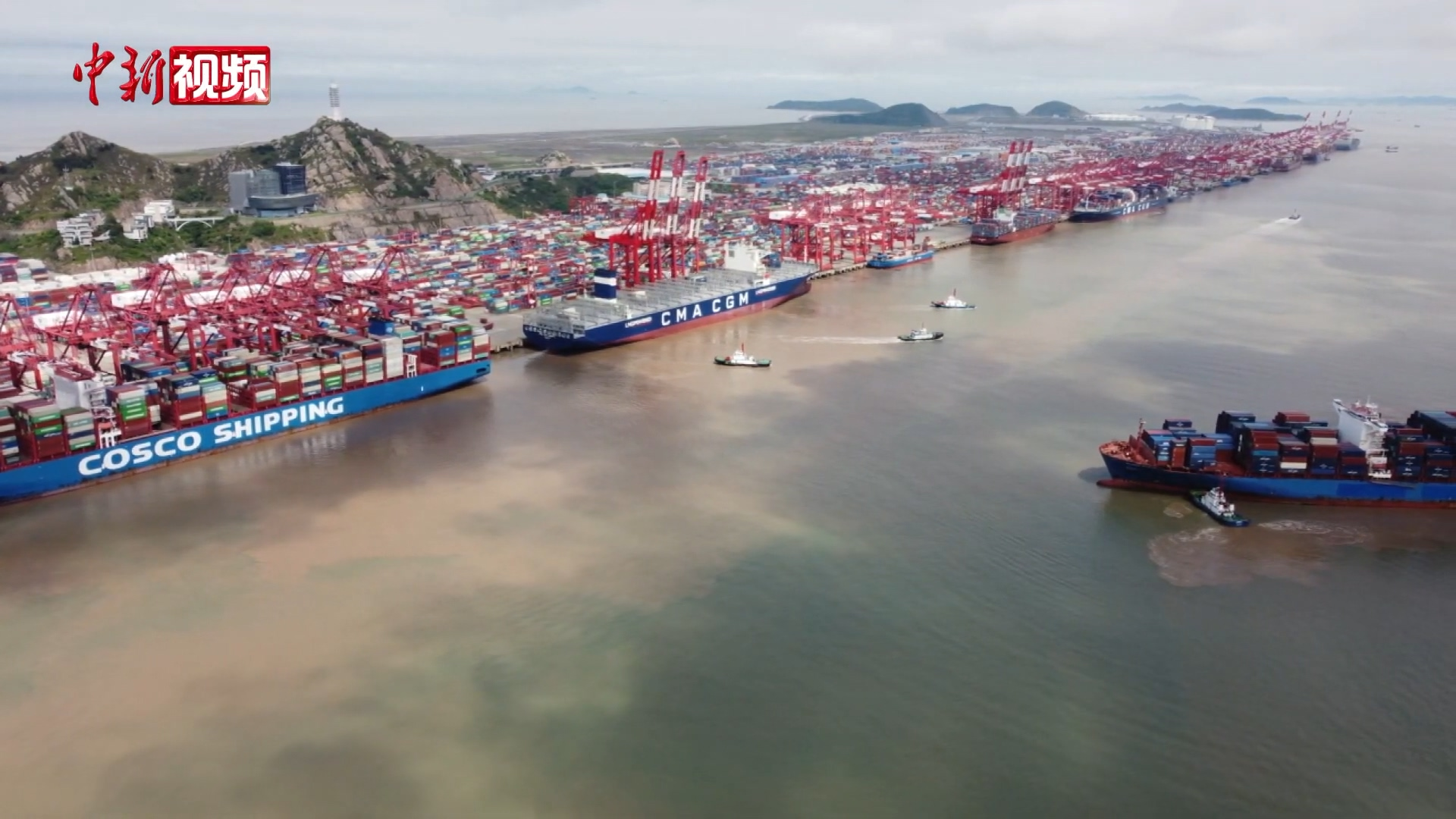
疫情下的上海洋山深水港
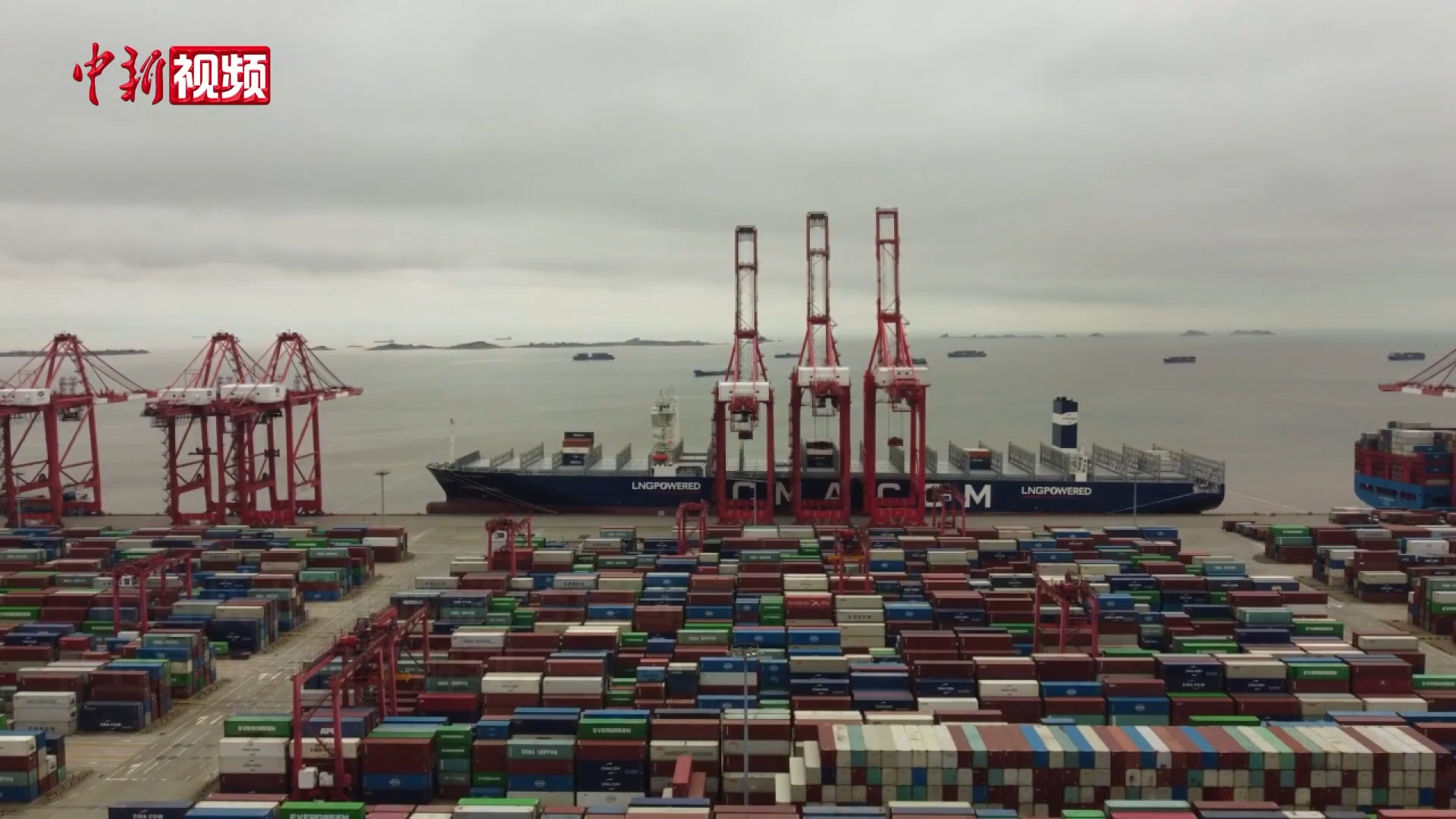
全天候运行的上海洋山深水港
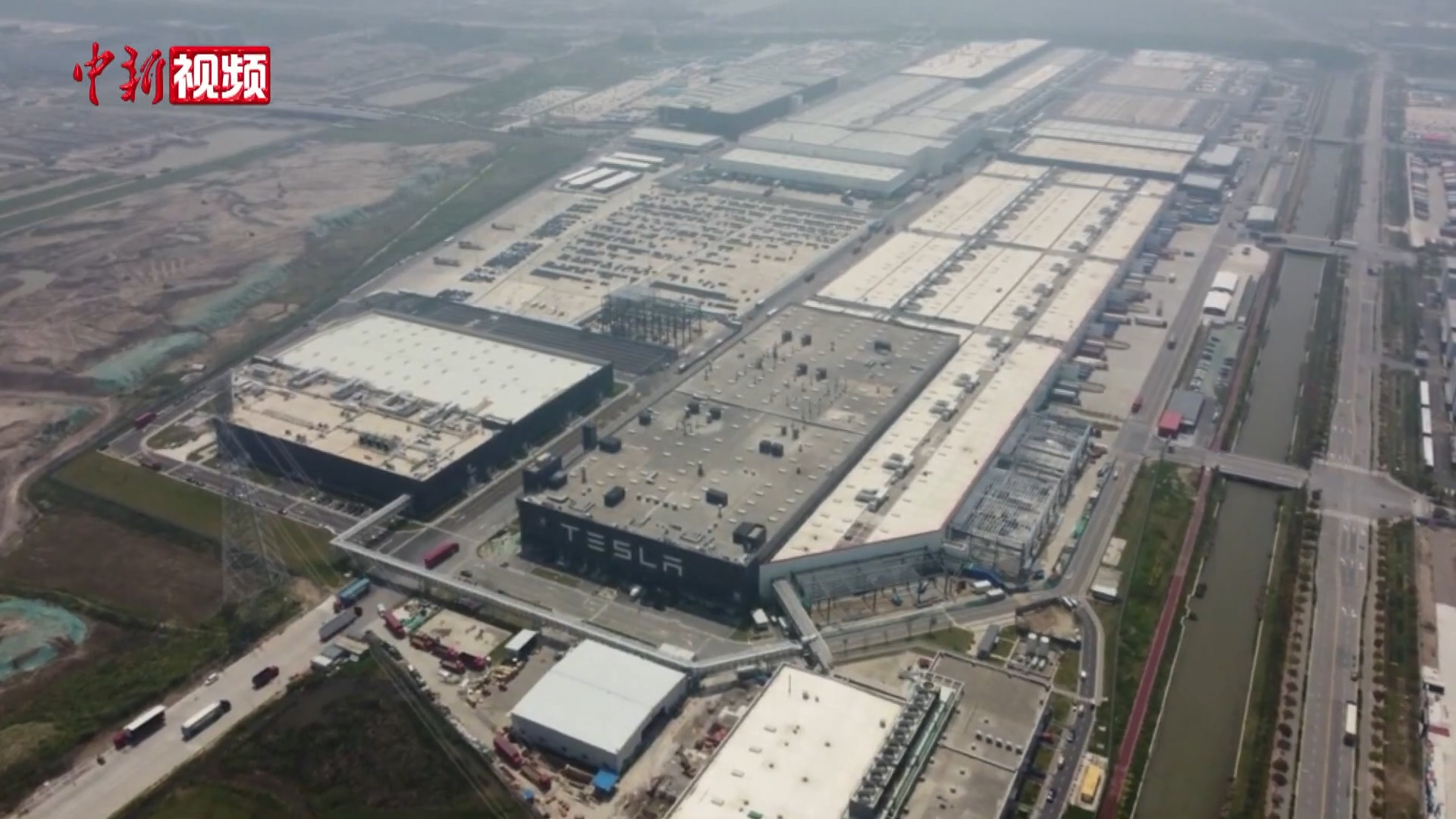
4月下旬，特斯拉上海超级工厂8000名员工陆续返厂
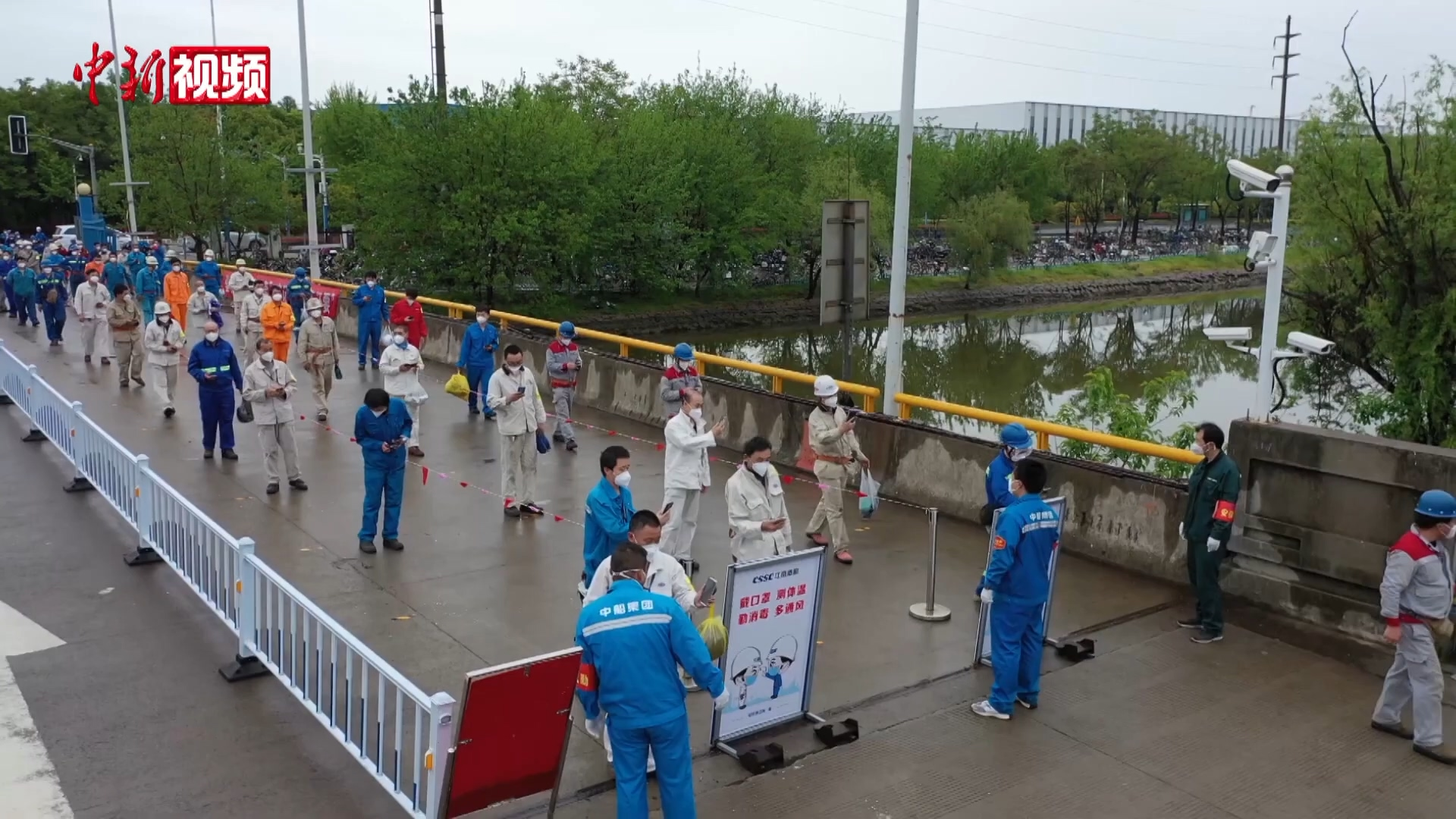
上海造船企业开展复工复产压力测试
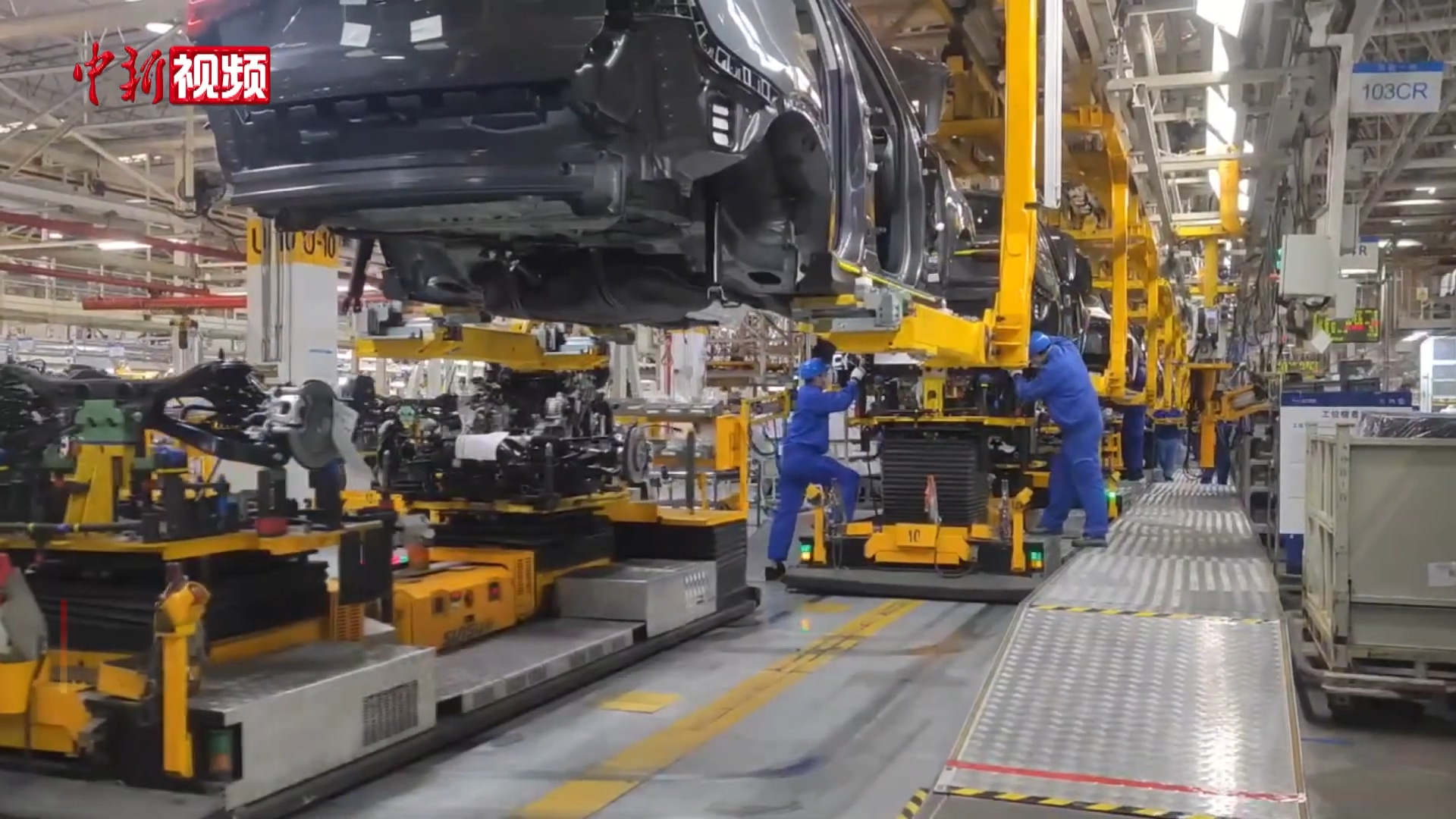
4月23日上汽复工复产现场

### 宏观经济
上海发布分批封控的消息后，国际油价基准布伦特原油期货合约下跌4%至每桶115.80美元。SPI资产管理公司的管理合伙人英尼斯表示，交易员们担心中国清零政策的影响，预计供应链将进一步中断，需求也将下降。
一季度，上海人民币贷款增加3373亿元，同比少增283亿元。上海个人消费贷款减少170亿元。截至3月末，上海人民币贷款余额9.16万亿元，同比增长12.2%，增速较2月末高0.1个百分点，比2021年同期高1.8个百分点。
4月23日，上海市统计局发布一季度上海市国民经济运行情况。根据地区生产总值统一核算结果，一季度上海市地区生产总值10010.25亿元，比2021年同期增长3.1%。由于3月份受到突发疫情的影响，一季度经济运行前稳后降、稳中趋缓，GDP增速率在已公布经济数据的28个省份中排名倒数第三。
4月25日，上证指数跌破3000点，创近两年新低。此外新华保险2022年一季度净利預計降70%至80%，三一重工六年来净利首次下滑，恒瑞医药营收、净利润分别继续下降20.93%、17.35%。
2022年前4个月，上海社会消费品零售总额比2021年同期下降14.2%，其中住宿和餐饮业零售额降幅达到了24%。固定资产投资较2021年同期下降11.3%。4月，上海市规模以上工业企业完成工业总产值约1286亿元，同比2021年4月下降61.5%。上海的人民币贷款减少了565亿元。
5月，上海人民币贷款减少55亿元，同比多减705亿元；人民币存款增加1814亿元，同比多增2070亿元。
5月20日，上海市统计局公布数据，4月份规模以上工业总产值同比骤降61.5%，远大于全国2.9%的跌幅；而4月社会消费品零售总额暴跌48.3%，远高于全国的跌幅11.1%；上海1至4月份固定资产投资同比下滑11.3%，同期全国则实现了6.8%的增长；上海海关部门的贸易数据也显示剧烈萎缩，4月以美元计的出口同比萎缩43%；进口下跌31%；人民币贷款减少了565亿元。
6月1日至6日，上海有多个楼盘开始尝试线上认购、线上摇号、线上选房。从6月1日至5日，相关的楼盘全都去化完毕，上海上周新建商品住宅成交面积8.84万平方米，环比增加141.8%。除了长宁，其他15个区均有交易记录，其中，浦东增速最快，成交达到4.6万平方米，几乎占到全市交易量的一半。
6月7日，上海市國資委發出通知，倡議中共黨員幹部帶頭捐款支持抗疫。此舉被解讀為習近平堅持清零抗疫導致中國經濟瀕臨崩潰。
2022年第二季度，上海生产总值同比下降13.7%，城镇调查失业率为12.5%和7.6%。上半年GDP同比下降5.7%。
此次疫情过后，大量居民离开上海。上海房价也有较大跌幅。

### 相关政策
3月中旬，因疫情严峻，上海市当局建议各单位和企业根据自身特点错峰上下班，有条件的尽量阶段性实施居家办公，减少人员流动，以帮助尽快实现社会面“动态清零”。
3月20日，上海市多个市辖区决定，3月21日至27日，到工作场所上班的员工需要持有3月16日至20日任意一日的核酸检测阴性报告。
3月29日，上海市人民政府办公厅印发《上海市全力抗疫情助企业促发展的若干政策措施》，明确综合实施退税减税、降费让利、房租减免、财政补贴、金融支持、援企稳岗等助企纾困政策，全力支持相关行业和企业克服困难、恢复发展，持续优化营商环境，努力减少疫情对经济社会发展的影响，提出一系列政策措施。初步测算，仅税收相关政策2022年就可以为全市相关行业和企业减负1400亿元左右。
4月22日，上海市經濟信息化委主任吳金城表示，此輪疫情導致上海3月產值年比下降7.5%，工业增加值同比下降近11%，3月消费品零售总额创23个月新低。上海市副市長張為表示，推動企業復工復一周以來，666家重點企業已有70%實現了復工復產。當天上海出台《抗疫情助企业促发展21条》，其中包括負責房屋出租業務的国有企业免除小微企业和个体工商户等承租人2022年6个月租金等举措。此外上海市属金融国企還通過加大贷款投放力度等措施提供支持。不過上海部分建设工地、企业等聚集性疫情有所抬头。
4月30日，上海當局推出了第二批1188家復工“白名单”企业（包括物流、汽车及零部件、芯片、医疗制药等领域）並發放了超过1万张“复工证”。當天上海市经济信息化委表示該部門已聯合多家金融机构推出金融纾困产品。
截至5月2日，上海累计发放“复工证”5851张，“通行证”87766张。同日，松江區推出的“复工复产防疫通”平台上线运行。
5月3日，上海住建委发布关于发布《上海市重大工程建筑工地复工复产 “白名单”》（第一批）的通知，通知中名单共包括24个重大工程建筑工地。
5月4日，《临港新片区全力抗击疫情助企纾困的若干政策措施》发布，对承租国有房屋从事生产经营活动的小微企业和个体工商户，2022年免除6个月租金，其中租期不满一年的按比例免租（存在间接承租情况的，由最终承租人享受相关政策）。对经认定的商务楼宇、商场、商铺等物业载体中，承租非国有房屋从事生产经营的中小微企业和个体工商户给予3个月1元/平米/天的补贴支持。加快主城区前4个月楼宇政策兑现并将3个月补贴标准提高0.5元/平米/天。
5月9日，上海市企业复工复产服务专窗“上海益企服”平台上线。
截至5月18日，共8000余家企业完成注册，政策查询超过1.6万次，受理复工意向申请3400多件。近期全市6000多名企业服务专员，通过线上线下相结合的方式，为中小企业复工复产复商复市提供政策宣贯、诉求协调、指导咨询等针对性服务。
5月19日，上海市副市長张为表示，當前复工复产的企业还只是小部分，而且中小微企业复工复产感受度不高。张为表示，上海将继续坚持统筹疫情防控和经济社会发展。在5月底之前，企业主要采取闭环或半闭环运行；6月上旬开始开放无疫情风险区域内企业与小区间的正常通行。
5月22日至5月31日，上海进入扩大复工复产阶段，6月1日以后加快全面复工复产。同时加快复工证申请和发放，有条件的区域逐步取消复工复产人员返岗电子通行证管理要求，直至终止施行复工复产人员返岗电子通行证制度。
6月6日，上海市人力资源社会保障局、市财政局、市商务委、市教委、市交通委、市文旅局等部门联合发布《关于给予本市相关用人单位就业补贴应对疫情稳岗保就业的通知》。《通知》规定，对受疫情影响较大的餐饮、零售、旅游、交通运输、文体娱乐、住宿、会展等七类行业中不裁员少裁员的企业，在年内实施困难行业企业稳就业补贴政策。上述行业中2021年裁员率不高于2021年度全国城镇调查失业率控制目标（5.5%）的企业，可在2022年内向企业注册地所在区人力资源社会保障局申请一次性稳就业补贴。补贴标准为600元/人，按企业应缴城镇职工社会保险人数计算，每户企业补贴上限300万元。
5月30日，上海市黄浦区审议通过《黄浦区加快经济恢复和重振行动方案》。
5月31日，上海市市场监管局发布《上海市市场监督管理局关于发挥登记注册职能支持市场主体纾困解难的若干措施》。
6月16日，上海全球投资促进大会举行，共签约322个项目。

### 机场和港口
3月27日晚，浦东机场货运区域各作业单位连夜召回生产作业及备勤人员7400余人驻场，实施全封闭作业和静态管理。
上港集团生产业务部总经理助理周勇表示，上海港目前单日集装箱吞吐量仍保持在14万标准箱左右，从吞吐量上看仍处于高位，属于港区作业正常水平。上海海事局方面介绍，3月28日，洋山港进出港国际航行船舶27艘次，其中船长400米的超大型船舶6艘次。洋山港平日进出港国际航行船舶量在24艘次左右，28日的运行情况属于正常范畴。

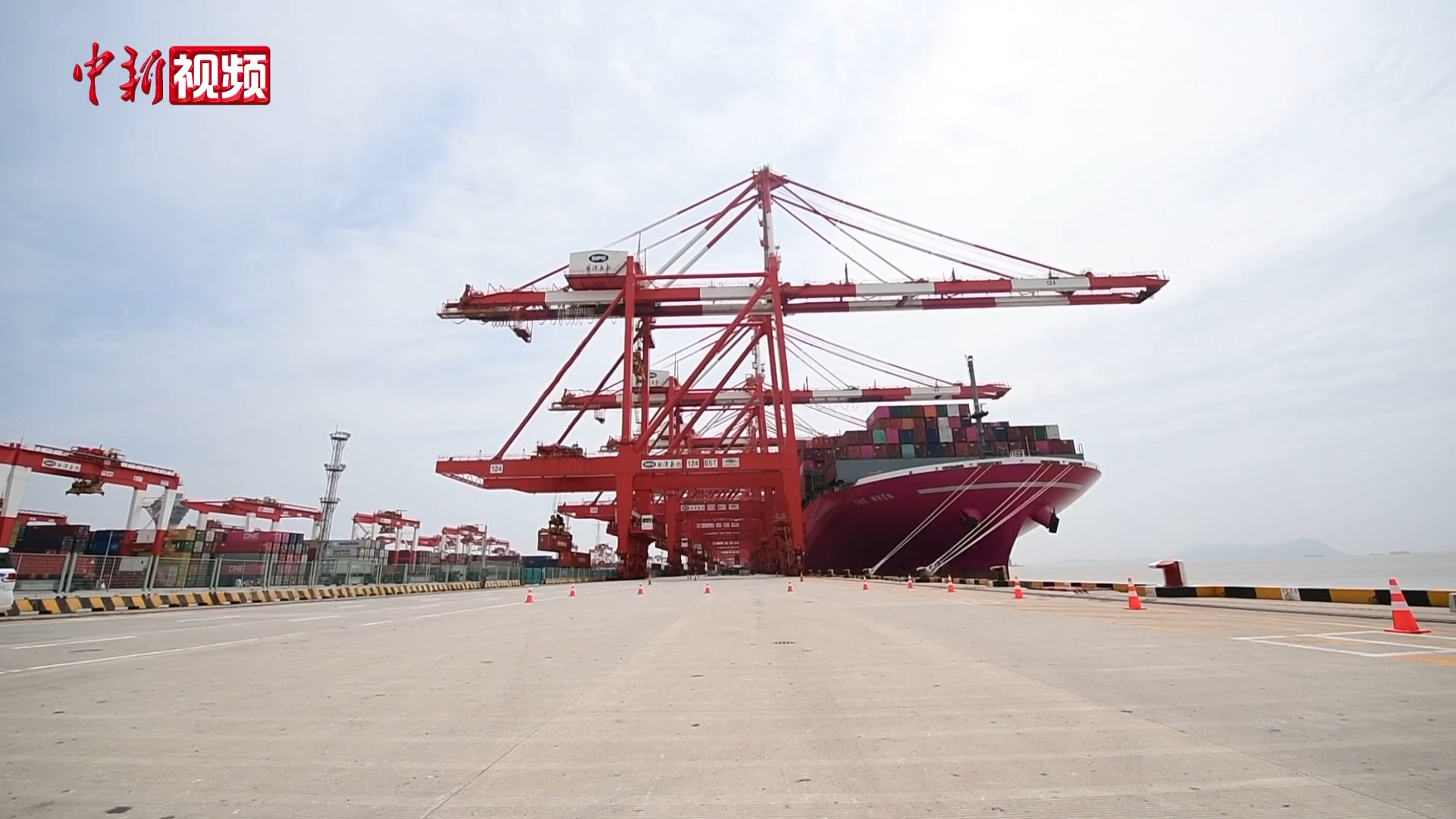
4月份，上海港集装箱日均吞吐量预计在10万标准箱左右，是以往日均13.5万标准箱的75%左右

3月31日，据财新网报导，上海机场、港口的停航情况正在加剧。其中，全球最大货柜港—上海港已陷入半瘫痪状态，因核酸检测能力不足、可正常上班的工人不够，加上江浙地区司机送货到上海的意愿下降，部分海运企业开始“跳港”，将前往上海的船只改道转往宁波港。另外有傳言在上海港等待装卸的船舶数量已升至300多艘。這一說法被上港集团否認。4月3日，新华社报道称，上海港全天候正常作业，保障长三角乃至全球产业链、供应链稳定畅通，未出现集装箱船拥堵。中国新闻周刊称，上海港船只虽然没有拥堵，但由于陆路运输受阻，货运效率受到较大影响。4月6日，美国媒体彭博社报道，日本船运公司海洋网联船务(Ocean Network Express)告诉其客户，上海负责从港口拖运集装箱的卡车面临短缺，阻碍了进口货物的清关，即使港口正常运营，“非常高”（critically high）数量的冷藏集装箱和危险品物品堆积在港口仓库，意味着船只可能无法在港口卸下更多的货，这将会导致货物延迟交付，还有可能在未来几个月内产生更多延误和更高运费，或是必须安排至其它港口。据上海市交通委港监处副处长屠伟峰介绍，2022年第一季度，上海洋山深水港全港集装箱吞吐量1226.2万TEU，同比增长8.14%。本轮疫情以来，特别是城市封控后，上海港面临了前所未有的压力和困难。截至4月27日，上海港船舶通行和作业正常，港口未出现拥堵，其中集装箱船舶到港后36小时内即可靠港作业。全港集装箱整体作业效率未受封控影响。
4月20日， 马士基表示，在上海地区封闭管控期间，包括外高桥和洋山在内的上海港各个码头正常运转。
4月22日，上海市副市长张为表示，4月份，上海港集装箱吞吐量日均仍超过10万TEU。国际机场入境航班执行率78.7%；浦东机场共保障货运航班2309架次，日均约100架次，近期，浦东机场日提货量基本维持在2000吨左右，较4月初日均500吨有了较大幅度的增长。进出港货量8万余吨，日均3500吨左右。
4月23日，中远海运官方微信称，此次疫情期间，中远海运集团总部及在沪各级单位重要岗位人员977人现场闭环值守，全力确保在全球航行的1400多艘船舶、投资的58个码头和全球航线服务不断不乱。近几周以来，中远海运长三角驳船货量增幅在20%以上，长三角沿江班列重箱操作量显著提升，同比增长近80%。另外4月21日发布免除6项费用公告。3月25到4月25日，中远海运为上海石洞口第一电厂、外高桥第二电厂、外高桥第三电厂、吴泾二期电厂、吴泾热电厂、吴泾六期电厂等6大主力电厂电煤运输提供运力保障，累计发往上海煤炭23船，约80万吨。陆改水各地民生物资、医疗物资、方舱设备共计7900吨
5月10日，4月1日以来上海南港码头累计靠泊内外贸滚装船46艘次，累计中转、进出口各类车辆2.96万辆。另外截至4月30日10:00，洋山边检站南港码头执勤点累计办理出入境（港）船舶30艘次，环比增长15.4%，同比增长114.3%，办理出入境（港）人员648人次，环比增长12.5%，同比增长121.9%，共为51名船员办理登离轮换班手续。南港码头累计出口390余台各类工程车及930余件各类备件，130余片大型风电叶片及920余件配套备件，出口、中转各类商品车辆17000余辆。3月27日晚，边检等口岸查验单位和港航企业连夜集结，实施静态管理、闭环管理等措施，保障南港码头全天候正常运营。。
5月19日，张为表示，近日，上海港集装箱单日吞吐量已达11万9千标准箱，恢复至正常的九成；浦东机场货物日吞吐量超七千吨，恢复至七成水平；经由高速公路省界道口进出上海的货运车辆单日已达7.8万辆，恢复至常态的三分之二。外贸情况方面，5月上半月上海口岸的进出口监测货值为1886亿元，环比增长17%。

### 工业
据上海市汽车销售行业协会估计，2022年3月上海汽车销量同环比分别下降59.4%和27.9%。2022年4月上海汽车销量为0。2022年5月，上海新车销量约为811台，同比下降97.8%，环比上升774.1%。2022年6月全市汽车合计销量约为5.5万辆，同比下降3.2%。2022年1-6月全市汽车合计销量约为17.7万辆，同比下降46.7%。
3月31日，大众汽车相关发言人表示，浦西区域的封控时间为4月1日3时至4月5日3时，大众汽车在上海的工厂将于4月1日至5日停产。早在上海加强管控前，为稳住合计年产能高达98万辆的安亭工厂，3月14日上汽大众安亭工厂即开启闭环管理，安排了8000余名工人吃睡在工厂。
4月8日，中国欧盟商会致函中国政府，51%的德国公司的物流和仓储以及46%的德国公司的供应链 "完全被中国目前的COVID-19情况所扰乱或受到严重影响。"中国美国商会及上海美国商会近期进行的调查也显示，位在上海及中国各地的美企也面临类似困境，并且約16%的受訪公司表示，他們會考慮將業務遷出中國。上海美国商会理事会主席郑艺表示，如果中国目前的疫情防控措施持续，明年上海美国商会将有近一半的公司减少投资。4月9日，4月15日，在安徽省合肥市生产的蔚来汽在其车官方APP上说明，公司位于吉林、上海、江苏等多地的供应链合作伙伴陆续停产，蔚来整车生产已经暂停。华为常务董事余承东在社交平台上发文呼吁上海动态复工复产。他指出，4月中旬开始，部分企业就已经开始因上海等封闭导致供应链断供停产。上海如果继续不能复工复产的话，5月份之后，所有科技/工业产业涉及上海供应链的都会全面停产。产业经济损失、代价将会很大。何小鵬也有類似的擔憂。有汽车博主认为，新能源汽车们因为没有囤货的习惯，如今成了疫情里最最先受影响的一方。
4月11日，博世暂停了上海和长春两个工厂的生产（上海的一家生产家用热水系统的工厂以及吉林一家汽车零部件工厂），位于上海和太仓市的汽车零部件工厂因采用‘闭环系统’仍在正常运营中。
4月16日，上海市经信委发布《上海市工业企业复工复产疫情防控指引（第一版）》，明确各区政府和街镇、园区要积极支持企业复工复产，指导企业“一企一策”，切实做好疫情防控工作；要做好核酸检测点设置和提供检测服务，及时处理医废，并对防疫物资和生活物资保障提供托底服务。首批有666家企業可以優先申請復工（汽车相关的企业占到了1/3以上）。據聯合報表示有企業認為上海市经信委給出的方案實操性很差，目的就是把所有的責任全部轉移給了企業。因此3M、杜邦、BASF等外企拒絕了上海市政府「要求復工」的要求，認為政府完全讓公司承擔責任不合理，要求上海市政府修改復工承諾書。不過界面新闻、第一財經等媒體表示巴斯夫、3M和杜邦三家外企並未拒絕復工。。巴斯夫方面表示，3月下旬起，巴斯夫在上海的生产基地均在进行闭环运营；封控期间，虽然生产负荷有所减少，但生产活动未曾中断。4月22日，3M中国产能已超过4月1日封闭前水平，4月以来医用口罩总产量超100万只。
4月16日上午，松江一家万人工厂广达上海制造城有序复工复产，工厂在4月15日申请复工复产，率先复工的是f1和f3工厂，f1工厂生产车载配件，约500名员工，f3工厂生产笔记本电脑，约1500名员工。”广达上海制造城相关负责人李国穗说，目前公司共有8个厂房，超过4万名员工。按照目前的形势研判，到4月22日有望实现6000名员工有序复工复产。
4月18日，上汽集團启动復工復產压力测试（包括旗下上汽乘用车、上汽大众、上汽通用、华域汽车、安吉物流等整车）。次日首台车下线，同日到岗员工超过4000名。
4月19日，停产了23天的特斯拉上海超级工厂重启了产线，有8000名员工陆续返厂到岗，将在接下来的3、4天内进行产能逐步爬坡，到整体单班满产，目前整车零部件还有一周左右库存，特斯拉還給予參與閉環管理的員工，每天約400元人民幣（約新台幣1811元）的津貼，備忘錄還指出，閉環生產的員工，每天需工作12小時，每週6天，休假1天，停工前實行的是8小時工作制，做四休二。。
4月19日，三一重工的子公司三一重机行政总监鲁云帅介绍，“目前国际业务不受影响，订单正在按时出口交付；国内订单生产量已恢复到正常时期的30%左右，预计这个星期内可以恢复到正常生产水平。”总体复工率接近20%。三一重机行政经理林伟介绍，自3月27日起，共2100多名员工食宿在三一重机临港产业园内。另外三一重机临港产业园此前未完全停工，但生产比例较低。在办公室工作的400多位研发管理人员住在公司宿舍，日常工作基本未受到影响。
4月19日，上海疫情防控发布会上，上海市经济信息化委总工程师张宏韬透露，3月中下旬以来，上海约有1000多家规模以上工业企业一直保持封闭生产状态，主要集中在能源、化工、电力、芯片、医药和必要防疫物资生产等领域，数万名企业员工在厂区坚持封闭生产。4月开始的封控以来，宝钢厂区大概只有三分之一的员工封闭在厂里继续生产，完成了“产能满负荷运行”的任务。 。4月18日宝钢股份表示，企业一直正常生产，原料进厂没有问题，成品少量累库。同日上汽乘用车实现200多辆整车下线，特斯拉实现近600辆整车下线。
4月18日，安森美表示，由於受上海加強疫情防控影響，位於中國大陸的全球分銷中心被迫關閉。4月25日安森美表示，安森美已经就上海全球配送中心复工向经信委提出申请，目前申请得到了批准，安森美在上海市第二批重点企业复工复产“白名单”上。安森美方面表示，受疫情影响，位于上海的配送中心只是“暂时关闭”，并非“外迁”。首批10名员工已于4月24日返岗到达仓库，开始复工复产准备工作，剩余员工也陆续返岗。4月25日配送中心已逐步恢复运营，4月26日开始对外开展货物进出业务，预计一个月内将完全恢复。截至26日晚，上海海关下属的上海外高桥保税区海关已为安森美半导体全球分拨中心申报空运出境的晶体管、光耦合器、二极管、集成电路等多批货物办结通关手续，出口市场涉及德国、美国、英国等国家。自3月28日浦东实施封控至4月26日，上海外高桥保税区海关受理进出口（境）报关单2.5万票，完成查检作业近1400票，监管进出区车辆8.28万车次，区内17家被列入上海市第一批复工复产名单的重点企业已有10家恢复部分生产。
4月21日，GE医疗上海浦东张江高科园区内工厂部分员工返回工厂开始闭环生产。
4月21日，中国欧盟商会副主席、上海分会会长许倍帝（Bettina Schoen-Behanzin）表示，一些公司让其员工留在上海，以重启运营。尽管如此，“许多公司仍然面临着劳动力短缺和物流困难的挑战”。
4月22日，西门子医疗上海研发与生产基地（SSME）表示，自4月1日至今，共有来自CT、X光、移动C形臂等部门约200位员工返岗，实现了国内外订单的按期交付。
4月29日，美国之音认为上海复工复产进度缓慢，并认为清零政策对经济造成了长期损害。美中贸易全国委员会发言人巴里(Doug Barry)表示，供应链混乱导致工厂无法完全复工和及时生产，在中国经营的美国公司正面临前所未有的挑战。截至29日，上海首批“白名单”企业复工率超过80%。
5月5日，上海市经济信息化委总工程师张宏韬表示上海市1800多家重点企业复工率超过70%，其中首批660多家重点企业复工率超过90%。當天在建中的上海轨道交通13号线西延伸纪翟路站和18号线二期长江西路站復工。
5月9日，由於特斯拉供应商线束制造商Aptiv (APTV.N)的员工出现了感染后，停止向特斯拉供货，特斯拉上海超級工廠再次停产。
5月11日5时半，装载着4767辆特斯拉电动车的“格罗壮丽”(GLOVIS SPLENDOR)滚转轮船从上海南港码头出发，驶往斯洛文尼亚科佩尔港。这是特斯拉上海工厂自4月19日恢复生产以来首批整船出口的电动车。特斯拉的下一船出口计划也已提交，将在5月13日出口4100辆电动车。特斯拉去年曾透露，2022年自上海口岸出口数量将达30万辆。要实现这一目标，特斯拉平均每周要确保有6250辆电动车出运。洋山海关物流监控五科何冬安科长说，根据海关的要求，出口企业应提前24小时完成装船并向海关申报，但此次特斯拉的装船和申报提前了至少半天，可见订单急。
5月13日，上海當局表示全市9000多家规模以上工业企业已复工4400多家，已为企业员工返岗制发10万余张复工证。
5月15日，上海當局表示重点外贸企业复工复产“白名单”首批142家企业中已有63%复工复产。
5月16日，江南造船建造的舱容99000立方乙烷运输船“PACIFIC INEOS GRENADIER”交付。该船是江南造船4月23日逐步复工复产以来交付的第一艘船。
截至5月17日，上海16个重大工程项目已复工。
5月17日，为特斯拉提供汽车线束产品的供应商现已经恢复生产，特斯拉目前的生产也在正常进行中。吴晓华表示，特斯拉上海临港超级工厂的产能利用率已经超过45%，临港汽车产业链的配套企业产能利用率达到50%左右。近一周来，已有两批装满特斯拉电动车的整船运往欧洲等地，总共出口约9000辆。
5月27日，国网上海市电力公司总经理阮前途表示，根据5月份前三周的数据统计，上海市总用电量恢复至去年同期水平的78%以上，5月以来周用电量环比平均涨幅为2.25%。其中，第二产业周用电量环比平均涨幅5.88%；规模以上工业企业日均用电恢复至去年同期的83%以上；四批次“白名单”重点企业用电水平接近去年同期的85%。

### 服务业
3月28日，上海证券交易所发布“抗疫30条”，将对股票发行审核、沟通咨询和路演等多项业务提供线上服务。3月28日9时，地处浦东新区的上海证券交易所、上海期货交易所、中国金融期货交易所等各大金融要素市场均按时开市交易，并平稳完成全天交易，另外上海陆家嘴多家金融公司工作人员连夜拿着行李于3月27日晚赶回公司。而受到疫情影响，3月下旬有15家寻求在上海科创板进行首次公开发行(IPO)的公司暂停了申请。3月28日當天特斯拉上海超级工厂停工。
中国石化截至4月17日，430余座加油、加氢、充电网点及七成以上易捷便利店保持正常运营。疫情防控形势下，累计为应急救援等特殊车辆加注能源77万车次。截至4月28日，直分销累计配送油品近5000吨，配送589辆车次。其中，复工后日均配送车次比复工前增长80%，日均配送量增长90%。
4月21日，在上午举行的第160场上海市新冠肺炎疫情防控新闻发布会上介绍，目前，全行业日均保供应运输车辆近1300辆，每日运送生活物资达 6000 吨。累计运送药品1221箱，惠及23480户居民。4月1日—4月19日，全行业参与保供应运输车辆累计约2.4万辆次，运送生活物资累计约13.5万吨。
5月，一份对2603家上海中小企业的经营信心电话调查显示，在火锅、自助餐、星级酒店、美容美体行业等四大行业的企业经营者当中，有89%的营业者已经失去经营信心或准备结业。2022年準備擴充規模的企業家佔比不到1%，表示還能「熬一熬，等待機會」的在9%左右。
5月12日上午，位于金山区朱泾镇的上海农商银行朱泾支行恢复线下营业，成为全市首家复工复市的银行网点。截至當天，上海邮政快递业运力恢复到常态水平的六分之一。
5月14日，上海新华书店金山朱泾店復工，這也是首個復工的上海境內的新華書店。
5月18日，上海市金融工作党委、上海市地方金融监管局近日会同有关部门研究制定了《关于推进本市金融机构持续平稳运行更好支持经济社会发展的工作方案》（下称“工作方案”），并梳理形成了第一批金融机构复工“白名单”。首批复工的金融机构“白名单”涵盖864家金融机构，包括中国外汇交易中心、上海证券交易所、上海期货交易所、中国金融期货交易所、上海保险交易所、中央国债登记结算有限责任公司上海总部、中国证券登记结算有限责任公司上海分公司、中国信托登记有限责任公司、中国人民银行征信中心等金融基础设施及诸多中外资金融机构。
5月20日，前滩太古里恢复营业，成為上海市中心首个恢復營業的商业综合体。崇明区各级党政机关工作人员有序返岗，区行政服务中心、乡镇社区事务受理服务中心等政务服务窗口分阶段恢复线下服务。同日
5月26日，普陀区天安千树、上海环球港恢复线下营业。
5月27日，上海當局表示已有三成连锁餐饮企业网点恢复提供线上线下外卖。
5月28日，百联股份旗下商场第一八佰伴、第一百货商业中心和东方商厦旗舰店恢复营业，更多门店和商户将在6月1日恢复营业。豫园商城也于同日恢复线下营业。
5月29日，上海恒隆广场开门迎客。中欧班列上海号恢复出口货运。當天下午，线上举行的上海市第199场疫情防控新闻发布会，介绍最新出台的《上海市加快经济恢复和重振行动方案》相关内容，6月1日起取消企业复工复产“白名单”审批制度。
6月1日，随着上海进入全面恢复正常生产生活秩序阶段，上海各企业园区、写字楼、各购物中心人流量也纷纷恢复。员工已陆续结束“居家办公”生活，回到公司上班。同日上海市场监管、商务、人力资源社会保障、统计、海关、外汇六部门制定政策，2021年度企业年度报告截止时间延期至9月30日；个体工商户年报截止时间延期至12月31日。
6月11日，《上海美发美容服务业复商复市疫情防控指引（第二版）》发布。
6月12日，上海試點在金山、奉贤和崇明三个区部分餐饮企业间恢复堂食。
6月，許多七浦路商店仍因防疫規定，而無法恢復正常營業。6月13日，數百人不滿政府不鬆綁店家經營限制，聚集在七浦路購物商場外，舉標語高呼「退租」，並與身穿黃色背心、舉盾牌的警察爆發衝突，有人被警察壓制在地。
6月16日，百联集团宣布將在三个多月內發放18亿消费券。

### 农业
5月4日，上海市农业农村委副主任叶军平表示农业复产率已达到93%以上，其中蔬菜类复产率已达到98%以上。
5月，上海市浦东新区有290亩南汇8424西瓜滞销，有瓜農網上求助。這一情況被媒體擴散後滞销西瓜陸陸續續售出。

## 教育与考试
自本轮疫情发生后，随着病例的增加，网络上一度出现“上海即将停课、开展线上教学”等消息，不过在3月8日，上海市政府新闻办微信公众号“上海发布”在文章的评论区回应称网传信息不实，但对于因疫情无法到校的学生，会依托“空中课堂”等资源做好在线教学工作。翌日，上海市教委副主任杨振峰表示，上海市教委已进一步优化和升级“空中课堂”资源，有部分学校转为线上教学。3月11日，上海市教委宣布自3月12日起，全市中小学全部调整为线上教学，幼儿园、托儿所停止幼儿入园，各类培训机构和托育机构不得开展线下培训和托育服务。学生可通过上海微校、上海教育电视台等平台和终端听课，相关网站还将提供课程视频下载。同日，上海市教委发布消息，上海市原定于3月19日举行的2022年上半年全国英语等级考试(PETS)推迟举行，合并至2022年下半年全国英语等级考试一并组织实施。本次考试已报名考生可保留考试资格至下一次考试(具体操作办法另行通知)。
3月13日，上海多所高校发布通知，校园实行准封闭管理，师生不跨区域流动，原则上不离校。有固定居所的师生员工可以申请离校居家，经审批后有序离校。课堂教学以线上形式展开。
3月17日，上海市教育考试院发布消息，原定于3月26日至27日举行的3月全国计算机等级考试推迟至下半年举行。
3月23日，上海市教委发布消息，鉴于疫情防控工作进展，2022年初中学业水平考试体育与健身科目统一测试暂停，相应成绩按满分15分计入学生初中学业水平考试总分。日常考核分值和计分办法不变，由学校按往年要求完成。25日，上海市教委宣布普通高校体育类专业统一考试时间暂定在4月23日进行，且为降低疫情传播风险，暂停考试中的“专项技术考试”一项，该项成绩均以满分25分计入总分，4月9日再次宣布延期至5月举行，5月12日第三次宣布延期至6月下旬举行。
3月28日，上海市教育考试院发布消息，上海市原定于4月16、17、23、24日举行的2022年4月（第80次）上海市高等教育自学考试延期至10月举行。
4月27日，上海市教委发布消息，原定5月7-8日举行的2022年上海市普通高中学业水平等级性考试延期举行，具体考试时间及安排另行通知。
5月7日，上海當局表示“上海市秋季高考统考延期至7月7日至9日举行，高中学业水平等级性考试延期至6月18日至19日举行，中考延期至7月11日至12日举行，取消初中理化实验考试、外语听说测试，相关成绩以满分计入学生中考总成绩。”
5月9日，上海市教育考试院表示，原定于5月21日至22日举行的全国大学英语四、六级口语考试（CET-SET）取消。
5月12日，据“上海教育”微信公众号消息，2022年上海市普通高校体育类专业统一考试延期至6月下旬举行。
5月19日，上海市教育考试院表示，上海市原定于6月11日举行的全国大学英语四、六级考试（CET）延期至9月17日举行。
5月20日，上海市人力资源和社会保障局表示，暂停上海地区原计划于2022年6月举行的注册计量师（一、二级）、翻译（一、二、三级）、社会工作者（初、中、高级）、经济（高级）等4项全国专业技术人员职业资格考试。
5月21日，上海市教育考试院提醒仍滞留在外省（区、市）的考生，须于6月4日前（等级考正式开考前14天）返回上海预备参加高中学生学业水平等级性考试及高考组考。
5月24日，上海市教委发布消息，2022年上海市普通高校专升本考试（含退役大学生士兵考生适应能力分流测试）延期至6月19日举行。
5月26日，上海市教委发布消息，全市高三、高二年级学生从6月6日，初三年级学生从6月13日起返校复学；中小学其他各年级学生继续居家在线学习至学期结束，学校可在学期结束前安排一次学生返校活动（包括为小学5年级学生举行毕业典礼等）；幼儿园、托儿所、托育机构等不再安排返园。居家照护确有困难家庭的学生，可自6月6日起申请到校到园，由学校和园所提供相关服务。同時新冠抗原数字化服务平台疫测达上线复学申生康入口。另外对高三、高二和初三同学返校复学不做强制要求，考生和考生家长可以选择返校复学，也可以选择居家线上复习。小学一年级至初二年级2022年上半学期不再组织统一期末考试。同日，上海大学嘉定校区发布消息，嘉定校区自5月30日零点起启动学生分批离校返乡工作。
5月27日，上海市教委发布消息，2022年上海市普通高校面向应届中等职业学校毕业生招生统一文化考试（即三校生高考）延期至7月11日-12日举行。
5月28日，上海教育考试院宣佈2022年上海市普通高中学业水平合格性考试延期举行。
上海发布6月8日消息，上海市教育考试院表示，2022年上海市普通高校体育类专业统一考试（100米跑、原地推铅球、800米跑）将于6月26日（星期日）举行，考试地点安排在上海体育学院（清源环路650号）。6月12日起，考生原则上不得离沪。所有考生落实考前14天健康管理，每日完成体温测量；6月23日-25日按规定完成两次核酸检测（其中6月25日必须完成一次）；考试当天所有考生出发前完成一次抗原检测并拍照，抗原结果正常方可赴考，供入场时核验

## 交通应对
对外交通方面，3月12日深夜，上海市新冠肺炎疫情防控工作领导小组办公室发布通告，即日起市民非必要不离沪，确需离沪的人员须持有48小时内核酸检测阴性报告，来沪返沪的人员须持有抵沪前48小时内核酸检测阴性报告。机场和铁路车站对出发旅客逐一查验相关证明，无法提供证明的劝退；航空到达旅客进行远端查验，登机前查验旅客核酸检测阴性证明；到达时将再次查验，无48小时内核酸阴性证明的旅客，需自费完成检测采样后方可离开。铁路到达旅客在出站口组织查验，对持有48小时内核酸检测阴性证明的旅客快速放行；无48小时内核酸检测阴性证明的旅客，自费完成检测采样后方可离开。但在两天前举行的新闻发布会上表面“市民离沪前和返沪后48小时内各进行一次核酸检测”仅为建议性质，非强制性。4月2日起，上海市强化离沪管控措施，离沪人员除须持有48小时内核酸检测阴性证明外，还须提供24小时内抗原检测阴性证明。抗原检测结果可通过“疫测达”小程序进行上传，可在“随申码”上查询核酸和抗原相关检测结果。上海市机场、码头、火车站以及高速公路等将开展离沪人员核酸和抗原检测结果查验，对于无法提供核酸和抗原检测相关证明材料的，现场予以劝返，不得离沪。翌日起，上海长途汽车客运总站暂停运营；上海市全部9个客运站自3月14日起全部暂停营运，共停班道路客运班线701条，班次1011班。
公共交通方面，3月10日，为降低疫情跨省传播，金山区与平湖、嘉善毗邻地区公交线路进行缩线或停运。而因苏州市本土疫情需要暂停的上海至苏州地区毗邻公交、省际班车客运、省际包车客运、地铁11号线花桥段则继续暂停运营。3月14日起，上海市区至崇明部分轮渡航班暂停运营，市内轮渡载客调整为船舶客位数的50%。上海地铁、公交也加强消毒清洁力度，地铁也同时组织警企联合行动，加强车内巡查，对不规范佩戴口罩的乘客进行劝阻和引导。由于疫情的严峻，上海市民普遍减少了不必要的外出，地铁客流量也出现下降。在3月13日和12日，上海地铁客流量分别为243.1万人次和325.0万人次，相比前一个周末（6日、5日）的532.3万人次和648.9万人次，下降50%左右。为配合疫情防控，保证地铁运营结束后充足的夜间清洁消毒时间，3月18日起，上海地铁暂时取消1、2、7、9、10、13号线周五、周六延时运营，并对全网络运营适时采取相应行车组织调整，包括加大发车间隔，降低行车密度，调整运行交路等。3月23日起，暂停上海轨道交通13号线金运路站、金沙江西路站和14号线封浜站、乐秀路站、临洮路站、嘉怡路站运营服务。
为配合上海新一轮核酸筛查工作，在3月28日5时至4月1日5时第一批筛查区域封控期间，3月27日上海轨道交通黄浦江以东线路（6号线、16号线、磁浮线、浦江线）双向列车始发站发车时间延时至3月28日零点；跨黄浦江线路（2号线、4号线、5号线、7号线、8号线、9号线、10号线、11号线、12号线、13号线、14号线、18号线，仅浦东往浦西方向）列车始发站发车时间延时至3月28日零点，封控区域内的地面公交延时运营到3月27日24时。3月28日起至3月31日，上海地铁暂停黄浦江以东、以南区域（包括2号线陆家嘴站至浦东国际机场站、4号线浦东大道站至塘桥站、5号线西渡站至奉贤新城站、6号线全线、7号线后滩站至花木路站、8号线中华艺术宫站至沈杜公路站、9号线商城路站至曹路站、10号线双江路站至基隆路站、11号线东方体育中心站至迪士尼站、12号线东陆路站至金海路站、13号线世博大道站至张江路站、14号线陆家嘴站至桂桥路站、16号线全线、18号线昌邑路站至航头站、磁浮线全线和浦江线全线）所有车站运营。第一批筛查封控区域内的所有公交线路停驶，过境封控区域的公交线路绕行，开往封控区域内的公交线路缩线运行；机场环一线、机场八线停运；机场一线、机场二线、机场四线、机场五线、机场九线、机场守航夜宵线正常运营；机场七线由浦东机场缩线至龙阳路下客站；出租车禁止在封控区域内行驶及从事营业性经营活动（配发通行证的部分巡游出租汽车可在机场七线龙阳路下客站从事在浦东新区区域内的上客业务）；各巡游车预约调度平台、网约车平台暂停承担跨上述区域的预约业务。3月28日至4月4日期间，省际客运、市内包车在封控区域内停运；金山铁路、黄浦江轮渡、三岛客运全线停运。此外，筛查区域分批次封控期间，所有高速公路收费站临时关闭，过江隧桥暂停通行；9个环沪市境陆路高速道口出沪方向实施交通管制，离沪车辆所载驾乘人员需持48小时内的核酸阴性证明。3月28日5时至4月5日3时，嘉定区G2京沪、G15朱桥，青浦S26沪常、G50沪渝、S32申嘉湖，松江G60沪昆，金山S36亭枫、G15沪浙，崇明G40崇启等9个环沪市境陆路高速道口出沪方向实施交通管制，离沪车辆所载驾乘人员需持48小时内的核酸阴性证明。无证明不予通行。4月1日3时-4月5日3时第二批筛查区域封控期间，浦西范围内所有轨道交通站点均封站停运；浦东、浦南地区（黄浦江以东以南地区）部分线路和站点将继续维持封站停运，具体停运范围包括：1号线全线、2号线徐泾东站至南京东路站、3号线全线、4号线全线、5号线全线、7号线全线、8号线全线、9号线松江南站站至小南门站、10号线全线、11号线全线、12号线全线、13号线金运路站至世博会博物馆站、14号线封浜站至豫园站、15号线全线、17号线全线、18号线丹阳路站至长江南路站；浦东区域其他轨道交通线路将恢复运营，其中包括全程在浦东区域的6、16号线和磁浮、浦江线。4月1日晚，上海地铁再次调整运营安排，4月2日至4日，除6号线、16号线在7：00——20：00缩时运营外，其他线路暂停运营。受此影响，4月2日上海地铁总客流为1800人次，4月4日仅为1200人次，乘客主要以驻站值班民警和医护人员为主。4月4日晚，上海地铁再次发布通告，因疫情防控工作需要调整的运营安排自4月5日起维持不变，直至另有通知。浦西封控区域内的所有公交线路（机场线另行安排）停驶；过境浦西封控区域的公交线路绕行；开往浦西封控区域内的公交线路缩线运行。机场二线、机场四线、机场五线、机场九线停运；机场七线由浦东机场缩线至龙阳路站；机场环一线、机场八线、机场一线和机场守航夜宵线正常运营，其中机场一线和机场守航夜宵线不停靠封控区域内站点。巡游出租汽车和网约车禁止在封控区域行驶及从事营业性经营活动（配发通行证的巡游出租汽车可在上海站南广场、上海南站北广场、上海虹桥站北上客点以及虹桥机场T1和T2航站楼的出租汽车候客站上客，从事至封控区域内的运送业务）。各巡游车预约调度平台、网约车平台暂停封控区域的预约业务。省际客运、市内包车在封控区域内停运。铁路上海西站、南翔北站、安亭北站、安亭西站、松江站、松江南站、金山北站停止上下客。4月5日起，机场线新增机场环一线、机场守航夜宵线停运，其它运行线路方案维持当前状态不变。4月6日起，上海西站、南翔北站、安亭北站、安亭西站、松江站、松江南站、金山北站继续暂停旅客进出站乘车业务。4月15日11：50起，地铁6号线德平路站暂停运营服务，此前五莲路站已暂停运营。4月21日起，6号线北洋泾路站暂停运营服务。4月20日，上海地铁总客流为1400人次。5月9日8时45分起，16号线惠南站、惠南东站暂停运营服务。5月10日13时起，上海地铁6号线和16号线全线停止运营服务，至此上海地铁全线网暂停运营。
为缓解上海市疫情防控压力，3月15日，中国民航局运输司副司长徐青在发布会上回应称，经国务院联防联控机制研究决定，自3月21日至5月1日期间，调整部分上海入境国际客运航班，涉及国航、东航、上海航、吉祥航、春秋航等5家航空公司22条航线，共计106班。上述航班入境点将由上海浦东机场调至成都、大连、福州、杭州、济南、昆明、南昌、宁波、厦门、太原、长沙、重庆等12个口岸机场。
3月27日晚間，上海宣佈變相封城後，國外飛往上海的多個國際航班也臨時取消。當天一架瑞士航空飛往上海的航班（航班号为LX188）在起飛前20分鐘宣佈取消，兩百多名旅客滯留蘇黎世機場，引發滯留的中國旅客不滿。中國旅客指責航空公司不負責任，還有中國旅客群起高唱義勇軍進行曲。
3月31日，为了满足回沪旅客、浦东地区部分离沪旅客的出行需求，上海新开了1条机场铁路串联专线（约50公里），设站（4站），途经虹桥枢纽西交通中心、铁路上海南站南广场、铁路上海站北广场、浦东东方路潍坊路公交枢纽站。每日5时至23时30分，该线路双向行驶，乘客可凭借当日机票或铁路客票并持48小时以内核酸阴性证明乘车，最大发车间隔30分钟，坐满即发。虹桥枢纽西交通中心→东方路潍坊路公交枢纽站方向，至东方路潍坊路公交枢纽集中下客，其他各站点只上客不下客 ；东方路潍坊路公交枢纽站→虹桥枢纽西交通中心方向，在东方路潍坊路公交枢纽站集中上车，其他站点只下客不上客。单一票价15元。车载自助扫码支付（仅支持微信支付、支付宝支付）。考虑到虹桥机场、浦东机场、上海火车站、上海虹桥火车站、上海南站可能出现的客流情况，上海市道路运输局准备了公交车100辆、客运大巴100辆、出租汽车200辆，可直接将旅客驳运到铁路上海站北广场，再由相应的应急出租汽车做好点对点疏散。
4月2日起，上海地铁的中只有6号线和16号线的41座车站仍舊运营。
4月5日3时后，上海的轨道交通（除6号线和16号线）、公交、巡游出租汽车和网约车、道路旅客运输、铁路客运、水上客运繼續停運。机场线除机场环一线、机场守航夜宵线停运外，其它的机场线繼續运行。离沪乘客如果核酸检测阴性证明在24小时之内，可免除抗原检测证明。
4月17日，为缓解市民普通就医交通需求，上海市交通委组织各相关巡游出租汽车运营企业，根据各街镇需求，提供相应运力，由区或街镇统一调度、管理和使用。就医保障巡游出租汽车仅供市民普通就医使用，严格落实防疫措施，实行点到点运输。4月18日起，有普通就医用车需求和中心城区各医院出院返家的市民可预约用车。
4月下旬起，因上海疫情影响造成前往中國大陆的航班及船隻減少，无法保证足够的运力，美國郵政署、加拿大邮政、日本郵政暫停向中國全境寄送包裹和小包業務，平郵寄遞服务维持正常；UPS、联邦快递則暫停受影响地区的進口服務。不过联邦快递在21日发布通知称，鉴于上海的情况有所好转，自4月25日起，联邦快递国际优先、国际经济、TNT Express入境服务等进入上海浦东机场的相关业务将恢复，国际经济货运、国际优先货运、国际优先直接配送等国际货运服务继续暂停。世界贸易专家斯塔默（Vincent Stamer）表示，上海出口量下降了近三分之一，“在封锁开始三周后，目前本应离开上海的货物中，约有30%没有离开。换句话说，向世界其他地区的出口减少了30%。”
4月26日，上海市卫生健康委副主任赵丹丹再次表示上海实行“非必要不离沪”，离沪人员除须持有48小时内核酸检测阴性证明外，还须提供24小时内抗原检测阴性证明。
5月1日至12日，浦东机场日均保障货运航班118架次，日均货运量5300吨以上，比4月同期分别提高了37.02%和64.65%。5月12日当天保障货班起降144架次、货邮6212吨，均回升至4月以来的阶段新高。
5月4日起，金山区吕巷镇允许私家车区内有限通行，防范区内的村居民患者可以提前预约挂号，预约后由患者本人或由陪同人员一起驾乘私家车，凭证明点对点区内通行前往预约医疗机构就诊。
5月8日，崇明区启用来（返）崇人员“入崇报备”线上平台。拟来（返）崇人员应至少提前24小时，通过登录“入崇报备”平台，线上向目的地村居进行报备；对没有智能手机的老年人，仍可通过电话形式向目的地村居进行报备。入崇道口等关键点位在查验来（返）崇人员健康码“绿码”、通信行程卡、48小时内核酸检测阴性报告或24小时内抗原检测阴性报告的同时，要核验其报备信息。
5月13日至5月15日，崇明城桥镇区域内运营的公交线路城桥1路、城桥3路、城桥5路启动试运营，作为进一步复工复产的交通演练。试运营期间每1.5小时一班车，运营时间为7时至17时。乘客上车需扫场所码，并出示48小时内核酸阴性报告。
5月13日，京沪高速铁路股份有限公司以文字互动形式举行2021年度业绩说明会。公司董事会秘书赵非在业绩会上表示，公司2022年一、二月份的经营情况好于去年同期，保持了增长，三月份受地方疫情严重影响，客流同比下降较大，但最终一季度仍然保持了盈利。京沪高铁独立董事张星臣在业绩会上表示，上海、北京疫情对京沪高铁运营的影响是历年来最大的；赵非表示京沪高铁无论本线还是跨线列车都受到了疫情的严重影响，按照疫情防控政策要求和客流情况减停了大部分列车。一位分析师表示，由于高速铁路的客户以短途旅程为主，山东、江苏北部仍然具有一定的客流。而京沪高铁在路网中的通道效应以及在东部地区运输作用显著。一旦疫情形势好转、限制解除，出行很快会恢复常态化。
5月15日起，上海至南昌高铁陆续恢复开行，首班G1373次于中午12时12分到达南昌西站，首批80余名上海返赣人员顺利抵达，返赣人员将实行点对点闭环管理。5月16日起，吉祥航空恢复上海浦东-福建龙岩往返航班（HO1145/1146），是上海全域静态管理后吉祥航空恢复的首个上海始发国内定期客运航班。5月18日起，春秋航空上海往返昆明航班复航，同时开设仅面向在沪学生的上海飞大连航班。当日上海市副市长宗明介绍上海市有序恢复交通的有关安排，巡游出租车、私家车可在社会面清零的金山、奉贤等非中心城区和浦东新区相关镇域范围通行，在徐汇、黄浦等中心城区以及拓展区的闵行、宝山区和浦东新区相关街道范围暂凭机动车电子通行证通行，继续提供就医等应急需求的预约用车。5月22日起，地面公交和轨道交通有条件逐步恢复运营。网约车参照社会车辆通行管理要求。对外交通方面，从当日开始铁路逐步增加上海虹桥站、上海站等的到发列车数量，逐步恢复正常运行。后续，航空逐步恢复国内航班执飞上海，适时调整国内外航司执飞上海航班的客座率。上海地铁自当日起在全线网进行调试演练压力测试。
5月16日，奉贤区8条公交线路恢复运营。
5月16日当天，上海虹桥火车站开行旅客列车12趟，出发旅客7000人左右，到达旅客约1000人，站内候车旅客约有2000人。旅客发送量相较于4月中旬的单日发送旅客不足千人，已经呈现增长态势。由于目前公共交通基本停运，旅客前往虹桥站通过各种方式，打车、约车、共享单车、步行的都有。近期，上海主要恢复了武汉、天津、西安、昆明、南昌、厦门、广州南等方向列车。同時巡游出租车、私家车可在社会面清零的金山、奉贤等非中心城区和浦东新区相关镇域范围通行，在徐汇、黄浦等中心城区以及拓展区的闵行、宝山区和浦东新区相关街道范围暂凭机动车电子通行证通行。
5月17日，上海市出租车统一服务平台“申程出行”恢复在金山区、奉贤区、崇明区、青浦区、松江区、嘉定区的服务，且无法使用“一键叫车”功能。乘客须48小时内核酸结果为“阴性”且所在区域为可出行区域，上车后扫描车内场所码。
5月18日，金山5条公交线路恢复运营。同日起允许私家车在镇域范围内上路通行。同日，铁路部门在上海地区开行12趟列车的基础上，恢复开行上海虹桥站至宁波、阜阳西、石家庄3趟旅客列车，恢复开行上海站至南京、合肥南、杭州东、盐城5趟旅客列车。上海市公安局表示，对有工作、学习、生活等确需驾驶机动车离沪的人员，在符合疫情防控规定的前提下，可向有关单位提出申请。有关单位经核实后，出具离沪证明。相关人员凭离沪证明驾驶机动车离沪，点对点前往外省市目的地。离沪证明自申报的出发之时起6小时内有效，同时严禁藏匿夹带无凭证人员、非法营运等违法违规行为，一经发现，依法处置违法违规行为。
5月19日，上海市副市长张为介绍，上海分步、稳妥地推进城市公共交通系统的恢复。第一阶段是在远郊区开展公共交通压力测试，金山、奉贤、崇明等区逐步恢复区内公交线路，巡游出租车也正在逐步开放通行；第二阶段是从5月22日起逐步恢复跨区公共交通。轨道交通将首先恢复3、6、10、16号线，地面公交优先恢复273条线路，以此为基本网络覆盖所有中心城区，以及全市机场、火车站、三甲医院和各区中心医院（其中连接虹桥、浦东两大机场的始发线路8条；连接铁路上海站、铁路上海虹桥站的始发线路19条；途经医院的线路212条；与轨道3、6、10、16号线衔接配套线路34条）。此外私家车、巡游出租车的通行，也在同步研究恢复方案。对外交通在维持离沪要求不变的基础上（“48小时核酸阴性+24小时抗原阴性证明”或者“24小时核酸阴性证明”），逐步增加上海虹桥站、上海站到发列车数量。第三阶段是，待疫情形势彻底平稳，市内公共交通将全网恢复基本运行，对外交通也将基本恢复。转向常态化防控之后，上海在车站、车厢等处广泛设置“场所码”“数字哨兵”，引导乘客扫码乘车，所有乘客须持48小时核酸阴性证明乘坐公共交通。上海将加快推进“出行即服务”（MaaS）系统建设，整合支付和验码环节，实现一码通行；设置车站缓冲区，迅速开展异常处置等。由于疫情期间公共交通尚未恢复，共享单车成为疫情时期市民出门的首选，甚至是唯一选择。截至5月19日，上海地区近15天哈啰单车骑行用户量环比上涨超过80%；美团单车近一周其用户量环比上涨超过150%。
5月20日，中国东方航空由上海飞往大连的MU6335航班、上海航空由上海飞往鄂尔多斯的FM9393航班恢复执行，这也是东航在上海实施静态管理之后，首批重新恢复的上海出港国内客运航班。截至當天浦东机场货班货量已回升至常态水平八成。
5月21日，上海青浦原计划5月22日起恢复的公交线路暂缓运营。从当晚起，上海多区陆续拆除区界路障，有序恢复地面交通。
5月22日起，上海轨道交通3、6、10、16号线恢复运营，运营时段均为7时至20时，其他线路仍暂停运营。其中虹桥火车站站仅服务抵离沪铁路旅客，须持有当日铁路上海虹桥站到发车票方可进出站；虹桥1号航站楼站、虹桥2号航站楼站仅服务于抵离上海的民航旅客，须持有当日虹桥机场相应航站楼到发航班机票方可进出地铁站。5月22日至5月31日期间，上海优先恢复273条线路运营，主要服务于全市机场、火车站、三甲医院和各区中心医院。相關路障會被清除。为做好恢复运营后的公共交通疫情防控工作，上海市交通委发布乘坐市内公共交通等交通工具须知。乘客乘坐地面公交、轨道交通、水上客运、巡游出租汽车、网约车等交通工具，乘客应体温正常（＜37.3℃）、随申码为绿码、有48小时内核酸检测阴性证明，须全程规范佩戴口罩。乘坐交通工具应主动扫描“场所码”，同时鼓励并引导将交通卡与本人身份信息进行关联。上海公共交通卡公司于5月22日22：00上线“交通卡登记关联”服务，市民可通过“上海交通卡”应用程序、“上海公共交通卡”微信公众号以及线下扫码等方式将常用交通卡进行关联。5月22日公共交通恢复运营首日，上海地铁总客流为1.78万人次；久事公交集团发送班次4234个，运送乘客8225人次。上海虹桥站和上海站共开行旅客列车48列，发送旅客3.7万人次。
5月23日，金山区副区长曹婕表示，5月24日起允许私家车在全区范围内通行。
5月25日起，上海市道路运输局表示，在维持各区街镇现有就医保障车辆基础上，将组织强生、大众、海博、锦江等出租公司再投放约2000辆车辆，进一步满足市民就医、离沪的出行需求。远郊区市民相关需求，以区域出租汽车保障为主。同日起金山区公交线路、区内巡游出租车（仅提供目的地为金山区域内及虹桥枢纽和浦东机场的用车服务）全面恢复，另安排2条市通郊线路往返虹桥枢纽。
5月26日起，浦东新区再恢复115条公交线路。其中通过一次换乘公交或轨道交通到达上海火车站的线路有20条；方便张江科学城、金桥开发区、外高桥、陆家嘴金融城、世博前滩区域等重点地区出行以及途经轨道交通站点的线路有47条；途经医疗机构的线路有21条；途经大型商业体及超市的线路有27条。
5月26日，“上海交通”公众号通知，上海出台新冠疫情防控期间公共停车收费减免政策。所有收费道路停车场和国有公共停车场（库）免收停车费。非国有公共停车场（库）鼓励参照实施。免收时限分区规划，第一批封控区(浦东、奉贤、金山、崇明、闵行区浦锦街道和浦江镇以及松江区叶榭、泖港、新浜、石湖荡四镇)自3月28日起，至车主封闭管理结束、道路开放车辆通行为止。其他区域，自4月1日起，至车主封闭管理结束、道路开放车辆通行为止。针对后续常态化防控期间停车费实行优惠，通知显示，收费道路停车场在车辆滞留期间实行按日计费，计费标准按照车辆停放在内环线内重点区域、内环线内其他区域、内外环线间(含外环线外城镇)等不同区域，分别执行12元/日、10元/日、6元/日的优惠价格。在国有公共停车场(库)原实行按时长收费的，在车辆滞留期间统一按日计费，计费标准按照不高于所在区域收费道路停车场相关优惠价格的原则执行。
5月27日起，奉贤区宣布取消出入证管理；机动车取消单双号限行，仅限在本区通行，不得擅自跨区；取消道路路障设施。
5月30日，浦東新區恢复除跨区线路外的所有公交線路。同日起上海地铁“Metro大都会”客户端推出“一码通行”服务，乘客扫码进站乘车时可同时显示核酸检测和健康码状态。
6月1日起，上海市域内地面公交、轨道交通全网恢复基本运行，对江轮渡（含三岛客运）有序恢复运行；全市终止施行机动车电子通行证制度，巡游出租车、网约车恢复正常运行；除中高风险地区和封控区、管控区外，私家车和单位用车正常出行。对驾驶机动车出入市域道口的，按现有规定执行。上海市交通委副主任刘斌在发布会上表示，6月1日起市域内公共交通、对外交通全网络恢复基本运行，对江轮渡（含三岛客运）有序恢复运行。初期运行间隔适当加大，并将视客流情况及时增能；6月6日起，根据客流变化、疫情管控措施变化，适时动态调整交通保障方案，直至恢复正常运行。轨道交通全网络恢复基本运行，继续暂时关闭7个车站；首末班车及运营时间恢复常态，暂不恢复周末延时运营。地面公交线路全网络恢复基本运行，首末班车时间恢复以往平时运行状态；疫情期间开辟的串联专线6月1日起取消营运，公交高峰线、夜宵线暂缓恢复运行。6月6日起，公交全网络恢复正常运行（途经中、高风险区域的公交线路实施跳站运行）；旅游线、毗邻公交线视后续疫情防控形势再确定恢复时间。巡游出租汽车、网约车恢复正常运行，但禁止承运中、高风险区域的营运业务。离沪、就医出行及机场、铁路重点区域巡游出租汽车等应急保障工作同步取消。全面恢复共享单车运营，督促运营企业加强共享单车管理。对外交通方面，浦东、虹桥两大机场逐步增加国内航班，适当提升国际航班客座率；上海站、上海虹桥站持续运行，上海南站、金山铁路恢复基本运行，逐步增加各站到发列车数量。上海西站、南翔北站、安亭北站、安亭西站、松江站、松江南站、金山北站将于6月20日左右恢复办理客票业务。道路省际客运、水路省际客运视起讫地防控政策，一线一方案协商恢复。据青浦区交通委员会消息，根据6月1日公共交通整体运营方案安排，轨道交通2号线淞虹路站以西区段暂不恢复运行，为方便市民出行，地面公交开设两条临时接驳线路：申昆路站临时短驳线（起讫站：轨交17号线蟠龙路站-申昆路枢纽，中途不设站）；淞虹路站临时短驳线（起讫站：轨交17号线蟠龙路站-轨交2号线淞虹路地铁站，中途不设站），运营时间：6:00-22:00。同日，上海公共交通卡公司将“乘车码”与“随申办”健康信息的关联通道对接，实现“一码通行”。“上海交通卡”App及云闪付、支付宝、微信等各大流量平台App端内的“上海公共交通乘车码”将自动即时关联验证用户的“随申码”状态。

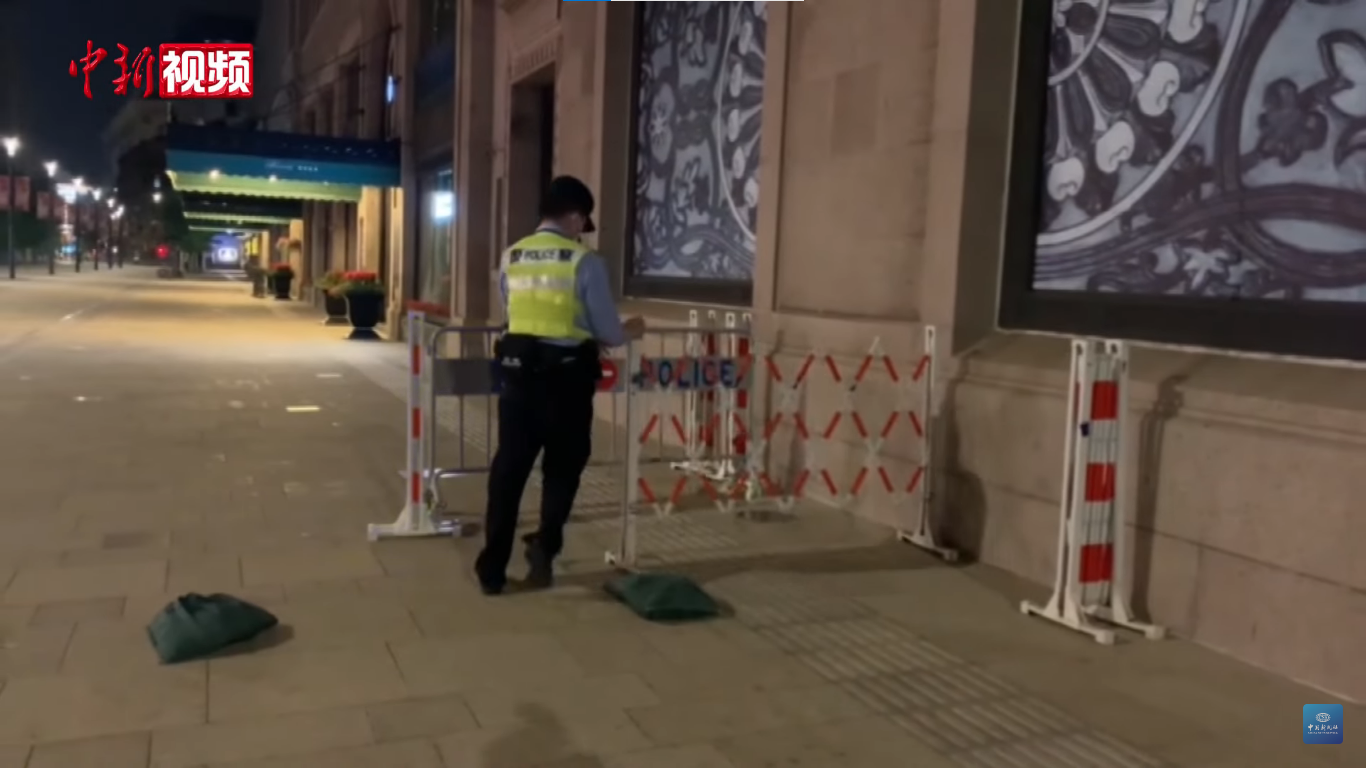
5月31日深夜，警方将外滩江堤铁栅栏在内的多处路障撤离

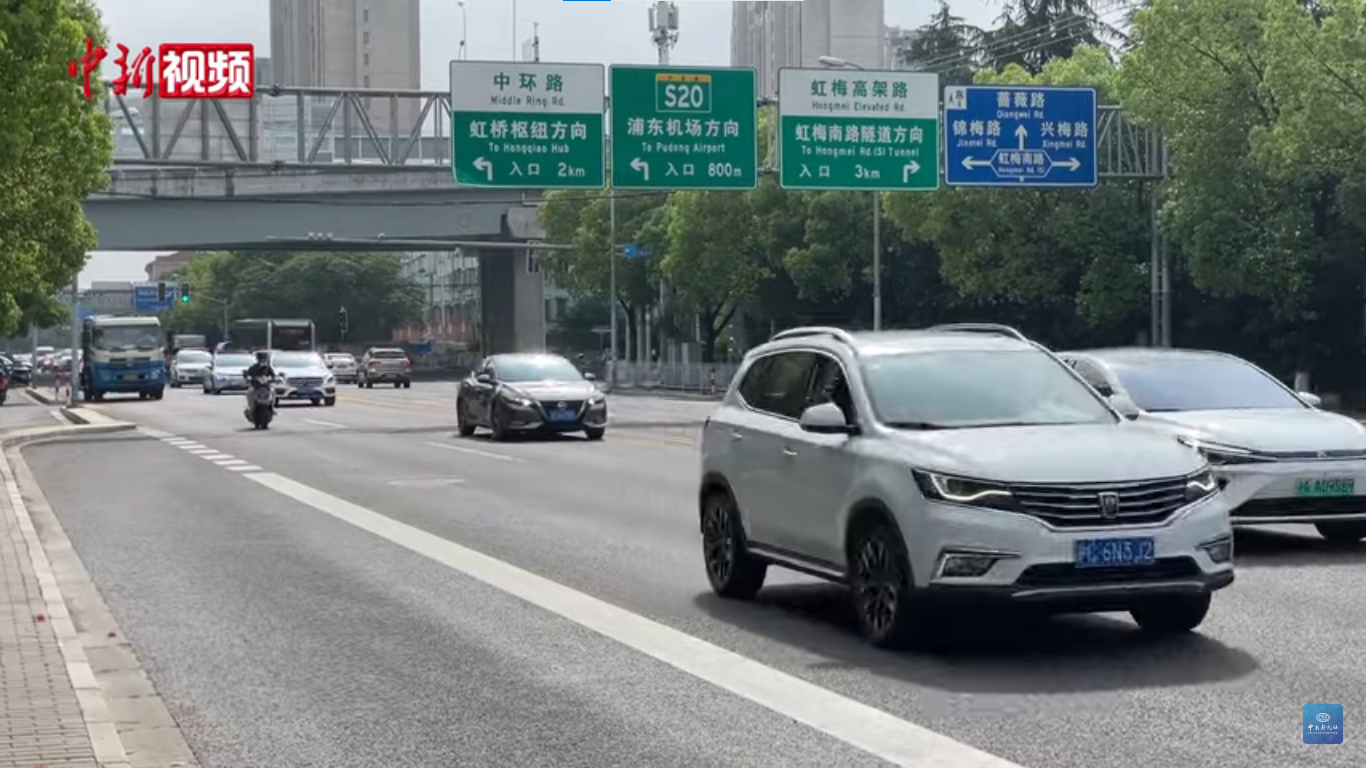
6月1日，上海全面恢复交通后的车流

在5月31日（临近6月1日零点），上海警方提前将区交界路口、跨江隧桥等区域的隔离护栏进行了拆除。在恢复交通后的不到半小时内，延安路高架前往外滩方向上的车流已经出现了长段拥堵。当天早上7时到9时的早高峰时段，上海交通运行总体有序安全平稳畅通，车流量较疫情期间明显上升，约为疫情前工作日早高峰的六成左右，8时30分许出现峰值约为32.8万辆，未出现拥堵路段。全市发生车辆抛锚18起，较疫情前工作日常态上升五成左右。由于封控时间较长，不少车主发现车辆车况不佳，因此当天上海多家汽修店复工后便迎来了大批顾客。有汽修店表示当日已经爆单，仅对会员车主服务。途虎养车、车享家等多家连锁汽车售后公司表示，途虎养车有70%以上的店铺重开线下门店，车享家也过八成门店重开，建议车主先预约，再前往。截至6月1日中午12点，上海地铁全网累计运送客流102.7万人次，约为疫情初期3月15日同时段的53%。客流量排名前五位的线路分别是9号线10.6万人次、1号线10.0万人次、8号线8.6万人次、2号线8.5万人次和11号线8.2万人次，车站排名前五位的分别是世纪大道站4万人次、人民广场站3.6万人次、徐家汇站3.3万人次、莘庄站2.1万人次和静安寺站2.1万人次。截至6月1日17时，全网累计运送乘客167.5万人次，较疫情初期3月15日同时段减少93.5万人次，降幅35.81%。全网络恢复基本运行的初期阶段，各线路列车最小行车间隔约5至10分钟，较以往有所延长，运营交路也有所调整。据美团单车消息，6月1日早高峰的骑行量较上周同期涨幅达535%。美团单车数据显示，6月1日早上，骑行热点区域主要集中在6号线世纪大道地铁站、10号线新天地地铁站、3号线中山公园地铁站等轨交枢纽，新天地商圈、中山公园商圈、徐家汇商圈等也迎来了骑行小高峰。另外上海各大交通枢纽也迎来不少客流，上海浦东国际机场、上海虹桥国际机场、上海虹桥站均进入交通枢纽实时客流指数榜单前十，其中上海虹桥站客流指数较平日大涨121.14%。
上海轮渡6月5日公告称，6月6日零时起所有轮渡航线恢复原来营运时间和运力安排，6月6日轮渡公司表示，截止到6月6日中午12点，上海轮渡测温人数为17747人次，而6月1日全天的客流为23517人次。截止到6月6日中午12点，上海轨交全网累计运送客流252.08万人次，较疫情初期的3月15日同段，增加58.19万人次，增幅30.01%；较6月1日同时段的102.7万人次，增加了近150万人次，增幅近150%。其中，客流最多的9号线，乘客人次为27.31万人次，较6月1日同时段的10.6万人次，增长了近170%；车站客流最大的世纪大道站，乘客人次为10.67万人次，较6月1日同时段的4万人次，增长了近150%。截至13时30分，中运量71路车队乘客人次为5800余人次，较6月1日同时段的3500人次，增长了近6成。。
6月6日起，久事公交集团所属28条高峰线和34条夜宵线全面恢复营运。
6月6日起，临港捷运介绍，临港中运量1号线及4条临港定制班线恢复运营。
6月20日起，铁路部门恢复办理上海地区（上海西站、安亭西站、安亭北站、松江南站、松江站、南翔北站、金山北站）7 个车站，苏州地区（昆山站、昆山南站、阳澄湖站）3个车站的旅客进出站乘车业务。标志着上海、苏州地区所有铁路客运站均恢复办理客运业务。金山铁路列车车次全部恢复。金山卫站北进站口、北出站口恢复开放。
6月20日-21日，上海與昆山、太倉、吳江恢復跨省通勤。
6月21日零时，闵行区七宝镇合围区内（外环高速、吴中路、北横泾、沪渝高速）173路，519路，709路，739路，776路、776路区间，867路，911路，闵行18路，七宝2路，10条公交线路采取临时绕改道、封站措施。
6月22日起，上海站、上海南站、上海虹桥站中转便捷换乘通道恢复。
7月1日起，根据国务院联防联控机制《新型冠状病毒肺炎防控方案（第九版）》有关要求，上海市调整对离沪来沪返沪人员管控措施。对上海市高风险区采取“足不出户、上门服务”等封控措施；对7日内有高风险区旅居史的来沪返沪人员，抵沪后实施“7天集中隔离医学观察措施”，实行相应频次的核酸检测。对上海市中风险区采取“人不出区、错峰取物”等管控措施；对7日内有中风险区旅居史的来沪返沪人员，抵沪后实施“7天居家隔离医学观察”，实行相应频次的核酸检测。如不具备居家隔离医学观察条件，采取集中隔离医学观察。上海市低风险区（即辖区内有中高风险区的街道（镇））离沪人员，须持48小时核酸检测阴性证明；对7日内有低风险区（即中高风险区所在县（市、区、旗)的其他地区）旅居史的来沪返沪人员，抵沪后3天内完成2次核酸检测，做好健康监测。对7日内有高中低风险区旅居史的来沪返沪人员，应在抵沪后尽快且不得超过12小时向所在居村委和单位（或所住宾馆）报告。
7月2日起，上海地区逐步恢复开行进京列车（北京南站、北京丰台站），铁路客票预售期15天（含当天），进京旅客仍需查验“北京健康宝”绿码和48小时内核酸阴性证明。從當天起，京沪航班批量恢复。
7月3日，申通地铁集团介绍7月4日运营开始起，上海地铁2号线（西延伸段）徐泾东站、虹桥火车站站、虹桥2号航站楼站，以及11号线花桥站、光明路站、兆丰路站恢复运营。至此，除11号线上海赛车场站仍暂停运营外，上海地铁全网其他所有车站均提供正常运营服务。
7月4日起，上海交运巴士所属各客运站恢复营业。
上海铁路局7月6日，恢复开行G7168/9（上海虹桥-亳州南）、G7156/7（上海虹桥-芜湖）、等车次。同时，增开G4397/6（南京南-濮阳东）、G4579（南京南-长沙南）等车次。
7月12日，上海铁路，恢复开行G7124（上海虹桥—南京）、Z99（上海—广州东）等车次。同时，增开G7108（上海虹桥-南京）、G7272/3（上海-安庆）等车次。

## 免职与问责
3月15日，上海市政府副秘书长、市疫情防控领导小组办公室主任顾洪辉表示，作为入境隔离点的华亭宾馆管理疏漏引发本土感染并导致传播，影响巨大。上海市已成立调查组，对华亭宾馆集中隔离点开展专项调查，将对失职人员展開追责。
4月7日上海市纪委监委表示，上海机场集团下属虹桥公司消防急救保障部党委副书记、总经理李水飞於3月24日在机场委外一名单位新冠肺炎核酸检测阳性员工转送过程中的不作為导致转运进程迟滞，因此其被撤销党内职务和行政职务。另外黄浦区精神卫生中心党支部副书记、院长周宝国被指管理不严，导致该中心浦东分中心多名病人、员工感染，因此被免去党内职务和行政职务。
4月8日，上海紀監委在微信公眾號上表示，浦东新区区委委员、北蔡镇党委书记蔡永强，党委副书记、镇长徐建军在疫情防控工作中履职不力造成疫情外溢，浦東新區区委常委会决定免去蔡永强浦东新区区委委员、北蔡镇党委书记、委员职务；免去徐建军北蔡镇党委副书记、委员职务，並按程序免去其镇长职务。另外上海紀監委又表示洋泾街道办事处副主任黄伟在疫情防控中工作消极推诿，对街道疫情防控工作造成严重影响。浦東新區区委常委会决定免去黄伟洋泾街道办事处副主任职务。
4月9日，梅陇镇党委书记陈冬发、党委副书记、镇长张震被免職，新虹街道办事处派驻隔离酒店专班负责人李伟康被停職。
4月14日，嘉定区殡仪馆以疫情防控为由，违规拒不提供相关殡仪服务，给逝者家属造成精神伤害，产生严重不良社会影响。4月21日，该殡仪馆党支部书记、主任陆建良被诫勉，副主任陶杰、姜益青被党纪立案，接受进一步调查。
4月19日，闵行区梅陇镇副镇长任伟萍、经济发展办公室主任栗爽，在发放保供物资过程中存在失职渎职问题，致使不合格猪肉产品发放给社区居民，造成严重不良影响。两人均被党纪政务立案，接受进一步调查，并按程序分别被免去副镇长、经济发展办公室主任职务。
4月20日，上海通報3起疫情防控中不作为问题。浦东新区曹路镇阳光苑第二居民区委员会委员、社工季蓓被指在疫情防控工作中不服从安排，拒绝承担工作任务。季蓓被政务立案调查，并被解除劳动关系，免去居委会委员职务；闵行区地区办党组成员、副主任胡柏嵩被指不服从区委安排，沒有及时到岗，被党纪政务立案，并被免去闵行区地区办党组成员、副主任职务；青浦区金泽镇商榻居民区党总支书记、居委会主任陈建国被指工作不作为，导致社区防疫工作出现疏漏，陈建国被免去商榻居民区党总支书记、委员职务以及居委会主任职务。
4月27日，寶山區張廟街道在发放外省捐赠的蔬菜礼包过程中，有些部分蔬菜礼包未及时发放导致腐烂毁损，宝山区张庙街道办事处副主任郇秀志、杨成，社区党群办主任欧阳智被指負有責任；並且外省捐赠的蔬菜礼包部分被人倒卖，郇秀志同樣被指负有责任。郇秀志、杨成、欧阳智3人均被停职检查並被党纪立案。另外，上海新江内燃机厂公寓负责人张喜生侵吞政府防疫保障物资，接受上海市宝山区监察委员会监察调查。不過郇秀志於同年6月恢复原职务。官方對此出面表示在对其作出纪律处分后，停职检查自行终止。官方還表示期间郇秀志作了深刻检讨，并主动服从安排，「积极投身」抗疫一线。
4月30日，上海市纪委监委通报，上海在全市组织开展保供物资“大礼包”专项监督检查，从严从快查处违纪违法问题。全市纪检监察机关已核查保供物资采购发放领域问题线索108条，已党纪政务立案6人、谈话提醒4人、组织处理5人。
5月1日，上海市纪委监委通报，宝山区张庙街道党工委书记施永根、张庙街道泗塘二村振兴居委会书记周东红、主任倪传悦在负责发放政府保供物资和外省捐赠的食品礼包过程中，组织不力、作风拖沓，对部分物资未及时发放导致腐烂浪费问题负有责任，造成严重不良影响。施永根、周东红、倪传悦3人均被免职，并接受进一步调查。
由於普陀區長征鎮新长征福利院一尚未死亡老人被誤送到殯儀館，5月2日，普陀区民政局党组成员、副局长黄耀红，养老服务科科长刘颖华，长征镇社会事业发展办公室主任吴友成，新长征福利院院长葛芳等被免职；普陀区民政局党组书记、局长张建东被党纪立案。同时，普陀区卫健委决定依法吊销涉事医生田某某医师执业证，并由公安机关对其立案调查。普陀区民政局对新长征福利院启动行政处罚程序，并派驻工作组进驻该福利院开展后续工作。
5月3日，黄浦区半淞园路街道党工委书记顾建莺，党工委副书记、街道办事处主任漆小云在疫情防控工作中，对辖区全员核酸筛查组织不力、阳性感染者转运不及时、保供物资管理混乱等问题负有责任，对全区疫情防控工作造成严重影响，均被免职。
5月14日，杨浦区控江路街道在组织转运密接人员过程中，工作不实不细，对密接人员到达隔离点后无法按计划入住，并造成严重不良影响负有责任。该街道党工委副书记、办事处主任孟焱和党工委委员、办事处副主任瞿佳欢被党纪立案，接受进一步审查。
6月11日，上海市委就華亭賓館集中隔离点有关问题做出處理，要求徐汇区委、区政府向市委、市政府作出书面检查、整改；对区委书记曹立强予以批评并责令作出书面检查、整改；对区委副书记、区长钟晓咏给予党内警告处分；对区政府党组成员、副区长高天给予党内严重警告处分并免职；对副区长方雷给予政务降级处分并免职；对区卫健委党委副书记、主任任雪雷和区民政局党组书记、局长郭艳楣均给予撤销党内职务和政务撤职处分。同时，对其他7名责任人员分别给予党纪政务处分和谈话处理。同日，徐汇区通报，因红玫瑰美容院存在违反防疫要求的行为，且徐汇区市场监督管理局湖南市场监督管理所未有效落实监管职责。根据调查结果，责令红玫瑰美容院停业整顿。对上海新路达商业（集团）有限公司董事长李研给予党内警告处分；对上海新路达餐饮服务业管理有限公司总经理韩小晖给予党内严重警告处分，按程序免职；对徐汇区市场监督管理局副局长毛洁给予党内警告处分；对徐汇区市场监督管理局湖南市场监督管理所所长沈强给予政务记过处分。

## 处置平民
4月5日，上海市高级人民法院修订完成《关于涉新冠肺炎疫情案件法律适用问题的系列问答（2022年版）》，規定包括因为无症状感染者拒绝隔离治疗而危害公共安全等8种行为涉嫌刑事犯罪。
4月13日，上海市公安局发布关于进一步加强疫情防控期间社会面秩序管理的通告，通告明确任何单位和个人应当严格遵守各项法律法规和本市疫情防控规定，按照分区分类差异化防疫管理要求，严格落实相关管控措施，封控区内人员在封闭管理期间禁止擅自出户，防范区内人员禁止擅自进入封控区、管控区；除疫情防控、生活保障、城市运行、应急处置、紧急就医等需要外，其余机动车禁止上路行驶。
4月29日，上海市副市长、市公安局局长舒庆介绍，本轮疫情期间上海已查处各类涉疫案件近700起，行政处罚近600人，采取刑事强制措施近100人，其中侦破4起销售劣质猪肉案件和10余起以“社区团购、代购跑腿”等名义实施诈骗的案件。
截至4月30日，上海市场监管部门表示共立案查处价格违法案件402件，移送公安部门3件。
5月2日起，上海警方宣布在全市范围组织开展“砺剑3号”集中打击整治行动，严厉打击各类涉疫违法犯罪活动。警方将围绕涉疫诈骗、防控秩序、涉疫物资、基本保供、市场秩序等领域的违法犯罪活动进行全覆盖打击。

### 违反防疫规定
4月1日14时许，青浦公安分局接报警称，辖区一居民小区门口有一名外来女子在位于练新路的检测点完成核酸采样后，未遵守防疫规定直接回家，而是来到一封闭管理小区，强行进入到朋友家串门，并与现场防疫工作人员发生争吵。民警发现该女子浑身酒气，即劝其立即返回家中休息，并安排警务辅助人员陪同返回。期间女子仍不听随行的警务辅助人员劝阻，不但没有直接回家，还在街上四处闲逛。民警再次前往处置，反复劝阻无效后，将其带回派出所处理，期间女子辱骂民警，还咬伤民警手臂、抓伤民警脸部。该女子已被青浦警方采取刑事强制措施。
4月2日，上海市公安局通报，3月31日9时许，浦东新区临沂路某小区居民田某某（男，46岁）违反防疫规定，擅自离开封控小区，且未佩戴口罩。经防疫巡控人员劝阻，仍拒不配合。上海市公安局浦东分局以拒不执行紧急状态下的决定、命令，对田某某作出处行政拘留十日、并处五百元罚款的处罚决定。同日，上海市公安局公布一典型案例，4月1日上午，松江区某小区根据街道统一安排，组织小区居民开展核酸检测。居民颜某因嫌麻烦，对核酸检测通知视而不见，闭门不出还多次挂断通知电话。在工作人员多次上门提醒后，颜某才来到检测现场，却故意向采样人员出示微信名片二维码。当被要求出示健康云二维码后，颜某又强行冲破工作人员阻拦，自行返回自己家中，严重影响核酸检测工作正常开展。松江公安分局民警赶赴现场处置，督促颜某完成核酸检测后带所调查。颜某已被公安机关行政处罚。上海市公安局亦发布提醒，对无正当理由拒不参加统一组织的核酸检测，妨碍疫情防控或造成其他严重后果的，上海公安机关将依照《中华人民共和国治安管理处罚法》有关规定给予治安管理处罚；构成犯罪的，依照《中华人民共和国刑法》追究刑事责任。當天上海普陀一男子在单位封闭管理期间离开单位外出跑步，並發到微信群展示。結果該男子被普陀分局桃浦警方行政处罚。
4月4日，上海市公安局松江分局通报，4月4日上午，松江区某小区根据统一部署，组织小区居民开展全员核酸检测。一居民王某自认为核酸检测对其身体有害，于是一直拒绝参加核酸。经警方协调，王某及其家人在敦促下已于当日完成核酸检测项目，王某已被公安机关行政处罚。同日上午，宝山区一小区有一女子在居委工作人员和志愿者多次上门劝说后仍拒绝下楼配合做核酸，希望民警提供帮助。到场后民警出示警官证并告知相关防疫规定和法律条文，女子在拒不配合的同时突然透过小窗向外吐口水，紧接着又拿起一盆水泼向民警，民警立即将其传唤至派出所接受调查。其到案后表示自认为没有离开过家，核酸做了也是无用功，因此对志愿者和民警的劝告置之不理。该女子已被宝山警方行政处罚。同日浦东新区发布通报，4月3日一视频显示，有潍坊二村居民走出家门，在小区局部区域造成人员聚集。经有关部门连夜调查，潍坊二村自3月23日起已被列为封控管理小区。但当日为民生鲜超市、凡先食品经营部违反市、区两级防疫工作有关规定，擅自开门营业，导致人员集聚。城管、市场监管部门已对上述2家店铺立案调查，拟对其跨门营业、未明码标价等违法行为予以行政处罚。
4月14日，浦东公安分局对两起违反封控区域内要做到“人不流动、足不出户”等要求行为的人员予以行政处罚，其中一人被处罚后成为志愿者，协助村委会工作人员清理转运村民生活垃圾。同日，纪王派出所民警通过视频巡查发现一男子破坏公司附近的防疫隔离围栏，组织人员向外运送货物。经查，王某某因经营需求擅自违反相关规定。民警对其拒不执行紧急状态下的决定的行为处以行政处罚。另外在4月16日下午，古美路派出所民警巡逻至龙茗路附近时，发现陈某某等共计3人擅自打开沿街商铺开始营业，民警在核查情况后，对3名拒不执行紧急状态下的决定的人员处于行政处罚。
4月23日，虹口公安分局交警支队民警在四平路曲阳路路口对过往车辆进行盘查时，发现一辆正在等红灯的外省市号牌SUV未出示疫情期间专用通行证。在对车牌进行核查后，交警发现该车辆没有登记报备，不属于保供车辆，于是上前对驾驶员进行盘问。驾驶员趁交警不注意冲过了卡点，沿着四平路由北向南逃逸，交警随即将车牌号码汇报指挥中心，四平路沿线警力对上述车辆进行搜索，最终在外滩隧道内将该车辆拦停。该男子称因与朋友产生不愉快，便驾驶没有通行证的社会车辆离开朋友家，找一间宾馆投宿。虹口警方已对该男子“拒不执行紧急状态下的决定”的违法行为予以行政处罚。同日，松江公安分局广富林派出所接到群众报警，称有两名男子正在攀爬封控小区的围墙。民警随后将翻墙返回家中的何某、袁某二人抓获。经审讯，何某交代，当天是他的生日，因为不能出门，又无法通过外卖买到生日蛋糕，便有了翻墙离开小区去外面找蛋糕店的想法。他把想法告诉同住的朋友袁某后，袁某也想跟着何某一起离开小区，于是二人便通过小区河道旁的一处围栏翻了出去。二人外出后没有买到蛋糕，再次翻墙回家，被居民发现并报警。何某、袁某因拒不执行政府在紧急状态情况下依法发布的决定、命令，被松江警方处以行政处罚。
巴黎贝甜关联公司上海艾丝碧西食品有限公司被指4月23日至4月26日期间在自家的培训中心内从事糕点类食品生产经营活动，而该地址未取得食品生产经营许可相关资质。後來該公司被上海市市场监管局没收物品、没收所得5.85万元、罚款58.5万元。
4月28日11时许，宝山警方接报警称，居住在同济支路的核酸检测阳性人员白某某（男，51岁）擅自外出，该人员已接到疾控中心通知，其核酸检测阳性，需就地等待转运。为逃避防疫管控，白从住处攀爬围墙外出，警方立即组织力量开展查找，后在漠河路东林路附近找到白某某，并将其送医收治。白某某因涉嫌妨害传染病防治罪已被警方依法立案调查。
4月30日晚，上海市公安局通报，29日晚，黄浦公安分局民警查获某电商平台外卖骑手孙某、涂某无电子通行证从事跑腿和外卖接单业务，郭某、盛某违反隔离观察期间不得擅自外出的规定。30日上午，虹口公安分局民警查获刘某借用他人服装假冒正规平台外卖送餐员，私下从事跑腿和外卖接单业务；查获外卖骑手王某等4人无电子通行证仍从事外卖配送业务。同日，杨浦公安分局民警查获杜某等40名无电子通行证从事外卖配送业务人员。涉案骑手均因实施了拒不执行紧急状态下的决定、命令的违法行为被依法予以行政处罚。截至5月1日，上海公安机关共查处无“电子通行证”、违规从事配送寄递业务的案件310起，查获318人、查扣车辆318辆，对其中103人作出了行政拘留等处罚，其他案件待进一步查明后，将依法追究行政或刑事责任。上海市公安局表示将进一步加大查处力度，重拳打击违法犯罪行为，对无“电子通行证”从事配送寄递业务的，将依据《治安管理处罚法》第50条的规定，作出拘留10日并处罚款500元等处罚；对明知自己是“密接”人员，仍然逃避隔离观察，从事配送寄递业务的，将依据《刑法》第330条的规定，以“妨害传染病防治罪”追究刑事责任；对明知自己已经确诊或者疑似感染，仍然逃避隔离治疗，从事配送寄递业务的，将依据《刑法》第114条等规定，以“以危险方法危害公共安全罪”追究刑事责任。
5月1日，杨浦公安分局民警在街面巡查时，查获一外卖骑手张某无电子通行证，经现场抗原检测呈阳性。经查，张某4月30日已接到疾控部门通知，告知其核酸检测异常，并被要求就地隔离、等待转运，但其依然离开宝山区的居住地骑电瓶车外出，一路抵达杨浦。该骑手因涉嫌妨害传染病防治罪被依法立案侦查。

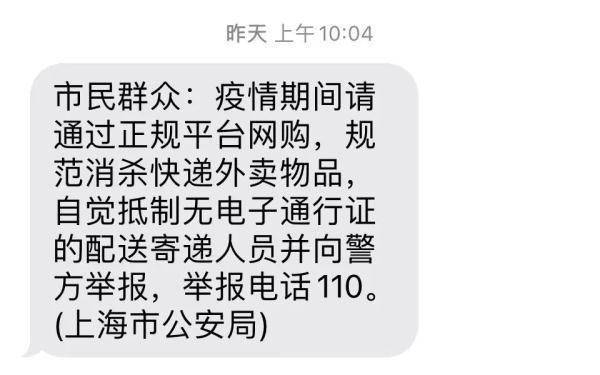
上海市公安局向市民发布的有关快递、外卖和跑腿安全的短信提醒

截至5月2日，上海市各级公安机关共查处无“电子通行证”、违规从事配送寄递业务的案件806起，查获828人、查扣车辆828辆，对其中535人作出了行政拘留等处罚。上海市公安局也向上海市民发送短信，提醒市民群众使用网购、外卖和跑腿等服务时注意物品消杀，自觉抵制并举报无“电子通行证”的配送寄递人员。
5月5日17时许，虹口公安分局民警在四川北路桥面巡查时，查获一名核酸检测结果呈阳性的骑车男子，民警立刻通知防疫部门将其转运收治。经查，男子于当日中午接获通知其核酸检测呈阳性，需就地等待转运，为逃避防疫管控，其从住处擅自外出。该男子因涉嫌妨害传染病防治罪已被警方依法立案调查。另外普陀公安分局白丽路派出所接到群众举报，有一女子从雪松路某处于管控区的居民小区翻墙而出。该女子为小区附近一家餐饮店的负责人，其餐饮店因疫情不能经营，于是便联系供货商做“团购”，通过微信群当起“团长”。该女子翻墙返回小区时，被守候在此的民警现场查获。因拒不执行紧急状态下的决定，该女子被普陀公安分局依法处以行政处罚。同日，长宁公安分局程家桥派出所民警在皇朝别墅小区调解一起居民矛盾纠纷过程中，有居民反映近期一辆私家车频繁出入小区，且车主经常在自家露台烧烤，产生的噪音和油烟扰民。民警随即找到车辆驾驶员魏某了解情况，后发现魏某车辆“通行证”异常，经核查确认是伪造的通行证，于是将魏某传唤至派出所调查。魏某表示，他在微信群内结识了朋友季某某和林某。季某某所在公司为上海市保供单位，配发了车辆防疫通行证。季某某将防疫通行证照片发至三人微信群内，强调篡改车牌号即可使用。魏某于是安排秘书张某某对两张通行证进行修图并打印，魏某、林某各持一张用于外出购物以及为家人朋友运送生活物资。张某某、季某某因伪造、变造国家机关证件，魏某、林某因使用伪造的证件，均依法被长宁公安分局处以行政拘留的处罚。
5月6日，上海警方通报查处一起快递企业未落实平台管理责任的案件，依法对未落实企业管理责任的上海某供应链科技有限公司浦东新区分公司责令限期整改，并处以警告的行政处罚。此前在5月1日，陈某身因冒用他人电子通行证被民警查获并被依法行政处罚。经追溯陈所接订单，警方查明陈某身因不符合骑手资质，于4月中旬起冒用其大哥陈某飞的账号及电子通行证承接某电商平台的快递业务，该平台对骑手资格审核不到位，对陈某身冒用他人身份的情形未尽到审核义务。市公安局治安总队即约谈该平台区域物流运营主体、上海某供应链科技有限公司浦东新区分公司，依法对其作出责令限期整改并处以警告的行政处罚，要求进一步落实企业主体责任。
5月10日，上海警方通报，青浦警方查处一起妨害传染病防治案，一名涉案人员已被警方依法采取刑事强制措施。4月上旬丁某某（男，38岁，某厂区农产品销售公司负责人）在厂区封控期间多次与公司员工刘某（男，38岁）通过钻隔离栏等方式私自离开厂区，使用伪造的车辆通行证驾驶私家车先后至上海嘉定、宝山等地贩卖蔬菜牟利。4月20日，丁、刘两人发现身体异样，在未上报厂区负责人的情况下，私自至青浦区中山医院进行核酸检测。4月21日凌晨，两人确诊阳性被收治。后该厂区被隔离管控的30余人中，有7人确诊阳性，造成疫情传播。5月9日，丁某某治愈出院，因涉嫌妨害传染病防治罪被依法采取刑事强制措施；公安机关将在刘某解除医学观察后依法追究其刑事责任。
5月12日，浦东公安分局查处一起妨害传染病防治案，3名犯罪嫌疑人已被警方依法采取刑事强制措施。经调查，5月5日，某建筑公司总经理徐某某、项目经理谭某某、劳务负责人周某某在明知下属一建筑工地内有施工人员被确诊为阳性感染者的情况下，擅自将该工地46名密接施工人员转运至浦东金杨新村地区一不具备隔离条件的酒店式公寓安置。事件造成该酒店式公寓内多名人员被感染，导致疫情传播。相关涉疫人员已全部落实隔离管控措施，徐某某、谭某某、周某某因涉嫌妨害传染病防治罪被依法采取刑事强制措施。
5月21日，松江区中山派出所民警在中山广场发现有人指使室友代做核酸检测。当时饮酒过量的阎某为了多睡一会，便让室友朱某代做核酸，这一异常行为引起现场志愿者怀疑，经查验发现朱某的顶包行为，志愿者立即报警。民警接报后要求阎某到场开展核酸采样，经检测，阎某核酸为阴性。阎某因实施拒不执行紧急状态下的决定的违法行为，已被松江警方依法行政处罚；朱某也被民警口头教育。
4月30日至5月25日，上海警方共依法查处“黑骑手”1900余人，对2家商超平台、23家商铺予以责令限期整改并处警告，对130余家商铺负责人处以相应处罚。
5月24日9时30分，静安交警支队民警在共和新路保德路设卡检查，一辆沪牌小客车因未携带通行证被拦截。经现场进一步核查，民警发现驾驶人朱某5月16日已因违反交通管制规定擅自驾车外出通行被虹口警方劝返并出具过告知书。而被问到驾驶人朱某为何再次驾车外出时，他谎称刚为家住宝山区的朋友送完物资。民警在对车辆检查时发现车辆后座载有两名女子，后备箱还放有行李，朱某辩解称顺路带朋友外出游玩。经询问乘客得知，吴女士和黄女士购买了5月24日离沪的火车票，两人在网络平台上看到朱某发布可以接送人往返机场、火车站的广告，便与朱某联系，约定24日上午一同搭乘朱某驾驶的车辆从宝山区住处前往虹桥火车站，并支付了每人500元的车费。由于黄女士的行李在位于静安区临汾路的家中，于是朱某便绕道前往黄女士家中取行李，中途被民警查获。警方发现近一个月来朱某频繁出没于机场及火车站周边，手机支付平台上也有多笔不明来路的收款记录，总额6万余元。他最终承认自己在没有通行证的情况下，偷偷跑出小区开黑车赚钱。静安警方依法对涉嫌驾驶机动车多次违反交通管制规定强行通行、不听劝阻的违法嫌疑人朱某处以行政处罚，并通报交通执法部门同步进行处罚。
5月26日，上海市公安局向媒體表示，某建筑公司项目经理34岁男子刘某某在自己負責的曹路鎮某工地發現多名工人自测新冠抗原阳性后，沒有向有关部门上报，而且将相关人员安置在工地内的临时宿舍，并不再安排陽性人员参加核酸检测。5月15日，防疫部门发现该工地异常情况后，发现工地内多人感染新冠病毒。5月25日，刘某某被浦东警方采取刑事强制措施。
6月1日，宝山公安分局查处一起妨害传染病防治案，犯罪嫌疑人张某（男，34岁）已被警方依法采取刑事强制措施。经公安机关调查，某公司负责人张某在6月1日清晨接疾控部门通报，得知其公司员工阚某核酸检测异常后，担心影响公司经营，故意隐瞒阚某的居住信息，自行驾车将其转移至宝山区某高架匝道下的桥洞处隐匿，后被警方及时查获。
6月9日，徐汇区副区长王宏伟介绍说，针对红玫瑰美容院存在防疫措施不到位的情况，目前正在调查中，初步调查发现该美容院存在部分员工没有按要求开展每天核酸检测的情况。后续将根据调查结果，按有关规定严肃追究相应责任。
6月13日，杨浦区官方表示，经调查苏宁易购五角场店未履行查验健康状况义务，存在未按相关规定进行员工核酸检测，未落实对所有顾客进店扫“场所码”、查验或登记身份信息等问题；同时对商场内人员落实防疫规定管理不到位，存在部分商场工作人员和顾客不戴口罩或佩戴口罩不规范等问题。杨浦区已责令苏宁易购五角场店暂停营业并进行整顿，将根据《上海市传染病防治管理办法》相关规定，对苏宁易购五角场店进行立案查处。

### 散播谣言
4月7日，上海警方表示，4月6日，一男子在網上散播“居委倒卖20万箱捐赠物资”等信息。公安表示編造該信息的33歲男子陈某隨後被公安机关行政处罚。
4月8日，上海市互联网信息办公室发布公告，提醒社交网络群组的群主、群组成员，在网络上的任何行为都应遵纪守法，不得编造和传播各类涉疫谣言和不实信息、散布恐慌情绪。上海市网信办将继续根据群众举报和网络巡查，及时对各类谣言进行辟谣澄清，并联合公安等部门对谣言制造者、蓄意传播谣言者惩处。同时，对于一些恶意传播谣言的群组也将作出处理。同日，上海警方对散播“武警将接管上海社区”信息的周某某以涉嫌虚构事实扰乱公共秩序的行为开展调查，上海市网信办已协调相关部门对转发相關資訊的群组予以封停，对首发該資訊的微信个人用户予以处罚。
4月13日，上海警方通报，4月10日传播“原浦东新区北蔡镇领导倒卖保供物资”等不实信息的柳某某被立案侦查。而上海市网信办通报，圈群传播的“居委倒卖20万箱捐赠物资”“市民信息登记不全导致核酸白做”“宝山方舱隔离人员睡纸箱”“‘黑快递’为了赚钱，核酸造假”“原浦东新区北蔡镇领导倒卖保供物资”“松江九亭哄抢超市”“售卖上海疫情防控通行证”等传言均为虚假信息，已协调相关部门对6个散播虚假信息的网络群组予以封停，并对首发谣言的多名微信个人用户予以处罚。同日晚，上海警方通报，造谣“宝山物资仓库被人故意烧毁”女子已被行政处罚。通报称，该女子在网上看到宝山某单位仓库发生火灾的图片后，造谣此商户可能存在倒卖蔬菜物资且货账不符的情况，虚构了“一不做二不休，直接放火烧仓库”等不实信息进行传播，使群众误以为存放蔬菜物资的仓库被故意烧毁。
4月18日，上海市公安局通报，有关“梅陇七村孕妇早产大出血，求助未果致死亡”的不实言论在网上大量传播。经警方调查，该小区曾在3月16日发生过一起高龄产妇求助事件，但当事人在居委协助下被及时送往定点医院，顺利产下一对儿女。4月17日，警方将编造不实信息的张某（女，36岁）抓获。据张某交代，其在听闻该小区曾有一名孕妇因早产被送医的情况后，虚构、编造了“孕妇大出血”“政府工作人员冷漠”“一尸两命”等情节，并在微信群中发布，造成大量传播。公安机关已对张某虚构事实扰乱公共秩序的违法行为依法行政处罚。
4月21日，上海市公安局通报，有关“家政人员自述其服务的老人在家中挨饿致死”的视频发布者郑某某（女，57岁）为博人眼球，编造子虚乌有的所谓“亲身经历”，并录制视频在网上发布，引起广泛关注，造成不良社会影响。警方已对郑某某虚构事实扰乱公共秩序的违法行为依法行政处罚。另外一段“龙山新村不肯发放蔬菜物资宁肯烂掉”的视频发布者黄某(男，47岁，非龙山新村居民)为博取眼球、吸引流量，刻意将网络不同出处的语音和视频重新剪辑合成后在抖音平台发布。陈某(男，57岁)刷到此视频后，同样为博取眼球、吸引关注，又在本人的微信视频号进行了转发，造成恶劣影响。公安机关已对黄某、陈某虚构事实扰乱公共秩序的违法行为依法行政处罚。同日，据上海市委网信办消息，经与公安部门联合溯源调查，依据相关法律法规，已协调相关部门对传播涉疫谣言的30个网络群组予以封停，对23名首发谣言的微信个人用户予以处罚。
4月23日，上海市公安局通报，近日一篇所谓“个人利用疫情高价倒卖物资，一个月获利上千万”的帖子在网络流传。经警方调查，信某疫情期间封控在家，为博取眼球、吸引关注，于2022年4月10日在网上虚构了自己“在疫情期间租用货车，高价倒卖物资，仅九天净赚人民币908.82万元，3月份赚了人民币3006.93万元”等不实言论，并配了一张从网上下载的桌上堆满人民币的照片，引起网民大量关注，产生不良社会影响。信某因虚构事实扰乱社会秩序被闵行警方依法行政处罚。
4月26日，上海市网信办表示，已协调相关部门对圈群传播的“赵丽颖驰援上海的物资被整箱扔进垃圾车”“南汇滴水湖临时搭建帐篷建露天隔离点”“浦东新区长岛路一小区发生火灾楼道火光冲天”“复旦校园断网，张某某被打”“北蔡镇党委书记蔡某某跳楼自杀”等虚假信息依法处置，对13个散播虚假信息的网络群组予以封停，并对首发谣言的13名微信个人用户予以处罚。
5月1日，有网民发布消息称“大润发超市松江店因发现阳性病例‘团灭’”，其后松江区辟谣严重不实，造谣者周某因虚构事实扰乱公共秩序的违法行为被松江警方依法行政处罚。
5月2日，上海市网信办表示，圈群传播的“社区发放豪华海鲜大礼包”“1100万人近期将离开上海”“傅雷中学对面小区申雅苑母女投湖自杀因为活不下去”等传言均为虚假信息，已协调相关部门对15个散播虚假信息的网络群组予以封停。
5月9日，上海市网信办表示，圈群传播的“5月1日松江区一阳性病例在大润发购物致超市封闭”“吃南汇8424西瓜感染禽流感”“青浦金泽某超市售卖外省市捐赠猪肉”“上海一阿姨带回方舱被子导致200人感染”等传言均为虚假信息，已协调相关部门对9个散播虚假信息的网络群组予以封停。
5月17日，上海市网信办表示，自4月8日发布《关于进一步查处网络圈群造谣行为的公告》以来，已累计对传播涉疫谣言的78个网络群组予以封停，对46名首发谣言的微信个人用户予以处罚。公安部门已对造谣者采取刑事强制措施25人，行政处罚48人。而圈群传播的“到了机场却被收走护照和法国居留卡”“上海大白强行破门而入”“黄浦区一干部被免职与其同意辖区居民核酸复核有关”“全国发往上海的京东快递散单全面静止”等传言均为虚假信息，已协调相关部门对11个散播虚假信息的网络群组予以封停，并对首发谣言的微信个人用户予以处罚。同日，上海市公安局发布警情通报称，5月16日网络上有传播“环球港华润万家超市在政府强迫下仓促复工”等不实信息。经警方调查，卢某(男，39岁)于16日至环球港华润万家超市购物。当日下午，其为博人眼球，凭空编造“超市被政府强迫营业，管理混乱、遍地污物”等谣言，并在一微信群中发布，导致该谣言迅速扩散，造成恶劣社会影响。5月17日，卢某因虚构事实扰乱公共秩序的违法行为被普陀警方依法处以行政处罚。
5月19日，上海市网信办表示，圈群传播的“外滩举行抗疫胜利庆功彩排”“老艺术家李蔷华因疫情防控耽误救治去世”“普陀环球港华润万家超市在政府强迫下仓促复工”“上海海事大学倒卖外省市捐赠物资” 等传言均为虚假信息，并已协调相关部门对15个散播虚假信息的网络群组予以封停，并对首发谣言的微信个人用户予以处罚。
6月2日，网络上有传播“虹口确诊48个阳性，拉走4栋楼的人”等不实信息。经警方调查，巢某（女，33岁）为博取眼球、吸引关注，编造上述谣言井在一微信群中发布，导致该谣言迅速扩散，造成恶劣社会影响。6月4日，巢某因虛构事实扰乱公共秩序的违法行为被虹口警方依法处以行政处罚。

### 涉疫诈骗、销售假冒商品、倒賣物資及非法经营
4月16日，上海市公安局通报，嘉定公安分局接群众举报，破获一起以社区团购为名实施诈骗的案件。犯罪嫌疑人龚某某在没有团购渠道的情况下，虚构自己已承接某超市团购并担任“团长”，将团购套餐等虚假信息发布在微信群中，导致80余人被骗，涉案金额共计人民币4.8万余元。龚某因涉嫌诈骗罪已被警方采取刑事强制措施。到案后，龚某某已退款人民币2.3万余元，其余退款及案件侦办等工作正在进一步开展中。4月20日，上海市嘉定区人民检察院以涉嫌诈骗罪对龚某某提起公诉。
4月17日，上海市公安局通报，奉贤公安分局接群众报案后，经缜密侦查，成功侦破一起销售假冒品牌口罩案，抓获犯罪嫌疑人凌某（男，44岁），查扣假冒品牌口罩2.9万个。犯罪嫌疑人凌某系某医疗科技公司法人代表和实际经营人，在明知口罩是假冒品牌的情况下，仍从网上购进后转手销售牟利，涉案金额达38万余元。凌某因涉嫌销售假冒注册商标的商品罪，已被奉贤警方依法采取刑事强制措施，案件正在进一步侦办中。同日，上海市公安局经侦总队会同长宁公安分局快侦快破一起外卖骑手恶意哄抬物价的非法经营案件。通报说，家住长宁区的朱女士通过某平台求购了一批价值270元左右的民生物资。外卖骑手赵某接单后，按照朱女士的订单前往超市购齐商品，并向朱女士索要了330元的跑腿费。当赵某将物资送到朱女士居住小区的门口时，却拒绝向对方出示购物凭证，并临时坐地起价，称所购物品需支付577元的费用，合共需要支付共计900元的费用。双方经过长时间沟通无果，最终一旁的志愿者为朱女士拨打了110报警电话。属地派出所民警到场后要求赵某将订单取消，同时依法将赵某传唤至属地派出所。长宁警方随后对赵某过往订单开展细致调查，在市公安局经侦总队指导下，进一步查明赵某4月以来，通过平台接单、小区蹲点、朋友介绍等方式接单，在为客户代买、配送蔬菜、水果等商品的过程中，不仅私下联系客户提高跑腿费，还在将代购物资送抵目的地后，现场恶意加价，非法牟利2万余元。
4月18日，静安公安分局经侦支队接市场监督管理部门移送的相关线索反映，市民举报陕西南路上有人通过大幅抬高价格贩卖鸡鸭等食材，涉嫌哄抬物价。接报后，静安警方联合市场监督管理部门对陕西南路一小区开展现场检查，发现小区弄堂附近有快递人员聚集，且在弄堂内堆积大量青菜、鸡蛋、鸡、鸭等食品原料。经走访调查，警方迅速锁定犯罪嫌疑人高某。调查显示，4月10日以来，犯罪嫌疑人高某大量囤积青菜、鸡蛋、鸡、鸭等食品原料，并非法租用他人食品经营营业执照在网络平台开店对外销售。为追求高额利益，高某还从外地以批发价购入农产品，大幅抬高价格对外进行销售。截至案发，犯罪嫌疑人高某已累计销售175余万元，非法获利150余万元。高某因涉嫌非法经营罪已被静安警方依法采取刑事强制措施。同日，上海市市场监管局执法总队根据巡查线索，对上海恒翌医疗器械有限公司疫情期间销售的11种防疫用品涉嫌哄抬价格的行为进行核查。据通报，当事人从事酒精、消毒液等防疫用品销售的经营活动。在疫情防控期间，大幅提高相关产品的销售价格，通过微信朋友圈等宣传手段，以社区团购的形式向小区居民销售防疫用品，主要涉及75%酒精、84消毒液、医用免洗手液、消毒泡腾片、医用手套、医用口罩、防护面罩、防护眼镜、隔离衣（蓝色反穿衣）、大白防护服和N95口罩等共11种商品。4月12日起至案发，当事人社区团购销售收入共计12370元。除医用口罩外，所涉10种防疫用品在团购中均有销售。在4月12日到4月16日的团购订单中，当事人销售商品的进销差价率均超过了3月19日（含当日）前7天内或平时销售同一商品的最高进销差价率。当事人的上述行为涉嫌构成哄抬价格的行为，已立案调查，市场监管部门将依据价格监管法律法规，从严从重从快处理。
4月19日，上海市公安局通报，闵行公安分局会同市场监督管理部门对生活保障物资中涉及的部分猪肉存在质量问题开展调查。经公安机关查明，犯罪嫌疑人张某、许某洁、张某科等人在明知提供的保供产品存在质量问题的情况下，仍以次充好，以正常市场价格销售，且数额较大。王某霞则在明知上述人员销售伪劣产品的情况下，仍为其提供资金支持，起到帮助作用。相关犯罪嫌疑人因涉嫌销售伪劣产品罪已被闵行警方依法采取刑事强制措施。
4月19日，上海杨浦区延吉地区城市丽园小区的俞先生反映，其团购的猪肉“有臭味”，不新鲜，且猪肉质量较差。据俞先生提供的猪肉包装食品信息显示，该猪肉品牌名为“大红门—红门小厨”，生产商为湖南颐丰食品有限公司，品牌方为上海二商大红门肉类食品有限公司，系北京首农食品集团有限公司子公司。4月20日，上海市公安局通报，杨浦警方会同市场监督部门开展调查，将该批猪肉销售方负责人童某（男，41岁）抓获。经公安机关查明，犯罪嫌疑人童某明知其采购的猪肉产品存在变质变味等质量问题的情况下，仍以次充好对外销售，涉案金额达32万余元。犯罪嫌疑人童某因涉嫌销售伪劣产品罪已被依法采取刑事强制措施。
4月21日，上海市公安局通报，上海松江警方根据市场监管部门提供的线索，发现位于松江区九亭镇的某家食品加工企业卖出的猪肉有问题，存在“以次充好”高价牟利的情况。4月19日晚，警方将涉案公司法人张某、销售批发商魏某抓获归案。经查，张某伙同魏某利用疫情期间物资紧缺的情况，将公司冷冻仓库内储存的奶脯肉、边角料等切割包装成“高档五花肉”，以肉加蔬菜捆绑的礼包方式高价对外出售，累计销售约658份，非法获利12余万元。犯罪嫌疑人张某、魏某因涉嫌销售伪劣产品罪已被松江警方依法采取刑事强制措施。同日，上海市市场监管局通报，市场监管部门在处理群众投诉举报中发现，当事人朱某以跑腿小哥的名义进入到小区团购群，发布跑腿信息。通报说，4月12日晚，跑腿代购人员朱某至某水果店购买李女士所需水果。当时该店内水果均已明码标价。朱某共为李女士购买了7种水果，购买水果金额合计694.8元。结账时，水果店实收朱某694元，并提供消费凭证。朱某后要求水果店经营者另行打印了两张小票，金额分别为683.8元和432元，合计1115.8元。朱某将上述两张消费凭证拍照发给消费者，在收取跑腿费100元的基础上，收取李女士1115.8元。朱某收取货物价差421.8元，加价60.78%。朱某与水果店经营者利用封控期间信息不对称，恶意串通，故意抬高商品价格的行为，严重侵犯消费者合法权益，严重扰乱疫情防控期间市场秩序，涉嫌价格违法，市场监管部门已进行立案调查。
4月22日，青浦警方接群众举报称，在微信群内团购时被骗。经侦查，警方迅速锁定了家住江西上饶有重大作案嫌疑的谢某和周某。经查，谢某在没有货源的情况下，于4月18日伙同周某组建名为“青浦松江平价资源”的微信团购群，并将群二维码发布在多个上海区域微信群内，吸引他人扫码入群。随后，在微信群内发布虚假的蔬菜、水果、肉类、大米等团购信息，导致多人被骗，涉案金额人民币1万余元。两人于4月27日晚在上饶落网，因涉嫌诈骗被青浦警方依法采取刑事强制措施。
4月30日，市民孔先生向虹口警方报案，称其通过微信群认识了一名“外卖骑手”，对方表示能够买到各类生活物资，并在朋友圈发布物资信息。孔先生想买8包某品牌水饺，但在其朋友圈未查到报价，遂微信询价，对方报价1440元。由于孔先生日常并不持家，对于物价不熟悉，且认为特殊时期价格可能会贵一些便支付货款。收到货后，家人告诉他这款水饺售价为30余元一包，但“骑手”报出的每包价格高达180元，孔先生随即报警。警方调查发现，该“外卖骑手”是某平台登记在册且有电子通行证的骑手，他利用通行之便，跳过平台，私下联系了不少沿街商铺，并通过自己的微信点对点联系客户。对于明码标价的产品通常以进货价的1.5倍价格进行销售。但对于一些没有明码标价或者紧俏的产品，例如水果、速冻食品等，李某的定价就会高出原价数倍。李某还伙同某居民小区保安王某升，在无机动车通行证的情况下，由王某升私自印制虚假通行凭证，驾驶机动车为其倒卖物资提供便利。5月1日下午，李某和王某升被抓获，两人累计非法获利3万余元。公安机关已对犯罪嫌疑人李某、王某升依法采取刑事强制措施。
5月4日，闵行警方通报该地侦破一货运司机哄抬运费的案件。经查，4月16日，市民李先生通过某拉货平台以300元的价格找到司机杨某承运3000斤苹果，杨某先后以不同理由向李先生索要额外费用，最终，李先生为获得相应服务，共计支付运费2400元。自4月1日起至案发，杨某共接单15笔，从中非法获利13000余元，因涉嫌非法经营罪已被依法采取刑事强制措施。
5月5日，静安警方成功破获一起外卖骑手未经许可擅自从事烟草销售活动案件。5月2日晚8时30分许，静安公安分局民警在南京西路西康路开展“黑骑手”专项整治，一名外卖骑手无法提供有效的“电子通行证”，被警方传唤至派出所调查。陈某表示，他借某平台外卖骑手的身份，以跑腿代购的方式大量购入各种品牌香烟百余条，随后在每条香烟进价基础上加价50元，通过网络平台对外销售，已非法获利4万余元。陈某在未取得烟草售卖许可证的情况下销售卷烟，涉嫌非法经营罪，已被依法采取刑事强制措施。
5月6日，宝山公安分局表示破获4起哄抬物价案，發現涉嫌哄抬物价的商家4个，逮捕犯罪嫌疑人8人，查处无电子通行证骑手6人以及商戶近100万元的经营额。當天上海當局表示已查处27起保供食品违法行为。
5月8日，上海市公安局奉贤分局表示破获一起销售假冒3M口罩案件，涉案金额100余万元，一男子被采取刑事强制措施。
5月9日，上海市公安局表示，宝山警方侦破一起商家利用疫情哄抬物价案件，犯罪嫌疑人杨某（男，47岁）因涉嫌非法经营罪已被依法采取刑事强制措施。杨某系某商超经营负责人，疫情期间，其将商品加价50%—300%后向周边企业和小区居民售卖、配送牛奶饼干、鱼肉生鲜、米面粮油等40余类生活物资牟取暴利，涉案金额达77万余元，从中非法获利29万余元。
5月10日，奉贤警方表示，查获一起利用救护车偷运香烟的案件。警方通报称有群众反映有一辆120救护车在辖区行驶，然而车上并未转运病人，而是运输货物。5月8日1时，奉贤分局民警在奉贤区大亭公路杨溇支路路口卡口处查获该辆救护车，并在车上当场查获各类香烟850条。经查，该辆救护车属于驾驶员张某所有，张某将该辆车挂靠在外省某家医院，并发布了可以承接转运的贴文。5月5日，有人联系张某以5000元报酬要求其运输一批香烟至上海奉贤。张某通过点亮救护车辆上顶灯的方式通过了各个检查道口并成功交付。5月8日再次运输香烟入奉贤时被民警发现。张某因拒不执行紧急状态下的决定的违法行为被处行政拘留并处罚款的处罚，同时，其非法经营的行为也将面临刑事追究。
5月11日，上海市公安局表示，金山警方侦破一起利用疫情哄抬物价案件，蔬菜经营户朱某某、肖某某因涉嫌非法经营罪已被依法采取刑事强制措施。经查，二人自4月以来为谋取非法利益，将采购的蔬菜包装成套餐，后加价50%-70%对外出售，涉案金额达40万余元，非法获利12万余元。同日，普陀警方表示查获一起团购诈骗案件，犯罪嫌疑人王某某（女，33岁）已被警方依法采取刑事强制措施。据通报，5月1日下午，普陀公安分局甘泉路派出所接到延长西路某小区市民李小姐报警，自称遭遇“团购”诈骗。4月28日，李小姐通过微信介绍认识了一名自称有“海底捞”火锅团购资源的网友“zzz”，两人谈妥以170元一份的价格向李小姐小区售卖50份团购火锅，每份向李小姐返利15元，李小姐仅需支付减去返利的金额，共计7750元。两人约定于4月30日晚上8时前将火锅送至李小姐小区，但直到约定日的晚上9时团购火锅并未送达，李小姐已与对方失去联系，疑似被骗。民警发现身处杭州的王某某有重大嫌疑，且受骗的不止李小姐一人，居住在长宁区的宣女士和宝山区的卢女士也被以同样手法分别诈骗了数千元。5月7日晚上，民警在杭州市北干街道某小区内将嫌疑人王某某抓获。王某某因涉嫌诈骗罪已被普陀警方依法采取刑事强制措施。而海底捞官方也发布声明表示，建议消费者通过官方微信小程序查找附近的门店下单，避免蒙受损失。而杨浦区民警在大连路周家嘴路路口执勤期间也查获一辆满载蔬果的私家车。经核验信息，民警发现该机动车不仅没有通行证，驾驶员潘某也无法解释整整一车物资的来由。经民警调查发现其不仅违反防疫规定，而且还涉嫌哄抬物价，潘某大量运载的蔬果并非供自己食用，而是出售给他人。潘某的聊天记录显示，近期他与妻子周某在聊天群大量发布团购信息，随后根据订单采购销售蔬菜、粮油、肉类等物资。潘某、周某已被杨浦警方依法采取刑事强制措施。
5月12日，上海嘉定法院、奉贤法院、松江法院分别对3起涉疫情诈骗案件进行宣判，3名被告人分别被判处六个月至一年九个月有期徒刑不等，并处罚金一千元至六千元不等。同日，上海铁路运输检察院以涉嫌销售伪劣产品罪，对闵行区梅陇镇问题猪肉案的犯罪嫌疑人张某、许某某、张某某批准逮捕。另外上海市市场监管局通报，闵行区市场监督管理局梅陇所近日接到小区居民举报，反映社区团购商品价格偏高。经查，实际未见明显的价格违法行为，但在其销售某款防晒口罩的团购页面，将普通防晒口罩宣传为“防疫口罩”，并将该口罩与“KN95”口罩作对比，利用广告引导消费者，极易造成消费者误认为该款口罩足以取得与KN95口罩同等甚至更高的防护效果。执法部门已经对该社区团购团长涉嫌发布虚假广告的行为立案调查。
5月17日，上海铁路警方通报，警方发现一些不法人员通过网络抢票手段加价倒卖离沪火车票的情况，随即组织多支专门警力开展集中打击行动，已查处倒卖火车票案件5起，抓获犯罪嫌疑人6名，均依法采取刑事强制措施。5月13日，上海铁路公安处“蓝盾”小分队会同虹桥站派出所抓获倒卖火车票犯罪嫌疑人付某某（男，39岁）和魏某（女，40岁）。经查，付某某加价2200余元倒卖2张火车票，魏某加价3500余元倒卖7张火车票。案件正在进一步办理中。
5月18日，上海市公安局嘉定分局通报警方侦破一起哄抬物价案件，六名犯罪嫌疑人因涉嫌非法经营罪已被警方依法采取刑事强制措施。据通报，5月14日，警方根据线索在曹安路一店内抓获店主陆某，当场查获大量蔬菜。经查，陆某自4月以来，从外省市购入大量蔬菜囤积，大幅加价批发给伍某等人，并由伍某等人加价对外销售牟取暴利。该案涉案金额达90万余元，陆某、伍某等人非法获利50万余元。
5月19日，普陀公安分局通报一起诈骗案件。通报称，普陀公安分局甘泉路派出所接到市民陈小姐的报警，她于4月底加入到一个名叫“普陀战疫守护资源共享群”的微信群，被群内的一则低价出售某知名超市热门糕点的广告吸引。陈小姐支付货款后，卖家却迟迟没有发货，后通过微信询问发货时间，对方以订购人员较多、货源紧张、物流慢等借口不断推脱，之后再联系发现对方已将其拉黑。随后民警在厦门市塔埔路某小区内将嫌疑人周某抓获。到案后，犯罪嫌疑人周某坚称自己低价出售某知名超市商品，诱骗被害人“入局”的行为是在做“公益”。5月13日，周某因涉嫌诈骗罪已被普陀警方依法采取刑事强制措施，案件正在进一步侦办中。同时，上海市场监管部门通报，在对网络广告监测中发现，蒋某在某短视频平台发布了一条主题为“疫情保供专车”的广告宣传视频。该视频含有“上海城市预约保障车，小型5座营运客车，可以送虹桥机场、虹桥火车站，可以送浦东机场，可以送过黄浦江，可定制起点终点《限上海市内》，单次服务，预约为主，接受加急服务”等内容，在7日内播放量达7万余次。而当事人宣称的所谓“城市预约保障车”，其实是配有上海市防疫保障（人员保障）临时通行证、上海市防疫保障（生活物资）临时通行证等具有专门用途的车辆，不得非法载客。疫情隔离管控期间，当事人为非法牟利，发布了相关广告文案，对外进行揽客。上海市市场监管局执法总队已分别对蒋某、李某涉嫌发布虚假违法广告行为立案查处，并将涉嫌非法客运的车辆通行证信息及相关经营情况通报有关行业主管部门处理。奉贤公安分局也破获一起开保供车辆夹带香烟的非法经营案件。通报说，5月11日，奉贤公安分局金海派出所民警在走访辖区时了解到，有一货车为辖区某小区送来了不少香烟。但据居民的描述，民警发现该货车不属于辖区保供车辆。经查，司机朱某确系一名保供人员，自3月28日起持保供通行证驾驶车辆来回江苏、上海两地运输物资。但为了谋取私利，朱某利用通行证在外地收购香烟后，私自改变保供运输路线，前往上海浦东、奉贤、嘉定等地多次跨区域贩卖香烟共305条，涉案金额6万余元。朱某因涉嫌非法经营罪已被依法采取刑事强制措施。
5月20日，上海检察机关对高某、田某非法经营案等4起涉疫民生物资保障相关刑事案件提起公诉。截至当日，上海检察机关已对涉疫刑事案件提起公诉13件15人。
7月11日，上海市宝山区人民法院对上海新江内燃机厂公寓负责人张某某以贪污罪判处有期徒刑一年，并处罚金人民币十万元。张某某被指於4月将上海市宝山区张庙街道委托发放的蔬菜等防疫生活保障物资侵吞并对外出售。相关物资系政府出资采购或由其他省市政府捐赠，价值共计1.3万余元。

### 伪造变造证明
3月25日，上海市公安局通报，3月24日警方根据群众举报线索，抓获一名变造核酸检测报告的违法行为人刘某。通报说，刘某为通行方便，使用手机软件修改了自己核酸检测报告的日期，并于3月23日、24日分别为其他两人修改了核酸检测报告日期。刘某因变造证明文件被警方处以行政拘留。
4月13日12时许，鲁汇派出所民警接到群众举报，称有人涉嫌使用变造的核酸证明。经查，谢某于当日10时30分许，在浦江镇先进村三组村口为了能够离户，向工作人员出示了自己使用修图软件变造的核酸阴性证明，被工作人员识破。谢某因变造证明文件、使用变造的证明文件被处以行政处罚。
4月15日，上海警方聲稱破获一起倒卖伪造的防疫车辆通行证案件。29岁男子魏某據稱私自伪造防疫车辆通行证出售给某租车中心。公安机关对魏某行政处罚，魏某製作的通行证均已被收缴。
4月16日8时，长宁公安分局天山路派出所民警发现一男子从普通商务车上搬出大量物资，遂对其进行询问，发现该男子《临时通行证》系伪造，随后该男子被行政拘留。
4月17日，青浦公安分局抓获2名伪造防疫车辆通行证的犯罪嫌疑人，并以伪造国家机关公文、证件罪对其采取刑事强制措施。经查，4月上旬，上海警方根据群众举报线索发现一辆沪牌货车多次在青浦区各居民小区运送物资，但每次运送的物资量很少。该车辆并未取得防疫车辆通行证的资质，车辆运维人员李某与李某举有伪造防疫车辆通行证的重大嫌疑。据犯罪嫌疑人李某交代，其平时从事水果买卖生意，疫情防控期间见居民对水果需求量不少，但自己无通行资质，遂伙同其弟弟李某举使用修图软件私自伪造制作了印有上海相关行政单位公章的防疫车辆通行证和防疫生活物资保障企业证明4张，并使用上述假证及公文用于运输、贩卖各类物资非法牟利。
4月20日，金山警方根据线索破获一起伪造防疫车辆通行证案件，抓获犯罪嫌疑人3名，缴获假冒《上海市防疫保障(生活物资)临时通行证》11张。经查，犯罪嫌疑人陈某(男，33岁)为方便公司车辆运送非保供货物，指使郭某(女，30岁)利用图片修改软件伪造通行证11张，并将伪造的通行证电子模板发送给李某(男，36岁)。李某在明知该通行证电子模板系伪造的情况下，仍继续打印使用。相关人员因涉嫌伪造国家机关证件罪被采取刑事强制措施。
4月21日，上海宝山警方根据线索破获一起伪造、买卖防疫保障车辆通行证案。经查，犯罪嫌疑人余某乾利用图像处理软件伪造了数十张防疫保障车辆通行证，卖给邢某祥、詹某财和徐某运。邢、詹、徐等三人在明知通行证是伪造的情况下，为牟利再次加价售卖给詹某俭、陆某红等人。犯罪嫌疑人余某乾等六人因涉嫌伪造、买卖国家机关证件罪被采取刑事强制措施。
自3月1日起截至4月25日，上海警方共破获伪造、买卖国家机关证件、使用伪造的证件案件16起，抓获涉案人员34人，收缴销毁伪造的《上海市防疫保障（生活物资）临时通行证》50余张、伪造的核酸证明2张、复工证明1张。同时披露金山公安分局侦破的一起伪造、买卖国家机关证件案、松江公安分局破获一起伪造国家机关证件案的详情。
5月6日，松江、闵行公安分局表示接连破获两起伪造、买卖国家机关证件的案件，9名涉案人员被缉拿归案。据松江公安分局九亭派出所接报警称，一名男子驾驶机动车持假通行证欲出小区。经核查，男子欧某所持“上海市防疫保障临时通行证”系假证。欧某交代，该通行证系从朋友杨某梁处购买；经进一步查证，某物流公司驾驶员张某通过官方渠道申请了一张通行证，因近期运单激增，为全额完成任务拿到高薪，便指使其妻妹黄某通过手机修图软件制作了4张假证，分别给了老乡朱某等4人使用，帮助其运送货物。朱某又让黄某如法炮制了2张假证，以3000至4000元的价格卖给朋友杨某梁。杨某梁又以6500至8500元的价格分别加价转卖给朋友杨某佐及欧某、李某。4月30日、5月2日警方分别将张某等7人抓获归案。张某、黄某、朱某因涉嫌伪造国家机关证件罪已被依法采取刑事强制措施；杨某梁、杨某佐、欧某、李某因买卖伪造的国家机关证件被依法处以行政拘留。而闵行公安分局鲁汇派出所在24小时网络巡查中发现，一网民在微信群发布代办“上海市防疫保障临时通行证”的广告信息。警方发现信息发布人为李某，其委托他人使用修图软件伪造通行证，通过网络以1500至4000元不等的价格出售9张假通行证，从中非法牟利共计12000元。刘某向李某购买了5张假通行证，并将部分通行证转售他人。5月4日下午，闵行警方将两名犯罪嫌疑人抓获归案。
5月7日，上海市公安局通报，上海警方侦破一起电商平台工作人员利用“上海市防疫保障临时通行证”非法运输人员、伪造通行证出售牟利的案件。5月6日11时许，市公安局交警总队民警在虹桥枢纽附近查获使用伪造的通行证违法拉客的驾驶员袁某强。袁某强持有的证件系花费5000元从董某奇及张某昌处购买。董某奇利用电商平台配送员身份取得通行证，后依照该证样式通过修图方式伪造了假通行证，伙同同住人张某昌以4000至5000元的价格出售给袁某强等多人使用。自4月份以来，董、张、袁三人通过非法拉客均获利数万元。三人因涉嫌伪造、买卖国家机关证件罪被公安机关依法采取刑事强制措施；其非法营运相关违法事实正在进一步调查取证中。
5月14日，松江区警方通报，称泗泾派出所接到市民举报，某物流站严姓老板涉嫌伪造通行证输送物资。经过调查，严某只为公司一部车辆办理了通行证，但嫌单车运送盈利太少，便通过伪造2张通行证贴在了另外两部车辆上。严某因涉嫌伪造证明文件被松江警方依法处以行政拘留。
5月16日，上海市公安局奉贤分局通报，该局近日侦破一起买卖国家公文案，两男子利用从事物流行业、作为电商平台第三方承运商的便利条件，做起贩卖平台正规通行证的勾当，后被警方抓获。经查，付某、余某凤自4月以来，对外贩卖通行证10余张，获利18000余元。同时，付某、余某凤不会对购买通行证的下家司机进行管理，下家司机在获得通行证后也根本不会按电商平台的规定去保障平台的运输，而是纷纷做起了私活。付某、余某凤因涉嫌买卖国家机关公文罪已被依法采取刑事强制措施。购买通行证而又未保障电商平台运输的下家，也将面临相应的责任追究。
5月19日，上海市公安局虹口分局破获一起非法买卖保供车辆电子通行证案件，傅某（男，28岁，某外卖公司部门经理）等7名犯罪嫌疑人因涉嫌买卖国家机关证件罪被依法采取刑事强制措施。其于疫情期间将公司用于运输的车辆通行证以每张400元的价格售卖给其他公司调度员张某（男，36岁）。后张某又通过施某（男，27岁）、杨某（男，43岁）等人在微信朋友圈加价销售，最终以每张3000至3500元的价格出售，以此牟取暴利。截至案发，该团伙共买卖通行证37张，涉案金额10万余元。
5月22日，上海市公安局杨浦分局通报查获一起伪造外省市地区接收证明、离沪证明案件。经查，李某（男，26岁）伙同欧某（男，24岁）伪造外省市地区接收证明、离沪证明等材料，并通过互联网自媒体平台对外出售牟利。上海警方已将两人抓获，当场查获伪造的外省市地区接收证明、离沪证明等涉案物品。4名非法购买证明文件人员已第一时间落实管控措施。

### 侵犯人身、财产权利
5月初，上海松江警方查处了一起敲诈勒索案，林某等八名方舱工作人员工作不久就要求“罢工”并取闹哄事，以辞职为威胁索要上万元。此案涉案人员已经被公安采取强制措施。